# Titels van de Nederlandse koninklijke familie
De titels van de Nederlandse koninklijke familie betreffen de diverse titels van leden van de koninklijke familie van Nederland die tegenwoordig worden, of in het verleden werden, gevoerd. Het gaat daarbij om (erfelijke) titels die verbonden zijn of waren aan de functie van staatshoofd, titels die verbonden zijn aan het lidmaatschap van het Koninklijk Huis en ook overige, al dan niet persoonlijke, adellijke titels van personen die geen lid zijn van het Koninklijk Huis, maar wel lid zijn van de koninklijke familie.

## Inleiding
Oorspronkelijk waren sommige titels van de leden van het Koninklijk Huis vastgelegd in de Grondwet, werden andere titels vastgesteld bij Koninklijk Besluit, en werden de overige titels gevoerd volgens gebruik. In 1983 werden alle titels uit de Grondwet verwijderd met de bedoeling om ze in een op de Grondwet gebaseerde wet vast te leggen. De geslachtsnaam en de titels van kinderen geboren uit een huwelijk met een lid van het Koninklijk Huis worden sinds 1 januari 1998 volgens artikel 5 lid 12 van Boek 1 van het Burgerlijk Wetboek bij Koninklijk Besluit bepaald. De titels van de Koning, de Koning die afstand van het koningschap heeft gedaan, de vermoedelijke opvolger van de Koning, en de leden van het Koninklijk Huis, worden sinds 12 juni 2002 geregeld in de Wet lidmaatschap koninklijk huis.
Het lidmaatschap van het Koninklijk Huis was oorspronkelijk niet (grond)wettelijk geregeld. Uitgegaan werd van het gebruik in de Europese vorstenhuizen dat het Koninklijk Huis bestond uit de Koning, een Koning die afstand van het koningschap heeft gedaan, de vermoedelijke opvolger van de Koning, de kinderen van de Koning, de kinderen van de vermoedelijke opvolger van de Koning, en tot slot de overige nakomelingen in de mannelijke lijn van de Koning. Ook de echtgenotes van de Koning, de vermoedelijke opvolger van de Koning en de overige prinsen waren lid van het Koninklijk Huis, welk lidmaatschap behouden werd gedurende de tijd dat ze weduwe waren. Hertrouwde de weduwe dan verloor ze het lidmaatschap.

De echtgenoten van de regerende koningin en de prinsessen waren geen lid van het Koninklijk Huis. In de toestemmingswetten voor de huwelijken van respectievelijk koningin Wilhelmina en prinses Juliana werd daarom expliciet vastgelegd dat hun echtgenoten lid van het Koninklijk Huis zouden worden. Voor de echtgenoten van de prinsessen Beatrix en Margriet werd dit bepaald in op de toestemmingswet gebaseerde koninklijke besluiten.
Sinds 1983 bepaalt artikel 39 van de Grondwet dat het lidmaatschap van het Koninklijk Huis bij wet geregeld moet worden. Dit gebeurde bij de Wet lidmaatschap koninklijk huis (Wet van 30 oktober 1985, Stb. 578, in werking getreden op 9 december 1985), waarin werd bepaald dat lid waren: de Koning, zij die krachtens de Grondwet de Koning kunnen opvolgen, een Koning die afstand van het koningschap heeft gedaan, en de echtgenoten van hen die het lidmaatschap van het Koninklijk Huis bezitten. Voor hen die het lidmaatschap van het Koninklijk Huis bezaten als echtgenote of echtgenoot, bleef dit lidmaatschap gedurende hun staat van weduwe of weduwnaar behouden, zolang de overleden echtgenote of echtgenoot bij leven lid van het koninklijk huis zou zijn geweest.
Bovenstaande wet werd in 2002 vervangen door een nieuwe Wet lidmaatschap koninklijk huis (Wet van 30 mei 2002, Stb. 2002, 275, in werking getreden op 12 juni 2002). In deze wet wordt bepaald dat lid van het Koninklijk Huis zijn: de Koning, de Koning die afstand van het koningschap heeft gedaan, de vermoedelijke opvolger van de Koning, zij die krachtens de Grondwet de Koning kunnen opvolgen en deze niet verder bestaan dan in de tweede graad van bloedverwantschap, en de echtgenoten van hen die het lidmaatschap van het Koninklijk Huis bezitten. Voor hen die het lidmaatschap van het Koninklijk Huis bezitten als echtgenote of echtgenoot, blijft dit lidmaatschap gedurende hun staat van weduwe of weduwnaar behouden, zolang de overleden echtgenote of echtgenoot bij leven lid van het Koninklijk Huis zou zijn geweest. Omdat daarmee het aantal leden van het Koninklijk Huis zou worden ingeperkt, werd als overgangsbepaling vastgelegd dat zij die op het tijdstip van inwerkingtreding van deze wet meerderjarig lid zijn van het Koninklijk Huis en krachtens de Grondwet de Koning kunnen opvolgen lid van het Koninklijk Huis blijven. Zij behouden hun lidmaatschap zolang zij krachtens de Grondwet de Koning kunnen opvolgen. Lid blijven voorts hun echtgenoten, weduwe of weduwnaar. De kinderen van prinses Margriet — die op het moment van inwerkingtreding van de wet de koning verder bestonden dan in de tweede graad van bloedverwantschap — behielden door deze overgangsbepaling het lidmaatschap van het Koninklijk Huis. Na de invoering van de wet huwden de prinsen Johan Friso, Pieter-Christiaan en Floris zonder de in de Grondwet vereiste toestemming en konden daardoor de Koning niet meer opvolgen. Ze verloren daardoor het lidmaatschap van het Koninklijk Huis.

Bij de troonsbestijging van koning Willem-Alexander in 2013 verloren de kinderen van prins Constantijn het lidmaatschap van het Koninklijk Huis omdat zij — hoewel ze de Koning volgens de Grondwet nog steeds kunnen opvolgen — de Koning verder bestaan dan in de tweede graad van bloedverwantschap en op het tijdstip van inwerkingtreding van de wet geen meerderjarig lid van het Koninklijk Huis waren. Eveneens kunnen sinds de troonsbestijging van koning Willem-Alexander de prinsen Maurits en Bernhard de Koning niet meer opvolgen en verloren ze daardoor, samen met hun echtgenotes, het lidmaatschap van het Koninklijk Huis.

Tot slot werd bij de troonsbestijging van koning Willem-Alexander de bovengenoemde overgangsbepaling van toepassing op prinses Margriet en haar echtgenoot mr. Pieter van Vollenhoven. Prinses Margriet kan volgens de Grondwet de Koning nog steeds opvolgen, maar ze bestaat de Koning verder dan in de tweede graad van bloedverwantschap. Ze was, net als haar echtgenoot, op het tijdstip van inwerkingtreding van deze wet meerderjarig lid van het Koninklijk Huis.
Noot: In de Nederlandse wet- en regelgeving wordt de titel van het staatshoofd, de Koning der Nederlanden, altijd in mannelijke vorm gebruikt. In dit artikel worden daarom deze titels ook in mannelijke vorm gebruikt. De titels van leden van het Koninklijk Huis en leden van de koninklijk familie worden in dit artikel genoemd zoals ze vermeld staan in het vaststellingsbesluit.

## Titels van de Koning der Nederlanden

### Soeverein Vorst der Nederlanden (1813–1815)
Op 30 november 1813 keerde prins Willem Frederik van Oranje-Nassau terug in de Nederlanden. Hij was samen met zijn vader stadhouder Willem V op 18 januari 1795 in ballingschap gegaan. Op 1 december werd hij bij proclamatie van de Commissarissen-Generaal van het Algemeen Bestuur uitgeroepen tot «Z.K.H. Willem den Eersten Souvereine-Vorst van Nederland». De dag daarop aanvaardde Willem de soevereiniteit.

### Koning der Nederlanden (sinds 1815)
Nadat de Franse keizer Napoleon I op 1 maart 1815 uit ballingschap terugkeerde, riep Soeverein Vorst Willem I zich op 16 maart uit tot Koning der Nederlanden. De titel «S.M. le Roi des Pays-Bas» werd op 9 juni 1815 bevestigd in artikel 70 van de Slotakte van het Congres van Wenen, en daarmee erkend door Groot-Brittannië, Oostenrijk, Pruisen en Rusland.
Vanwege de troonsbestijging van koningin Wilhelmina werd bij de Wet van 22 juni 1891, Stb. 125 (in werking getreden op 1 september 1891), bepaald dat zolang een koningin de kroon draagt, bij het gebruik van alle wettelijk vastgestelde formulieren, ambtstitels en officiële benamingen, waarin het woord "Koning" voorkomt, in plaats daarvan het woord "Koningin" wordt gebezigd, met inachtneming van de daardoor noodzakelijk wordende taalkundige veranderingen. Deze wet leidt sinds de troonsbestijging van koning Willem-Alexander een slapend bestaan, maar is niet ingetrokken.

#### Aanspreektitels
De aanspreektitel voor de Koning is Majesteit. Dit is alleen vastgelegd in de hierboven genoemde Slotakte van het Congres van Wenen.
De koningen Willem I, Willem II, Willem III werden ook aangesproken met de van origine Franse aanspreektitel Sire. Dit was een gebruik aan de Europese hoven waar het Frans als hoftaal werd gebruikt. De aanspreektitel Sire kan alleen gebruikt worden voor een koning die een man is, niet voor een regerende koningin. Omdat Nederland in de periode 1890–2013 alleen regerende koninginnen had, is Sire in Nederland in onbruik geraakt. Dit in tegenstelling tot België, waar Sire nog steeds gebruikt wordt. Koning Willem-Alexander wordt daarom niet met Sire aangesproken, toegestaan is het overigens wel.
Volgens de etiquette is het gebruiken van een lagere aanspreektitel dan waar iemand recht op heeft onbeleefd, in het verleden werd het zelfs als beledigend beschouwd. Koningin Juliana had echter een voorkeur om met ‘Mevrouw’ te worden aangesproken, terwijl koningin Beatrix er bij officiële contacten prijs op stelde om met Majesteit te worden aangesproken. In de Haagse politieke kringen stond ze dan ook bekend als ‘de Majesteit’.

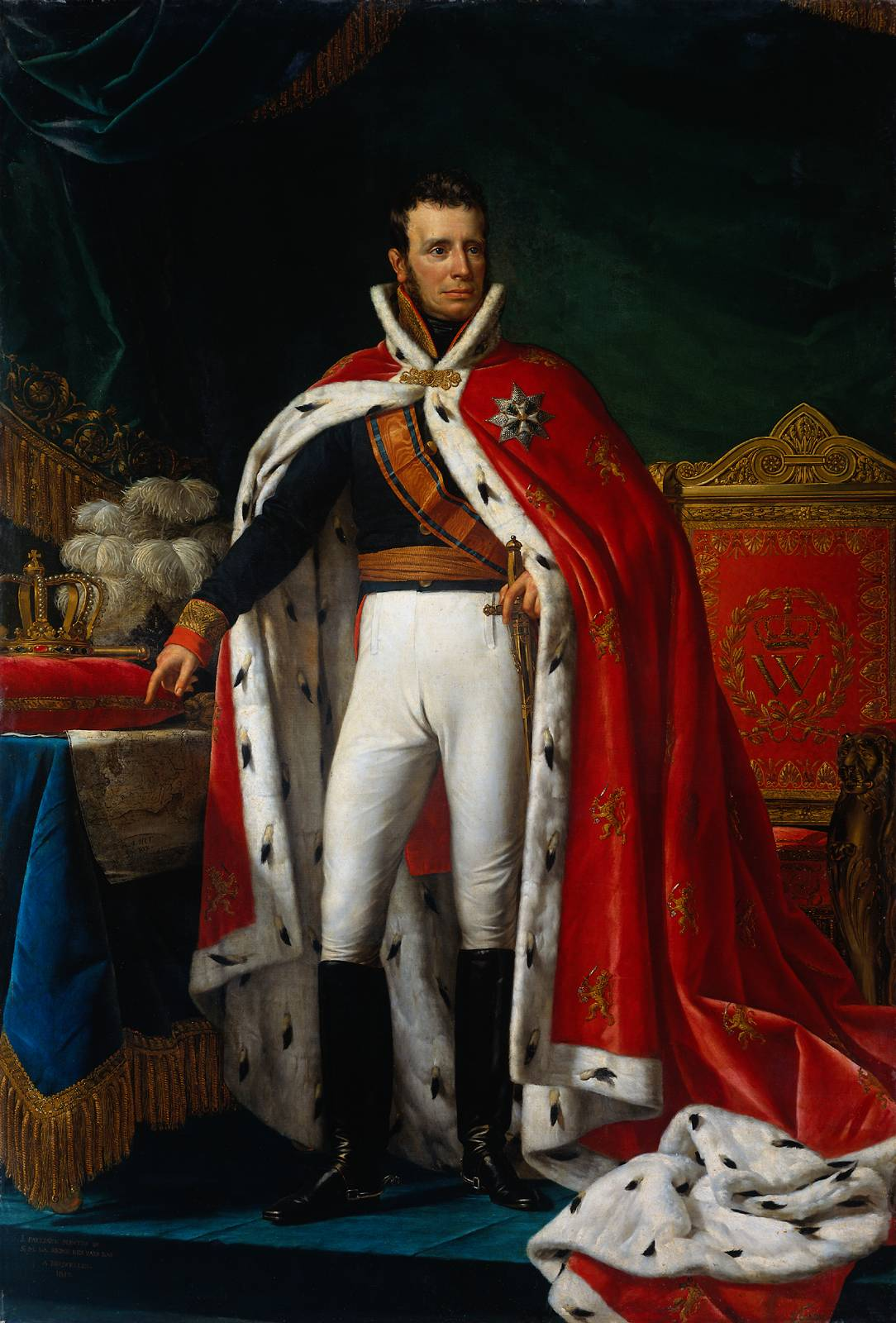
Koning Willem I
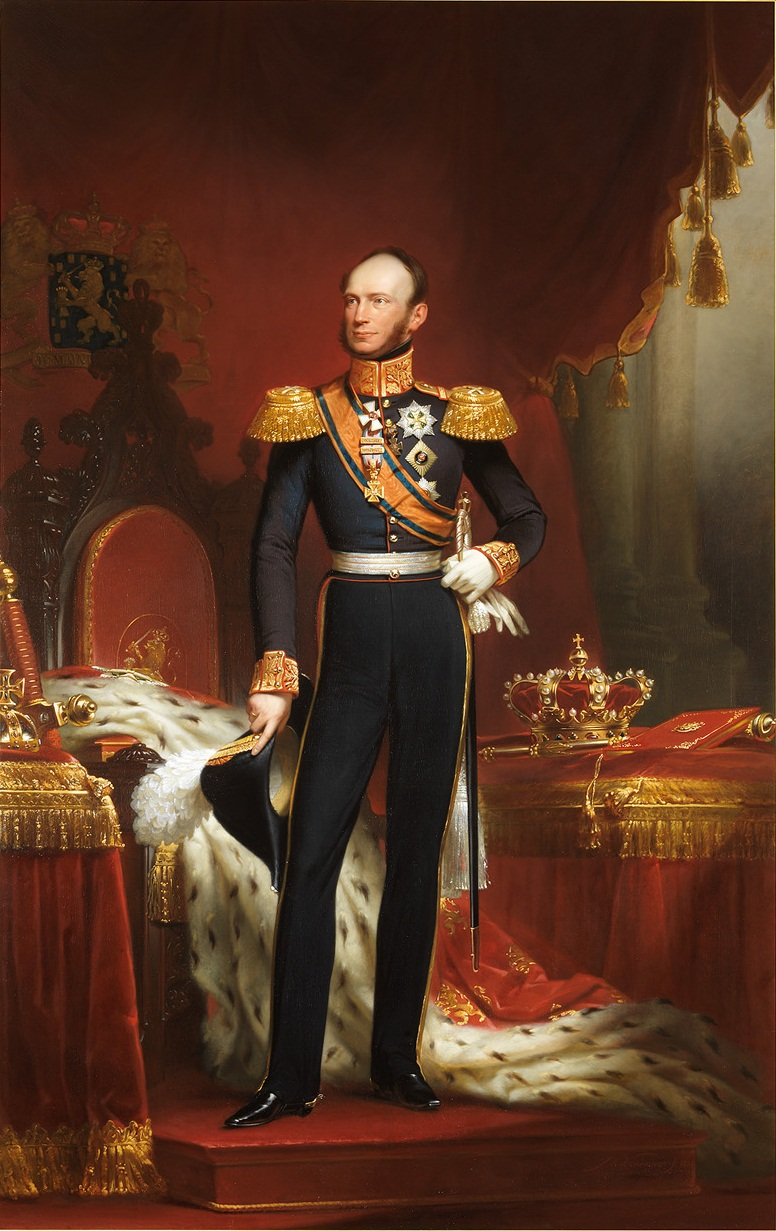
Koning Willem II
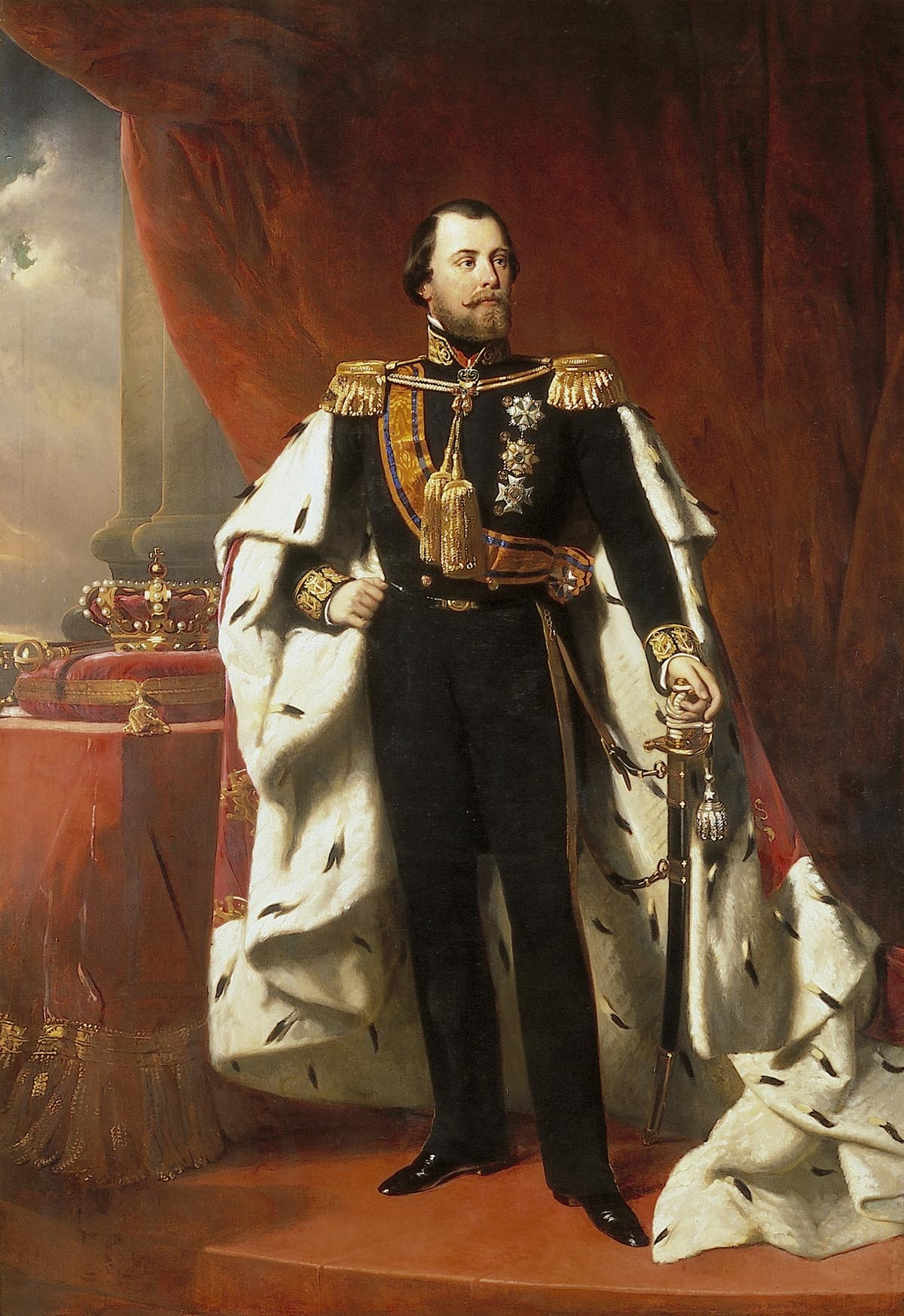
Koning Willem III
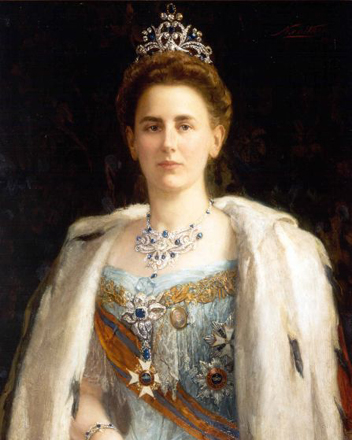
Koningin Wilhelmina
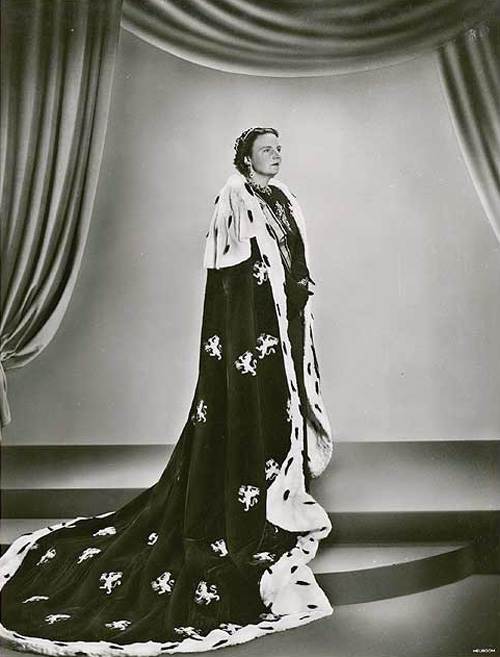
Koningin Juliana
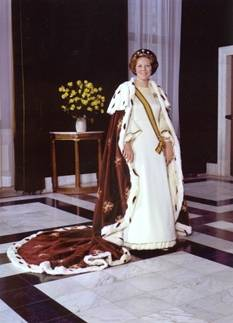
Koningin Beatrix
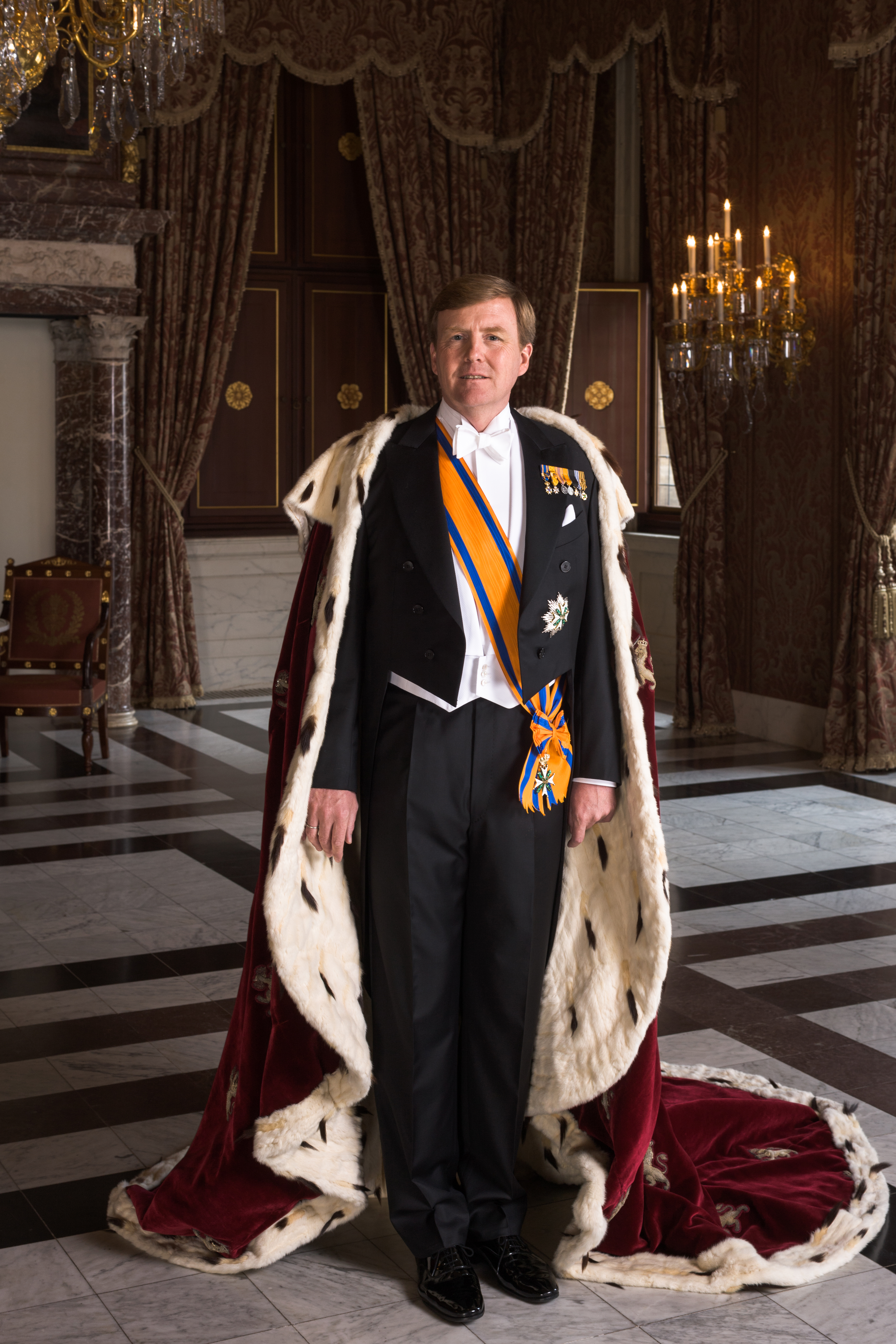
Koning Willem-Alexander

### Prins van Oranje-Nassau (sinds 1813)
In 1732 bepaalde stadhouder Willem IV dat zijn nakomelingen in de mannelijke lijn de titel «Prins(es) van Oranje-Nassau» zouden dragen. De koningen Willem I, Willem II, Willem III en koningin Wilhelmina voerden deze titel, omdat zij nakomelingen in de mannelijke lijn van stadhouder Willem IV waren. De koninginnen Juliana en Beatrix voerden de titel Prinses van Oranje-Nassau omdat zij deze titel mochten voeren op grond van respectievelijk het Besluit van 30 december 1908, Stb. 425 en het Besluit van 26 oktober 1937, Stb. 5.
Sinds 12 juni 2002 bepaalt artikel 9 lid 1 van de Wet lidmaatschap koninklijk huis dat de Koning de titel «Prins (Prinses) van Oranje-Nassau» draagt.

### Groothertog van Luxemburg (1815–1890)
Koning Willem I deed in 1815 afstand van zijn bezittingen in Nassau en ontving in ruil daarvoor het hertogdom Luxemburg. Luxemburg werd op 9 juni van datzelfde jaar in de Slotakte van het Congres van Wenen verheven tot groothertogdom. De koningen Willem I, Willem II en Willem III voerden de titel Groothertog van Luxemburg in de preambule van Nederlandse wetten en besluiten na de titel Prins van Oranje-Nassau.
Omdat de grondwet van Luxemburg bepaalt dat «La Couronne du Grand-Duché est héréditaire dans la famille de Nassau, conformément au pacte du 30 juin 1783, à l’art. 71 du traité de Vienne du 9 juin 1815 et à l’art. 1er du traité de Londres du 11 mai 1867.» en het verdrag van 30 juni 1783 (de Erneuerte Nassauische Erbverein) opvolging door vrouwen uitsloot, werd koning Willem III bij zijn overlijden in Luxemburg niet door zijn dochter Wilhelmina opgevolgd, maar door hertog Adolf van Nassau. Daarmee ging de titel voor de Nederlandse koningen verloren.

### Hertog van Limburg (1839–1867)
Bij het op 19 april 1839 ondertekende Verdrag van Londen, dat de onafhankelijkheid van België regelde, werd het oostelijke deel van de provincie Limburg als hertogdom Limburg toegekend aan koning Willem I, als compensatie voor het verlies van het westelijk deel van het groothertogdom Luxemburg (de Belgische provincie Luxemburg). Omdat het groothertogdom Luxemburg lid was van de Duitse Bond en het hertogdom Limburg compensatie voor het aan België afgestane deel van Luxemburg was, werd het hertogdom Limburg ook lid van de Duitse Bond. De titel Hertog van Limburg werd in de preambule van Nederlandse wetten en besluiten niet gevoerd.
Na de opheffing van de Duitse Bond in 1866 werd het hertogdom Limburg definitief een provincie van Nederland. Dat werd bevestigd in artikel 6 van het Verdrag van Londen van 1867.

## Titels van de Koning die afstand van het koningschap heeft gedaan
Er bestond tot 12 juni 2002 geen (grond)wettelijke regeling met betrekking tot de titels van de Koning die afstand van het koningschap heeft gedaan.
Koning Willem I nam bij zijn troonsafstand op 7 oktober 1840 de naam en titel «Z.K.H. Koning Willem Frederik, Graaf van Nassau» aan.
De koninginnen Wilhelmina en Juliana droegen na hun troonsafstand weer de titels aan die zij voor hun troonsbestijging droegen.
Sinds 12 juni 2002 bepalen artikel 8 lid 1 en artikel 9 lid 1 van de Wet lidmaatschap koninklijk huis dat de Koning die afstand van het koningschap heeft gedaan de titels «Prins (Prinses) der Nederlanden» en «Prins (Prinses) van Oranje-Nassau» draagt. Omdat artikel 10 van de Wet lidmaatschap koninklijk huis bepaalt dat degenen die titels en namen dragen krachtens het Koninklijk Besluit van 26 oktober 1937, Stb. 5, deze behouden, draagt prinses Beatrix na haar troonsafstand weer de titels die zij overeenkomstig dat besluit voor haar troonsbestijging droeg.

De Wet lidmaatschap koninklijk huis noemt de koninklijke besluiten van 30 december 1908, Stb. 425 en 6 januari 1937, Stb. 2, waarbij de titels van prinses Juliana vastgesteld werden, niet. Het is onduidelijk of het hier gaat om een omissie van de wetgever.

## Titels van de echtgenoot of echtgenote van de Koning

### Titels van de echtgenote van de Koning
De echtgenote van de Koning voert de titel «Koningin der Nederlanden» met de aanspreektitel «Majesteit». Dit was en is nergens formeel vastgelegd, het is een oud gebruik in Europese vorstenhuizen. De titel is achtereenvolgens gevoerd door de koninginnen Wilhelmina (1815–1837), Anna Paulowna (1840–1849), Sofie (1849–1877) en Emma (1879–1890).
Tijdens de behandeling van het voorstel van rijkswet voor het verlenen van toestemming aan prins Willem-Alexander om een huwelijk aan te gaan met Máxima Zorreguieta, verklaarde de minister-president dat het aan de regering was om te bepalen of Máxima na de troonsbestijging van Willem-Alexander ook de titel Koningin zou mogen voeren. Bij de troonwisseling in 2013 is er echter niets bepaald door de regering, Máxima kan daarom de titel «Koningin der Nederlanden» en de aanspreektitel «Majesteit» voeren op grond van het gebruik, zolang haar echtgenoot Koning is. Zij kan ook de titel «Prinses van Oranje-Nassau» voeren, omdat haar die titel is verleend bij Besluit van 25 januari 2002, Stb. 2002, 41.

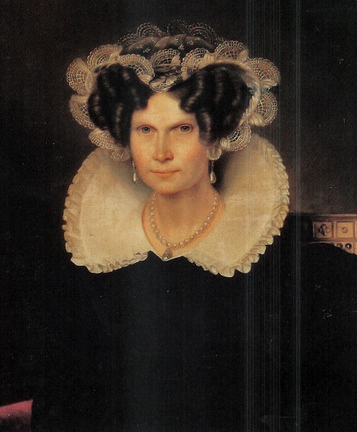
Koningin Wilhelmina
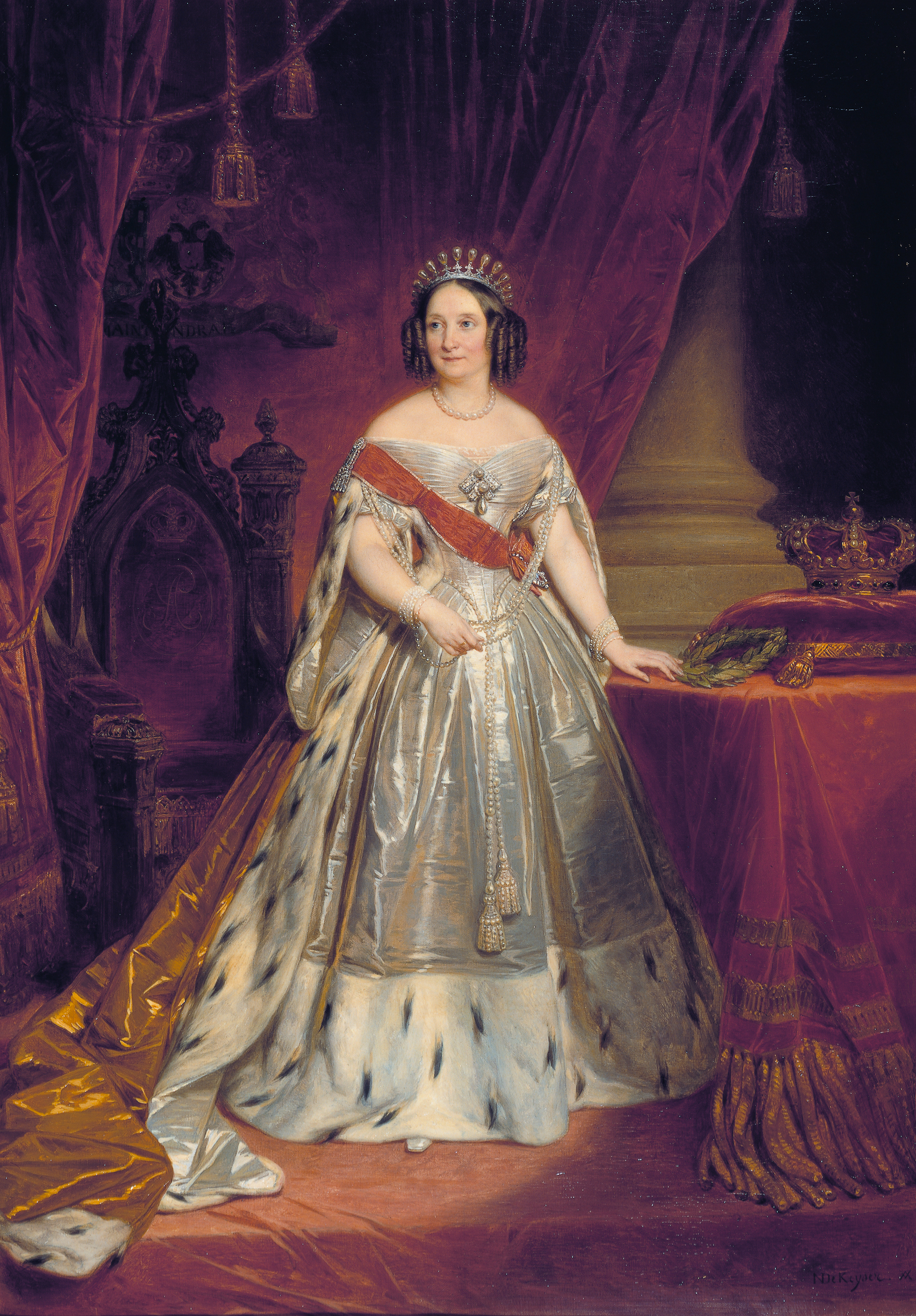
Koningin Anna Paulowna
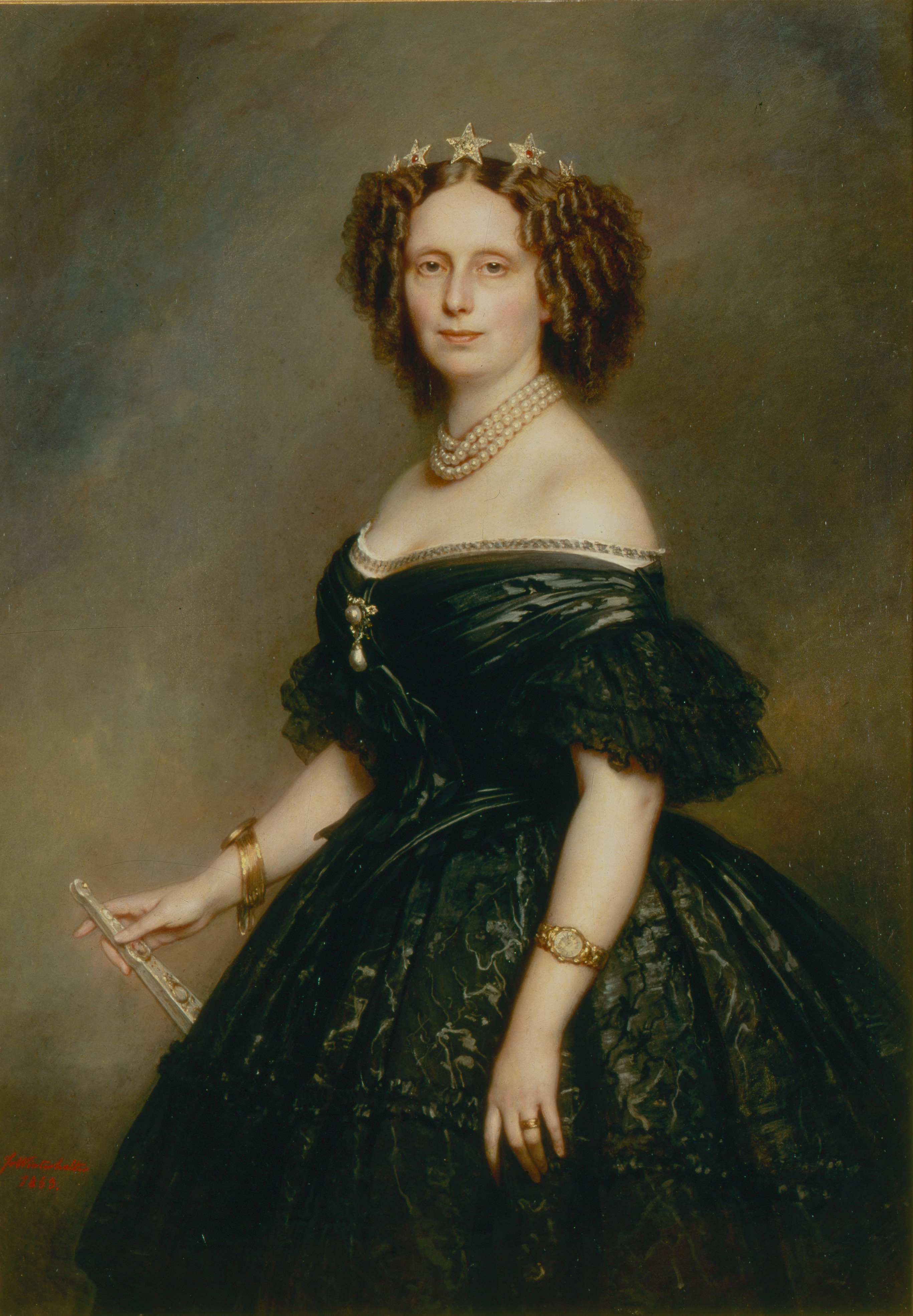
Koningin Sofie
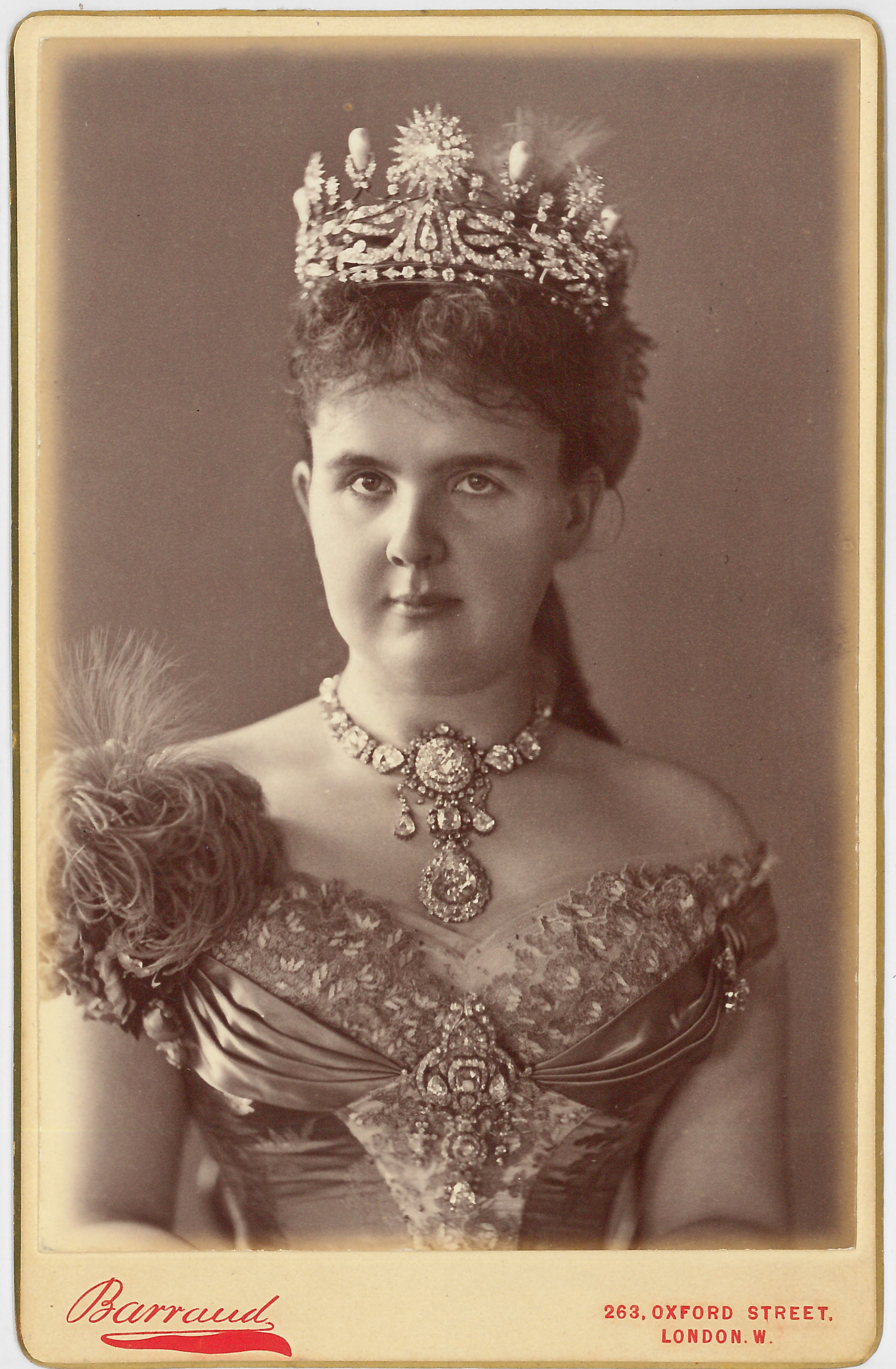
Koningin Emma
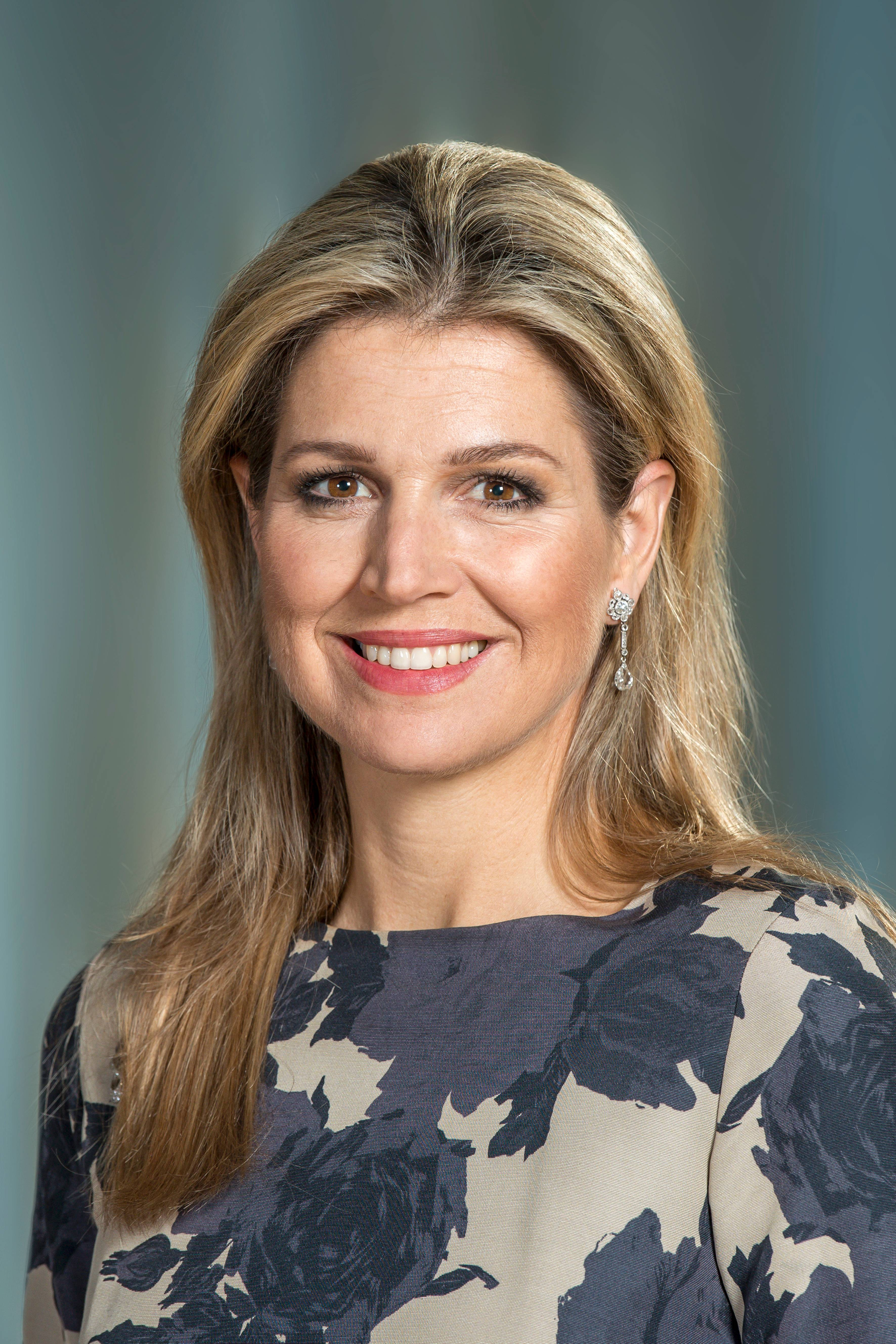
Koningin Máxima

### Titels van de echtgenoot van de regerende Koningin
Voor de titels van de echtgenoot van de regerende Koningin bestonden geen algemene regels, ze werden bij Koninklijk Besluit vastgesteld voordat het huwelijk werd gesloten. Sinds 12 juni 2002 bepaalt artikel 8 lid 2 onderdeel a van de Wet lidmaatschap koninklijk huis dat de titel «Prins (Prinses) der Nederlanden» bij Koninklijk Besluit verleend kan worden aan de echtgenoot of echtgenote van de Koning.

#### Titels van prins Hendrik
Voor zijn huwelijk droeg prins Hendrik de titels «Hertog van Mecklenburg, Vorst van Wenden, Schwerin en Ratzeburg, Graaf van Schwerin, Heer van de landen Rostock en Stargard, enz., enz.» met het predicaat «Zijne Hoogheid». Ter gelegenheid van zijn huwelijk met koningin Wilhelmina werd hem bij Besluit van 6 februari 1901, Stb. 61 de titel «Prins der Nederlanden» met het predicaat «Zijne Koninklijke Hoogheid» verleend.

#### Titels van prins Bernhard
Vanwege het morganatische huwelijk van zijn ouders droeg prins Bernhard vanaf zijn geboorte alleen de titel «Graf von Biesterfeld». Op 24 november 1916 kreeg hij van zijn oom Leopold IV, de regerende vorst van Lippe, de titel «Prinz zur Lippe-Biesterfeld» met het predicaat «Seine Durchlaucht». Ter gelegenheid van zijn huwelijk met prinses Juliana werd hem bij Besluit van 6 januari 1937, Stb. 1 de titel «Prins der Nederlanden» met het predicaat «Koninklijke Hoogheid» verleend. Tijdens de regeerperiode van zijn echtgenote werd hij aangeduid als «Z.K.H. De Prins der Nederlanden».

#### Titels van prins Claus
Prins Claus werd geboren als Claus Georg Wilhelm Otto Friedrich Gerd von Amsberg. Ter gelegenheid van zijn huwelijk met prinses Beatrix werden hem bij Besluit van 16 februari 1966, Stb. 70 de namen en titels «Zijne Koninklijke Hoogheid Prins Claus George Willem Otto Frederik Geert der Nederlanden, Jonkheer van Amsberg» verleend.

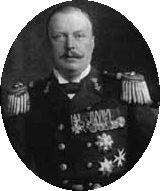
Prins Hendrik
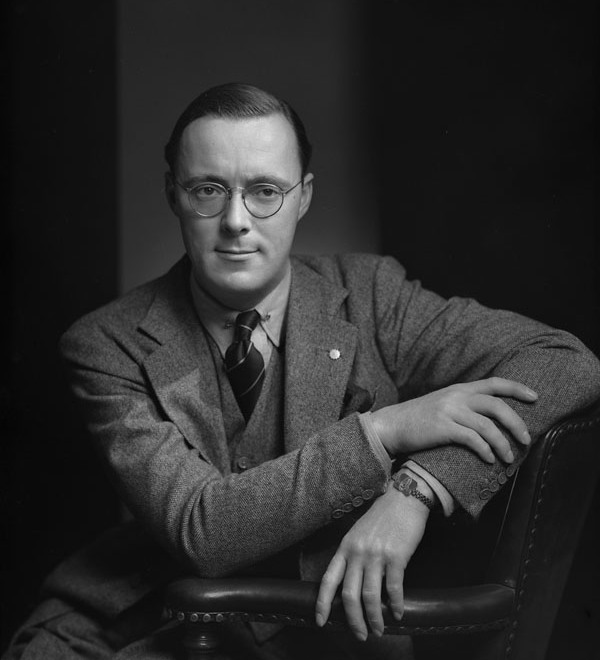
Prins Bernhard
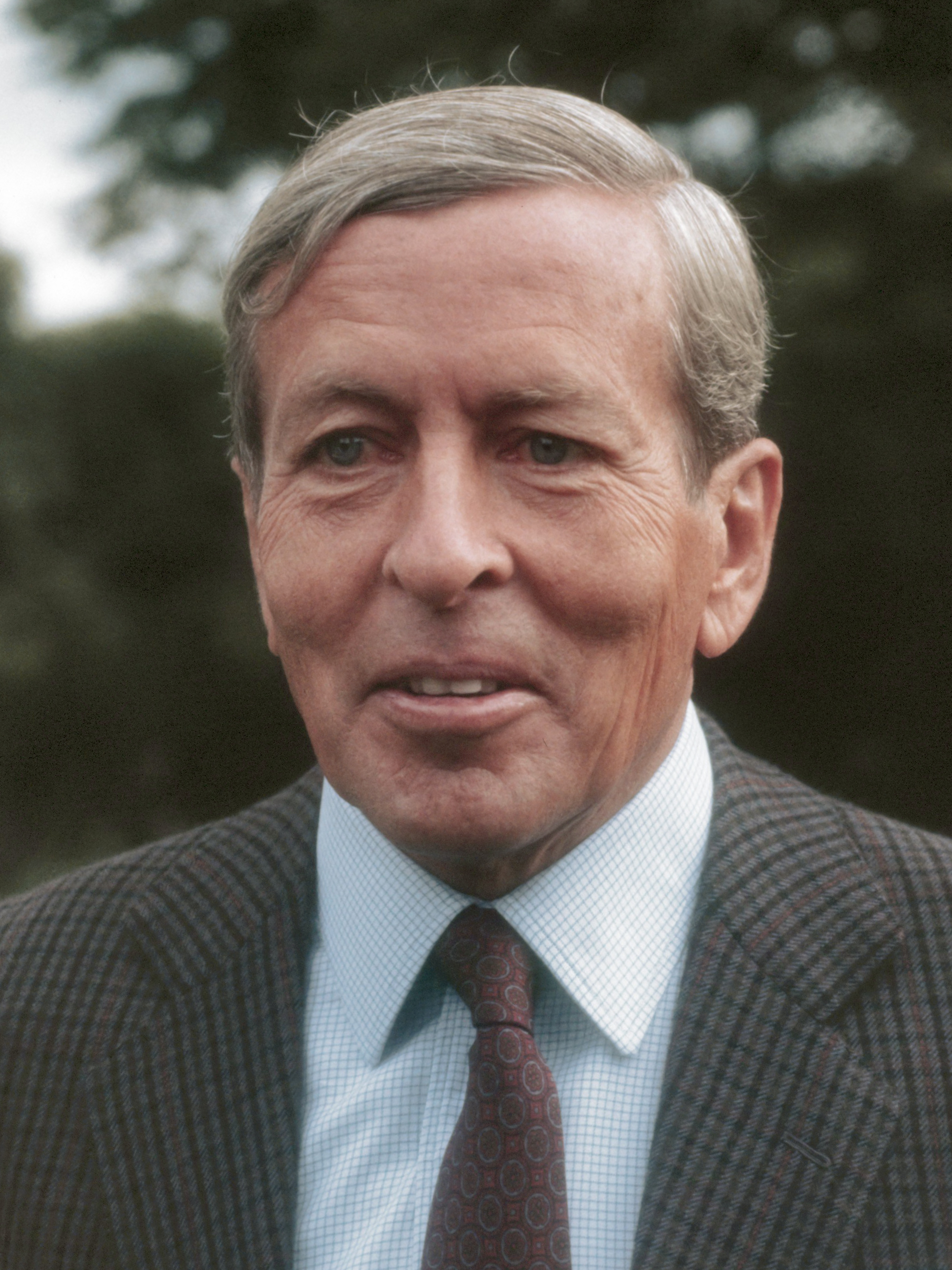
Prins Claus

## Titels van de weduwe van de Koning
Twee maal in de Nederlandse geschiedenis is er een weduwe van de Koning geweest. De eerste was de weduwe van koning Willem II: Anna Paulowna, de tweede was de weduwe van koning Willem III: Emma. Beiden gebruikten de titel «Koningin-Weduwe», met de aanspreektitel «Majesteit». De titel was vastgelegd in artikel 35 van de Grondwet van 1815, de aanspreektitel was volgens gebruik. Ook werd wel de titel «Koningin-Moeder» gebruikt, voor deze titel bestond geen (grond)wettelijke regeling.

In de Wet lidmaatschap koninklijk huis ontbreekt een regeling met betrekking tot de titels van de weduwe van de Koning.

## Titels van de echtgenoot of echtgenote van de Koning die afstand van het koningschap heeft gedaan

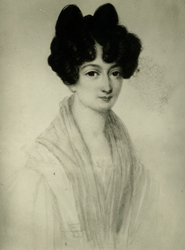
Henriëtte des Heiligen Roomsen Rijksgravin dʼOultremont de Wégimont

Koning Willem I was weduwnaar toen hij troonsafstand deed. Hij huwde na zijn troonsafstand met Henriëtte des Heiligen Roomsen Rijksgravin dʼOultremont de Wégimont. Zij voerde na haar huwelijk en als weduwe de titel «Gravin van Nassau», overeenkomstig de bepaling in het Burgerlijk Wetboek dat een vrouw de titels en geslachtsnaam van haar echtgenoot kan voeren, eventueel gevolgd door haar eigen titels en geslachtsnaam.

Voor de titels van prins Bernhard de paragraaf Titels van prins Bernhard hierboven.

## Titels van de vermoedelijke opvolger van de Koning

### Erfprins (1814–1815)
Artikel 17 van de Grondwet van 1814 bepaalde: «De oudste zoon van den Souvereinen Vorst is de eerste onderdaan van zijnen vader. Als Erfprins wordt Hem gegeven den titel van Koninklijke Hoogheid.» De enige die deze titel gevoerd heeft was de latere koning Willem II.

### Prins van Oranje (sinds 1815)
De titel «Prins van Oranje» is ontleend aan het prinsdom Orange. Dat was een klein vorstendom in de Provence. Het was aanvankelijk een graafschap en na 1163 een soeverein prinsdom. In 1702 werd het door Frankrijk geannexeerd, hetgeen in 1713 bij de Vrede van Utrecht werd bevestigd.
Het prinsdom werd in 1530 geërfd door de elfjarige graaf René van Nassau-Breda (hij noemde zich vanaf dat moment René van Chalon, Prince dʼOrange) en de titel was sindsdien de hoogste titel van de graven van Nassau. Bij zijn kinderloos overlijden in 1544 werd Orange geërfd door Renéʼs – toevalligerwijs eveneens elfjarige – neef graaf Willem van Nassau-Siegen, die vanaf dat moment Willem van Oranje werd genoemd. Na Willem van Oranje werd de titel achtereenvolgens gevoerd door Filips Willem, Maurits, Frederik Hendrik, Willem II, Willem III, Johan Willem Friso, Willem IV, Willem V, en tot slot door Willem Frederik, de latere koning Willem I. In 1637 verleende koning Lodewijk XIII van Frankrijk de Prins van Oranje de titel «Altesse». Na het aanvaarden van de soevereiniteit in 1813 voerde Willem I de titel «Prins van Oranje» niet langer.
Artikel 36 van de Grondwet van 1815 bepaalde: «De oudste van des Konings zonen, of verdere mannelijke nakomelingen, die de vermoedelijke erfgenaam is van de Kroon, is des Konings eerste onderdaan, en voert den titel van Prins van Oranje.» Op grond van deze bepaling is de titel «Prins van Oranje» gevoerd door achtereenvolgens de latere koning Willem II (1815–1840), de latere koning Willem III (1840–1849), prins Willem (1849–1879), prins Alexander (1879–1884) en de latere koning Willem-Alexander (1980–2013). De koninginnen Wilhelmina, Juliana en Beatrix konden als vrouw de titel niet voeren.
In 1983 werd bovenstaande bepaling uit de Grondwet verwijderd. De verwijdering had twee redenen:
1. de grondwetgever vond het beter om titels van het leden van het Koninklijk Huis niet langer in de Grondwet zelf, maar in een op de Grondwet gebaseerde wet te regelen,
2. de grondwetgever wenste – nu in de Grondwet van 1983 voor de troonopvolging geen onderscheid tussen mannen en vrouwen meer wordt gemaakt – een andere regeling voor de titel van de vermoedelijke opvolger van de Koning.

Omdat een grondwetswijziging geen terugwerkende kracht heeft, kon prins Willem-Alexander, de toenmalige Prins van Oranje, de titel blijven voeren.
Pas in 2002 werd de nieuwe regeling voor de titel «Prins van Oranje» ingevoerd. Artikel 7 van de Wet lidmaatschap koninklijk huis bepaalt sindsdien: «De vermoedelijke opvolger van de Koning draagt de titel van Prins (Prinses) van Oranje.» Sinds de troonsbestijging van koning Willem-Alexander voert zijn oudste dochter prinses Catharina-Amalia de titel «Prinses van Oranje». Ze is de eerste vrouw die deze titel krachtens eigen recht mag voeren, in de 850 jaar daarvoor kon de titel alleen door mannen gevoerd worden.
De titel «Prins(es) van Oranje» wordt gevoerd vóór de overige titels die gevoerd mogen worden. Prinses Catharina-Amalia is formeel «Hare Koninklijke Hoogheid Prinses Catharina-Amalia, Prinses van Oranje, Prinses der Nederlanden, Prinses van Oranje-Nassau».

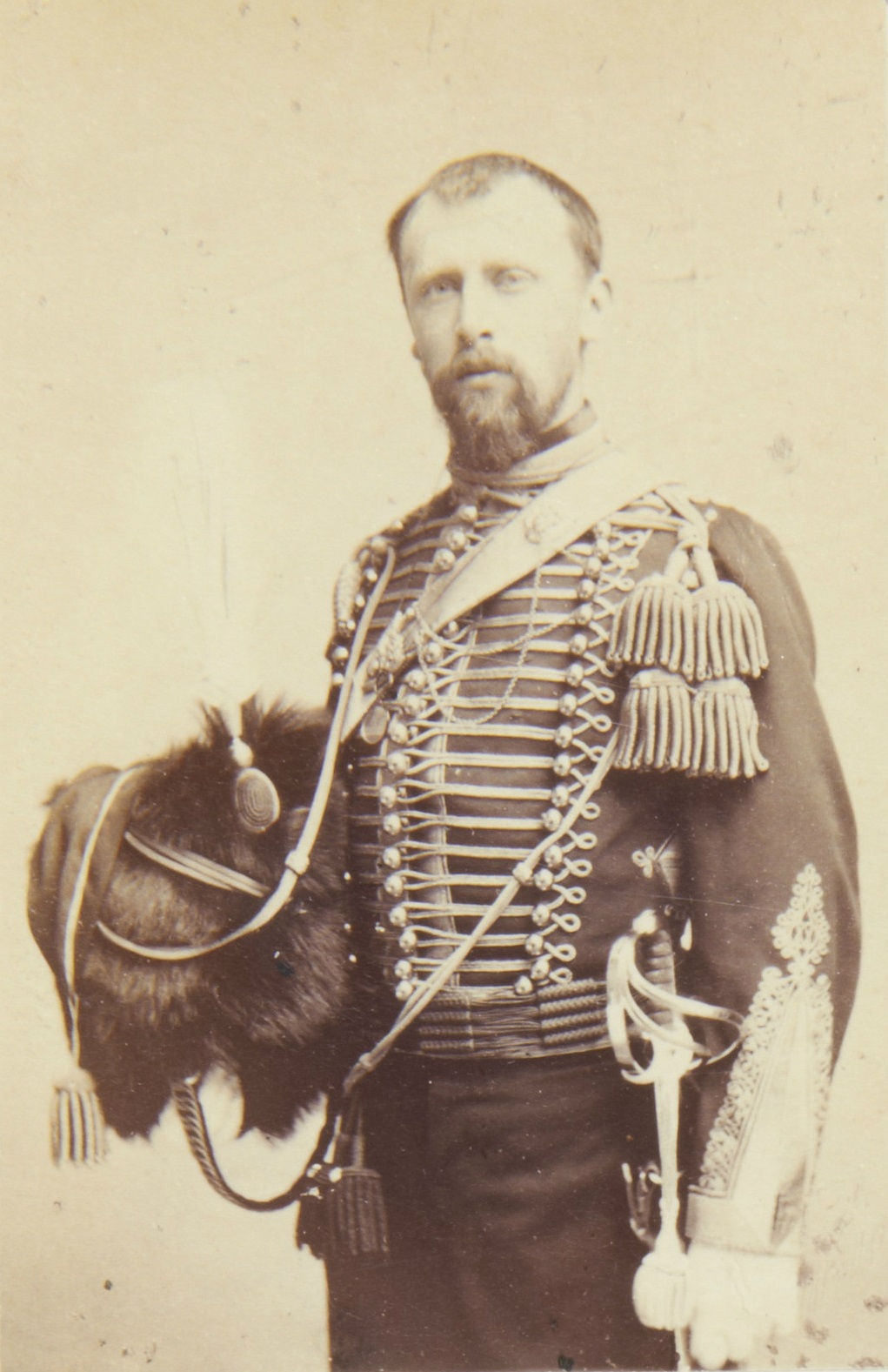
Prins Willem
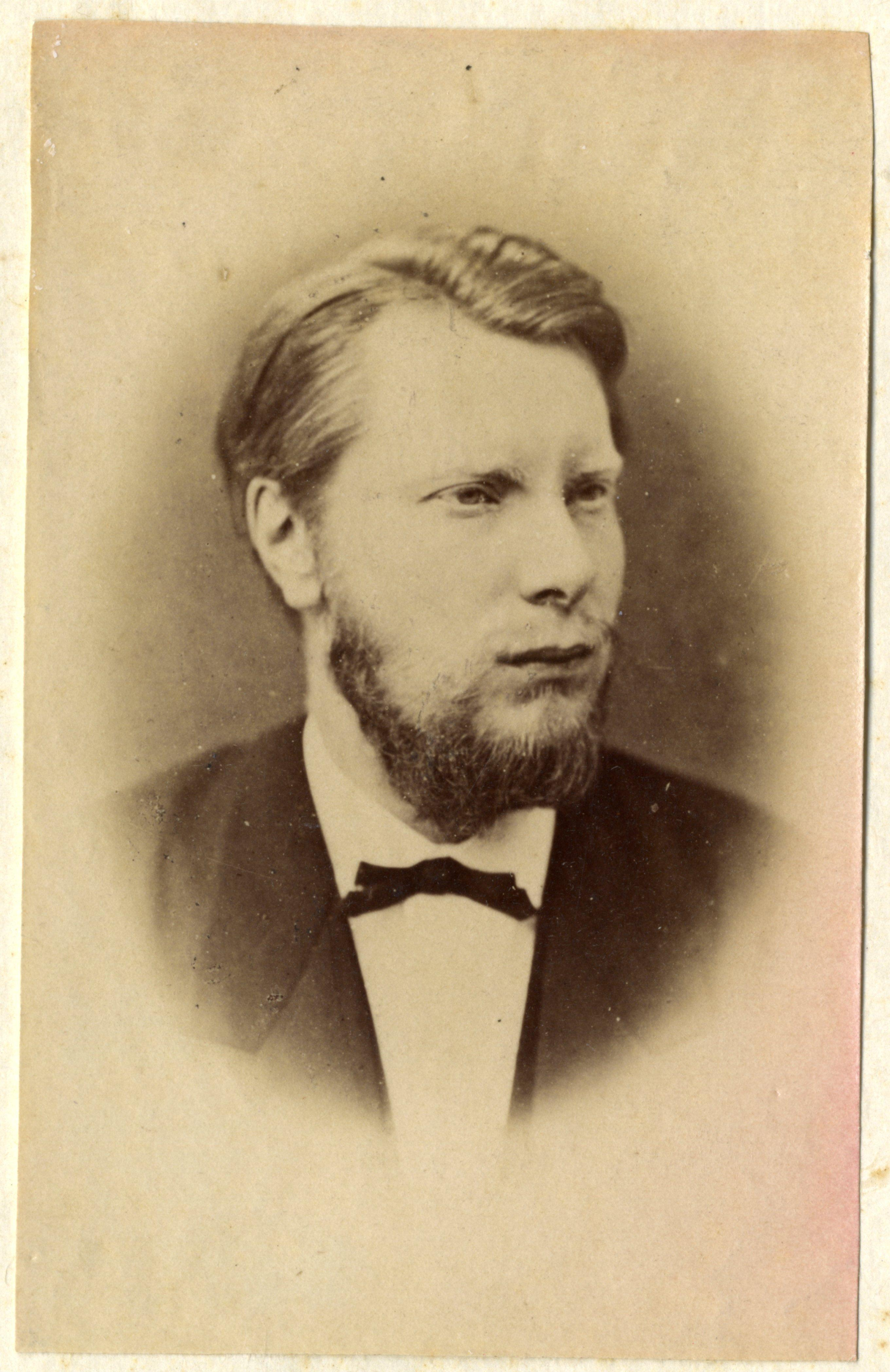
Prins Alexander

## Titels van de echtgenoot of echtgenote van de vermoedelijke opvolger van de Koning
Er bestond tot de invoering van de Wet lidmaatschap koninklijk huis in 2002 geen (grond)wettelijke regeling voor de titels van de echtgenoot of echtgenote van de vermoedelijke opvolger van de Koning. De echtgenotes van de latere koningen Willem II en Willem III, Anna Paulowna en Sofie, voerden op grond van het gebruik de titel Prinses van Oranje. Voor de titels van prins Bernhard en prins Claus zie respectievelijk de paragrafen Titels van prins Bernhard en Titels van prins Claus hierboven.

Anna Paulowna voerde een uitgebreidere aanspreektitel in de periode dat haar echtgenoot Prins van Oranje was, namelijk «Hare Keizerlijke en Koninklijke Hoogheid». Keizerlijke Hoogheid kwam haar als dochter van tsaar Paul I van Rusland krachtens geboorte toe, Koninklijke Hoogheid krachtens huwelijk.

Tijdens de behandeling van het voorstel van rijkswet voor het verlenen van toestemming aan prins Willem-Alexander om een huwelijk aan te gaan met Máxima Zorreguieta, verklaarde de minister-president:
“Het andere punt waarover blijkbaar behoefte bestaat aan enige nadere opheldering is de vraag waarom de aanstaande echtgenote van onze kroonprins straks niet in formele zin de titel Prinses van Oranje zou mogen dragen. De titel Prins van Oranje is sedert het van kracht worden van onze eerste Grondwet een functionele en tijdelijke titel. Daarin onderscheidt deze titel zich van alle andere gangbare erfelijke titels. In ons stelsel is de titel Prins van Oranje altijd exclusief verbonden geweest aan de persoon met de functie van kroonprins, de vermoedelijke opvolger van het mannelijk geslacht. De regering is voornemens om deze historische en exclusieve relatie vast te leggen in de Wet lidmaatschap Koninklijk Huis. (…) De bedoeling is om geen onderscheid naar geslacht meer te maken. Een kroonprinses zal derhalve voortaan Prinses van Oranje zijn, naar analogie van de titel van de kroonprins. Dat is geenszins nieuw, doch reeds bij de grondwetswijziging van 1983 aangekondigd. Wij hebben daar dus lang over gedaan. De exclusieve relatie tussen de titel en de tijdelijke hoedanigheid van vermoedelijke opvolger verdraagt zich niet met het dragen van de titel krachtens eigen recht door de echtgenote van de kroonprins, zoals ook het geval zou zijn met de echtgenoot van de kroonprinses. Een echtgenote van de kroonprins of de echtgenoot van de kroonprinses is immers geen vermoedelijke opvolger in de zin van de Grondwet.”
Ter gelegenheid van haar huwelijk met prins Willem-Alexander werden Máxima Zorreguieta bij Besluit van 25 januari 2002, Stb. 2002, 41 de titels «Prinses der Nederlanden, Prinses van Oranje-Nassau» met het predicaat «Koninklijke Hoogheid» verleend.

## Titels van de weduwe van de vermoedelijke opvolger van de Koning
Deze titels waren nergens formeel vastgelegd, ook in de Wet lidmaatschap koninklijk huis ontbreekt een regeling. Het is in Nederland niet voorgekomen dat er een weduwe van de vermoedelijke opvolger van de Koning was.

## Titels van de overige leden van het Koninklijk Huis

### Prins(es) der Nederlanden (sinds 1815) en Prins(es) van Oranje-Nassau (sinds 1813)
In 1732 bepaalde stadhouder Willem IV dat zijn nakomelingen in de mannelijke lijn de titel «Prins(es) van Oranje-Nassau» zouden dragen. Dat bleef zo bij de aanvaarding van de soevereiniteit over Nederland door de latere koning Willem I. In artikel 17 lid 3 van de Grondwet van 1814 werd bepaald «De overige Prinsen en Prinsessen van den Huize blijven voeren den titel van Doorluchtige Hoogheid.»
Nadat de titel «S.M. le Roi des Pays-Bas» op 9 juni 1815 in artikel 70 van de Slotakte van het Congres van Wenen was bevestigd, droegen overeenkomstig het gebruik in Europese vorstenhuizen de kinderen van de Koning en zijn overige nakomelingen in de mannelijke lijn ook de titel «Prins(es) der Nederlanden» met het predicaat «Koninklijke Hoogheid». Omdat de titel «Prins(es) der Nederlanden» van hogere rang was en is, werd en wordt deze voor de titel «Prins(es) van Oranje-Nassau» gevoerd.

De titels «Zijne (Hare) Koninklijke Hoogheid Prins (Prinses) der Nederlanden, Prins (Prinses) van Oranje-Nassau» zijn gevoerd door:
- de kinderen van koning Willem I: de latere koning Willem II, prins Frederik en prinses Marianne;
- de kinderen van koning Willem II: de latere koning Willem III, prins Alexander, prins Hendrik, prins Casimir en prinses Sophie;
- de kinderen van koning Willem III: prins Willem, prins Maurits, prins Alexander en de latere koningin Wilhelmina;
- de kinderen van prins Frederik: prinses Louise, prins Willem, prins Frederik en prinses Marie.

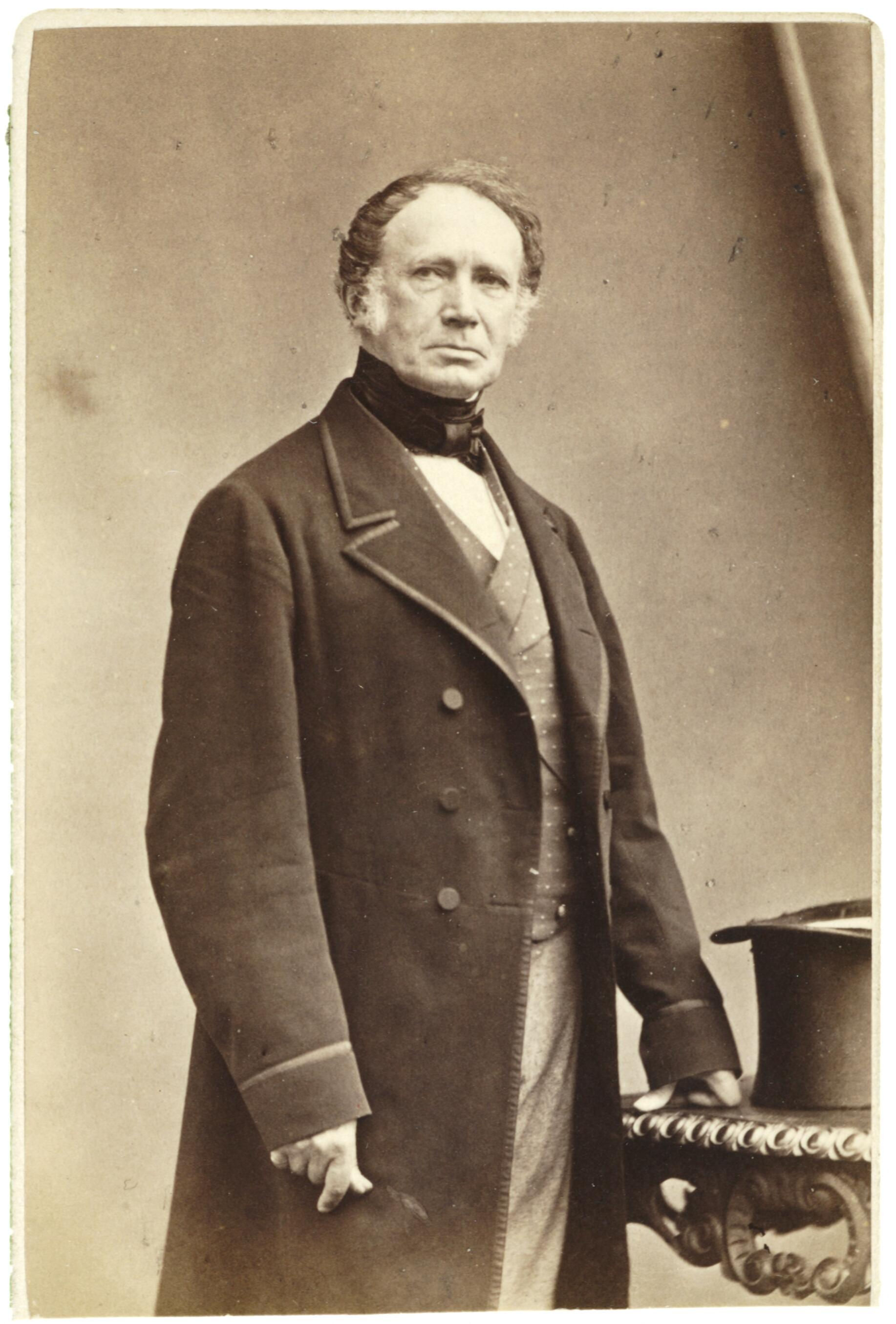
Prins Frederik (1797-1881)
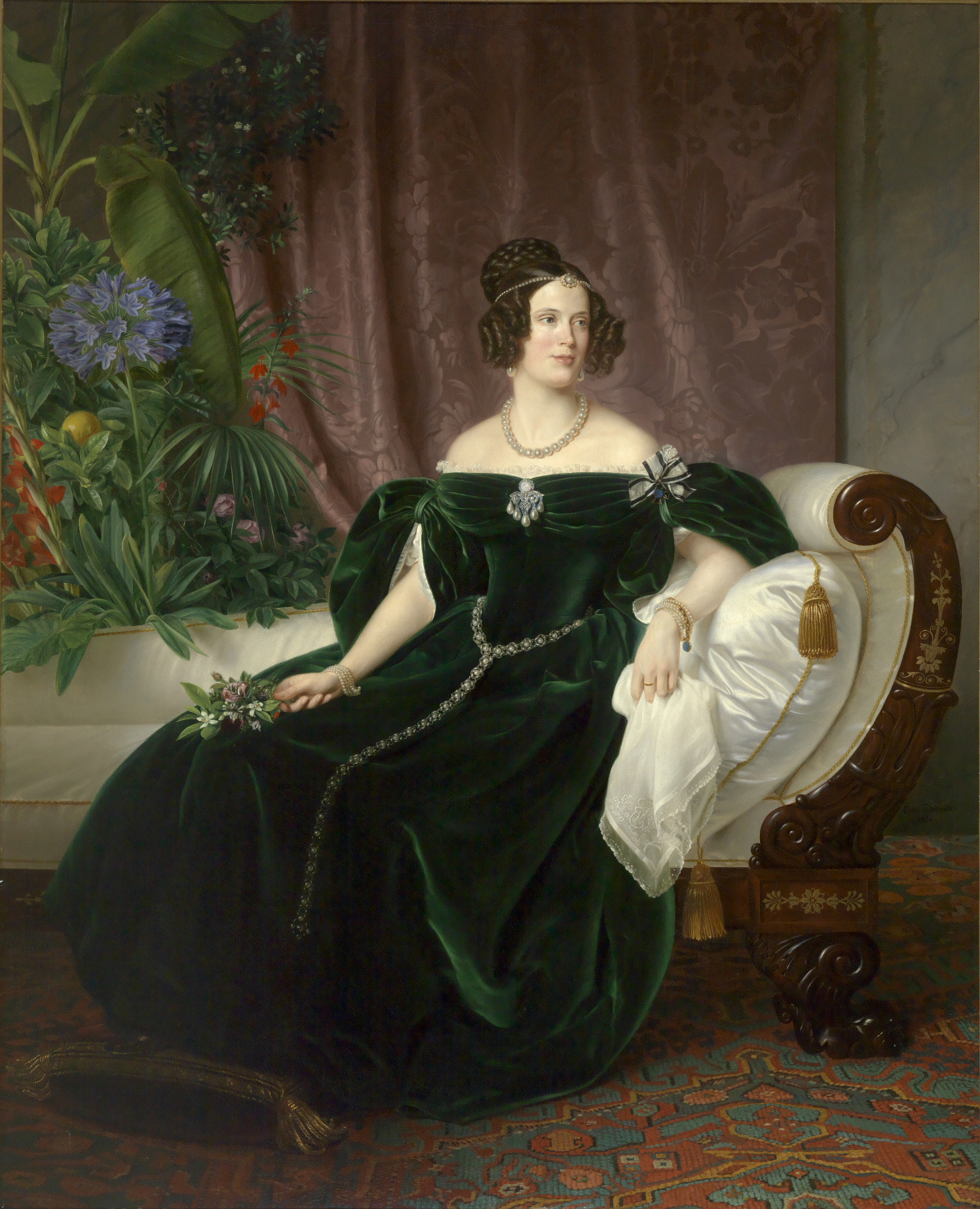
Prinses Marianne van Pruisen, geboren Prinses der Nederlanden, Prinses van Oranje-Nassau
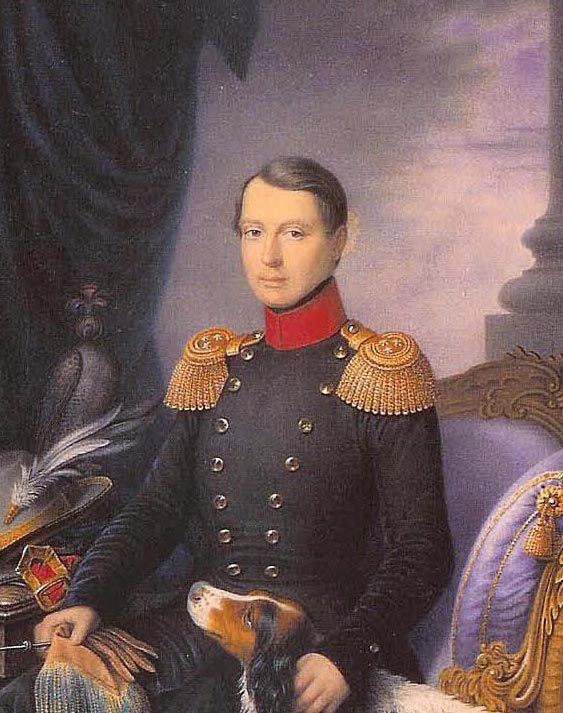
Prins Alexander (1818-1848)
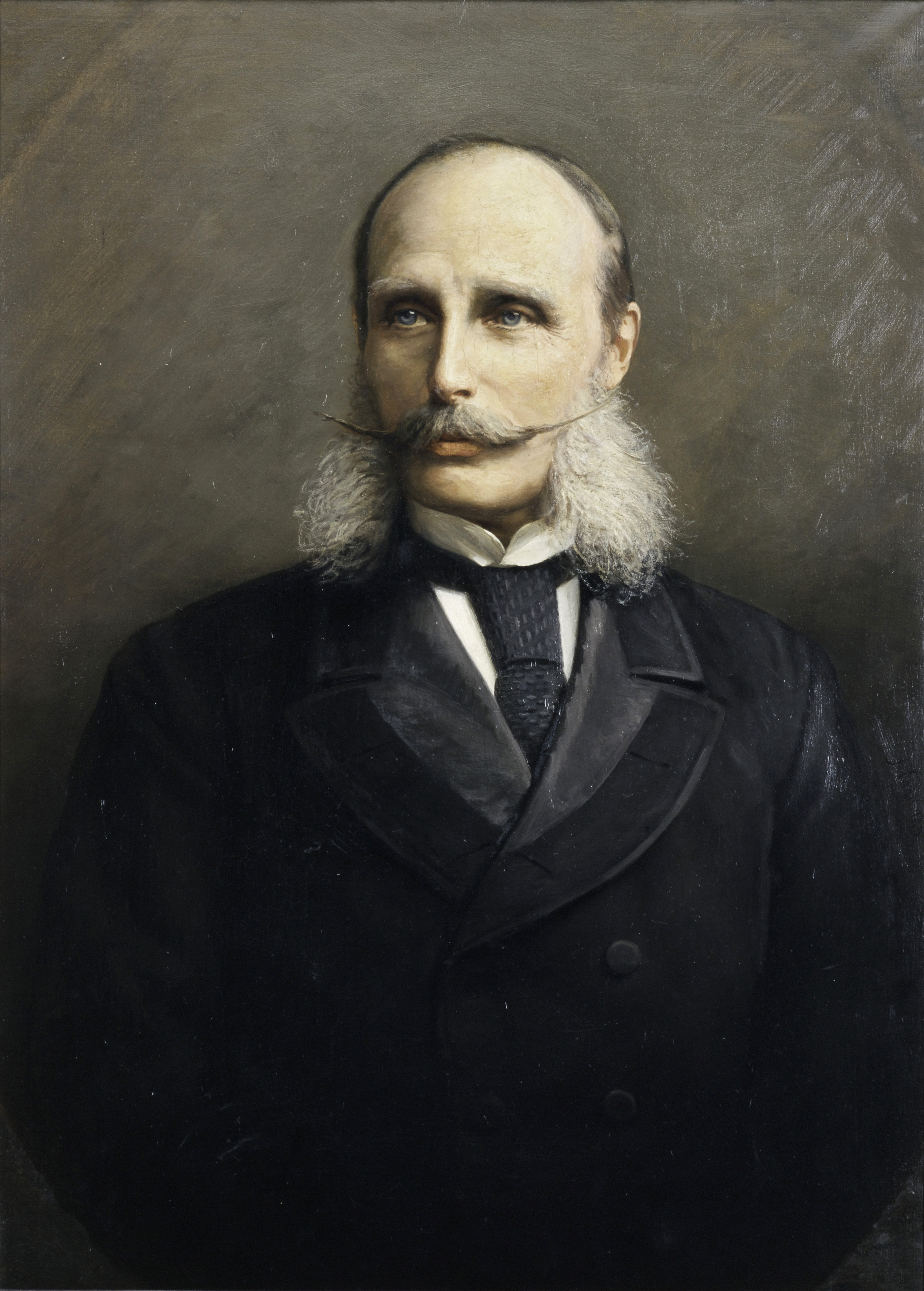
Prins Hendrik (1820-1879)
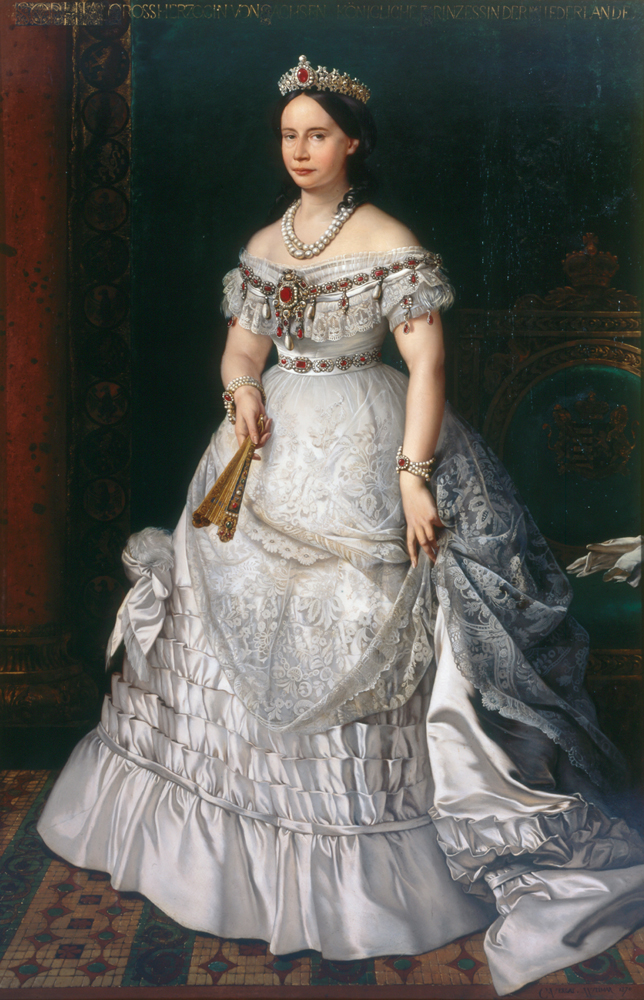
Groothertogin Sophie van Saksen-Weimar en Eisenach, geboren Prinses der Nederlanden, Prinses van Oranje-Nassau
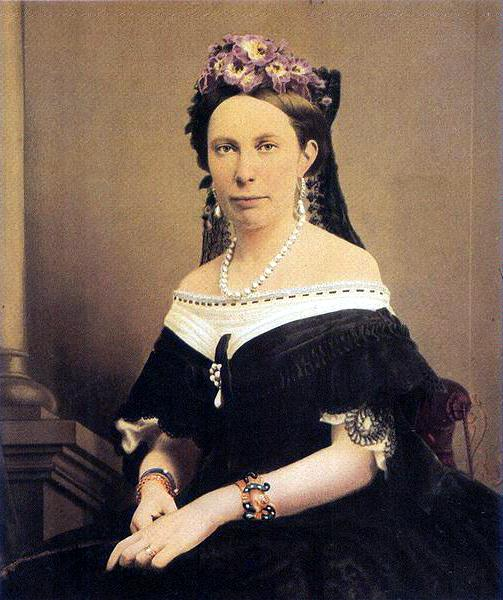
Koningin Louise van Zweden en Noorwegen, geboren Prinses der Nederlanden, Prinses van Oranje-Nassau
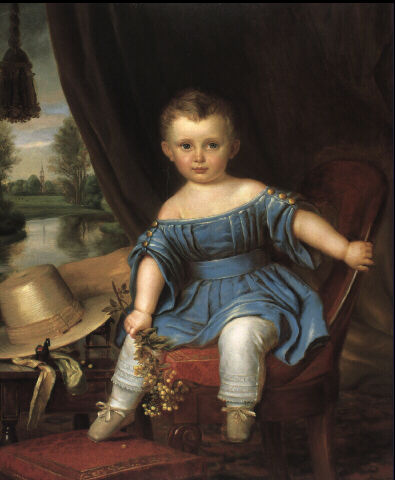
Prins Frederik (1836-1846)
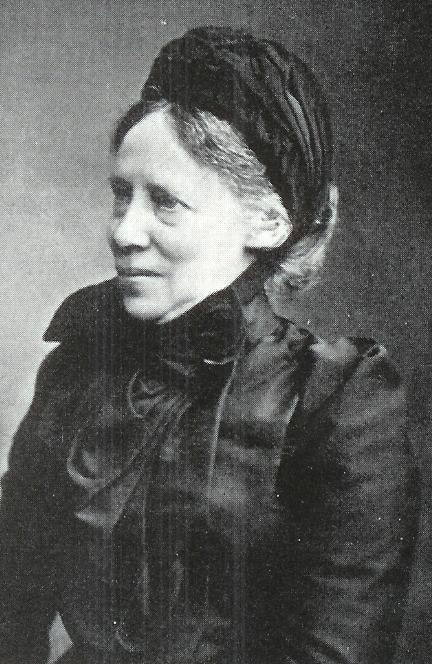
Vorstin Marie van Wied, geboren Prinses der Nederlanden, Prinses van Oranje-Nassau

Koningin Wilhelmina kon de naam «van Oranje-Nassau» niet zonder meer doorgeven aan haar nakomelingen. Daarvoor had zij de toestemming nodig van het hoofd van het Huis Nassau, groothertog Adolf van Luxemburg. Deze toestemming werd in 1901 ook verkregen. De titels van de kinderen van koningin Wilhelmina werden daarna bij Koninklijk Besluit vastgesteld. Hetzelfde gebeurde later voor de titels van de kinderen van prinses Juliana, de kinderen van prinses Beatrix en de kinderen van prinses Margriet.
Sinds 1 januari 1998 bepaalt artikel 5 lid 12 van Boek 1 van het Burgerlijk Wetboek dat de geslachtsnaam en de titels van kinderen geboren uit een huwelijk met een lid van het Koninklijk Huis bij Koninklijk Besluit worden bepaald. Dit is gebeurd voor de kinderen van de volgende leden van het Koninklijk Huis: prins Willem-Alexander, prins Constantijn, prins Maurits en prins Bernhard.
Sinds 12 juni 2002 wordt de titel «Prins(es) der Nederlanden» gedragen door de vermoedelijke opvolger van de Koning en de Koning die afstand van het koningschap heeft gedaan (artikel 8 lid 1 van de Wet lidmaatschap koninklijk huis). Verder kan deze titel bij Koninklijk Besluit uitsluitend worden verleend aan de echtgenoot of echtgenote van de Koning, de kinderen geboren uit een huwelijk van de Koning, de echtgenoot of echtgenote van de vermoedelijke opvolger van de Koning en de kinderen geboren uit een huwelijk van de vermoedelijke opvolger van de Koning (artikel 8 lid 2 van de Wet lidmaatschap koninklijk huis). De titel «Prins(es) der Nederlanden» vervalt met het verlies van het lidmaatschap van het Koninklijk Huis (artikel 8 lid 3 van de Wet lidmaatschap koninklijk huis).

De titel «Prins(es) van Oranje-Nassau» wordt sinds dezelfde datum gedragen door de Koning, de vermoedelijke opvolger van de Koning en de Koning die afstand van het koningschap heeft gedaan (artikel 9 lid 1 van de Wet lidmaatschap koninklijk huis). Verder kan deze titel bij Koninklijk Besluit uitsluitend worden verleend aan leden van het Koninklijk Huis (artikel 9 lid 2 van de Wet lidmaatschap koninklijk huis). Binnen drie maanden na verlies van het lidmaatschap van het Koninklijk Huis wordt bij Koninklijk Besluit beslist over het behoud van de titel «Prins(es) van Oranje-Nassau» als persoonlijke titel voor degenen die het lidmaatschap hebben verloren (artikel 9 lid 3 van de Wet lidmaatschap koninklijk huis).

### Titels van de kinderen van koningin Wilhelmina
Bij Besluit van 30 december 1908, Stb. 425 is bepaald dat alle Prinsen en Prinsessen der Nederlanden, de wettige nakomelingen van koningin Wilhelmina, onverminderd de titels die hun uit anderen hoofde nog toekomen, zullen worden genoemd «Prins (Prinses) van Oranje Nassau Hertog (Hertogin) van Mecklenburg». Opvallend is dat het koppelteken tussen de woorden Oranje en Nassau ontbreekt en er geen komma staat tussen de woorden Nassau en Hertog. De in dit besluit genoemde titels zijn alleen gevoerd door prinses Juliana.
Bij Besluit van 6 januari 1937, Stb. 2 is bepaald dat prinses Juliana bij de voltrekking van haar huwelijk met prins Bernhard de titel «Prinses van Lippe-Biesterfeld» wordt verleend, met dien verstande, dat zij die zal voeren na de naam Mecklenburg.
De Wet lidmaatschap koninklijk huis noemt bovenstaande koninklijk besluiten niet. Het is onduidelijk of het hier gaat om een omissie van de wetgever.

### Titels van de kinderen van koningin Juliana
Bij Besluit van 26 oktober 1937, Stb. 5 is bepaald dat alle kinderen van prinses Juliana, onverminderd de titel van «Prins of Prinses der Nederlanden» en de hun verder toekomende titels, zullen worden genoemd «Prins (Prinses) van Oranje-Nassau, Prins (Prinses) van Lippe-Biesterfeld». Deze titels werden en worden gedragen door de prinsessen Beatrix, Irene, Margriet en Christina. De prinsessen Irene en Christina huwden zonder de door de Grondwet vereiste toestemming en verloren daarmee het recht van troonopvolging en als consequentie daarvan het lidmaatschap van het Koninklijk Huis. Ze behielden wel hun titels. Dit werd in 2002 bevestigd in artikel 10 van de Wet lidmaatschap koninklijk huis. Prinses Irene gebruikt in het dagelijks leven de naam «Irene van Lippe-Biesterfeld».

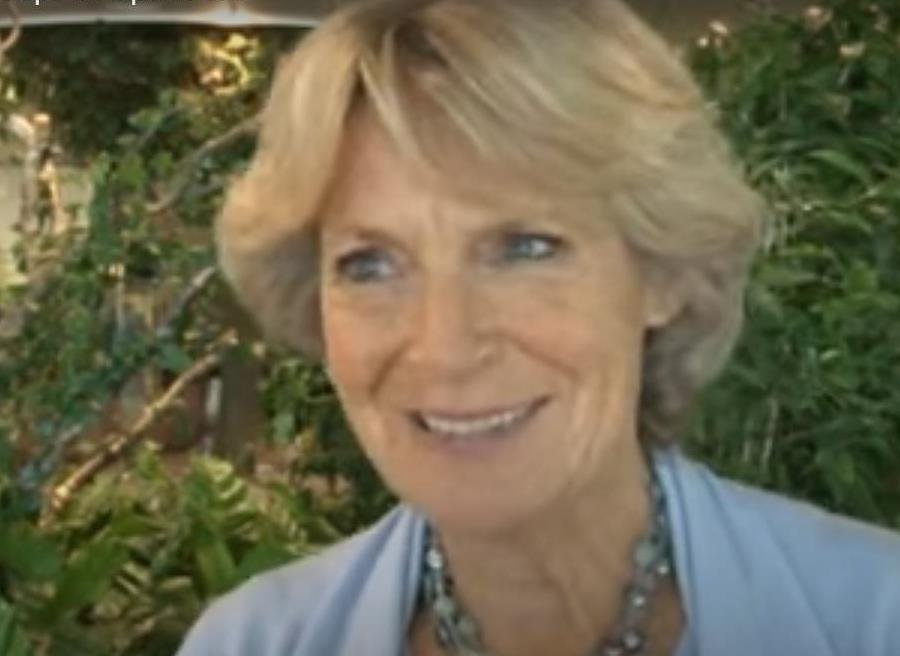
Prinses Irene
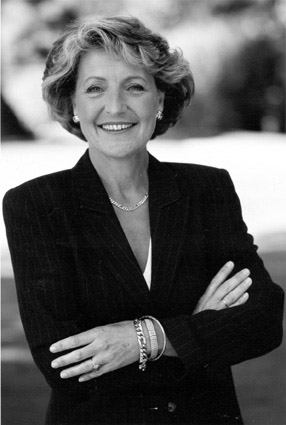
Prinses Margriet
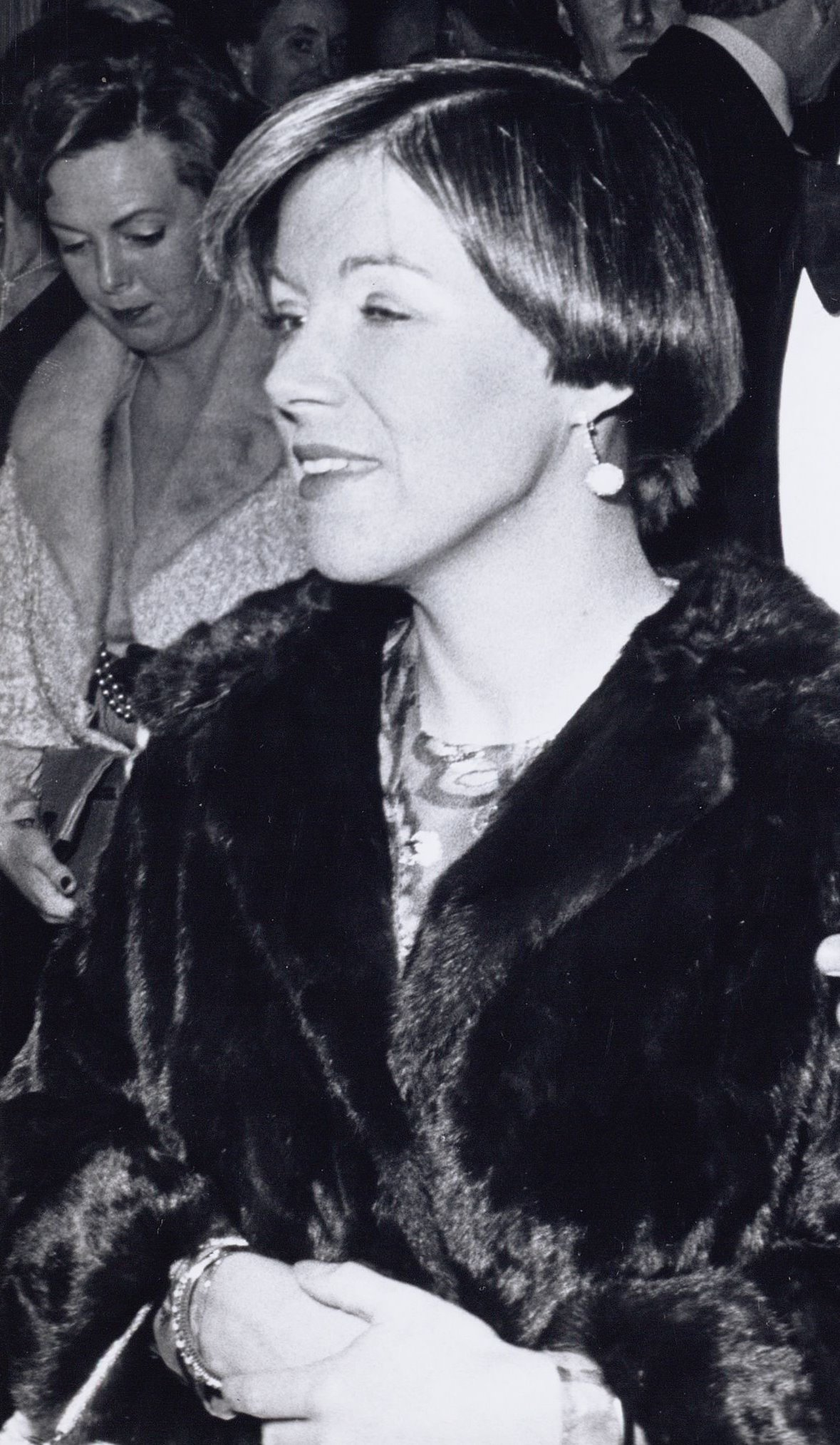
Prinses Christina

### Titels van de kinderen van koningin Beatrix
Bij Besluit van 16 februari 1966, Stb. 70 is bepaald dat de kinderen die uit het huwelijk van prinses Beatrix met Claus von Amsberg geboren mochten worden, onverminderd de hun verder toekomende, de volgende titels en namen zullen dragen: «Zijne (Hare) Koninklijke Hoogheid Prins (Prinses) der Nederlanden, Prins (Prinses) van Oranje-Nassau, Jonkheer (Jonkvrouwe) van Amsberg». Deze titels werden en worden gedragen door de prinsen Willem-Alexander, Johan Friso en Constantijn.
Prins Johan Friso huwde zonder de door de Grondwet vereiste toestemming en verloor daarmee het recht van troonopvolging en als consequentie daarvan het lidmaatschap van het Koninklijk Huis. Zie voor zijn titels na zijn huwelijk de paragraaf Titels van prins Johan Friso, zijn weduwe en zijn kinderen hieronder.
De Wet lidmaatschap koninklijk huis noemt het bovenstaande Koninklijk Besluit niet. Het is onduidelijk of het hier gaat om een omissie van de wetgever.

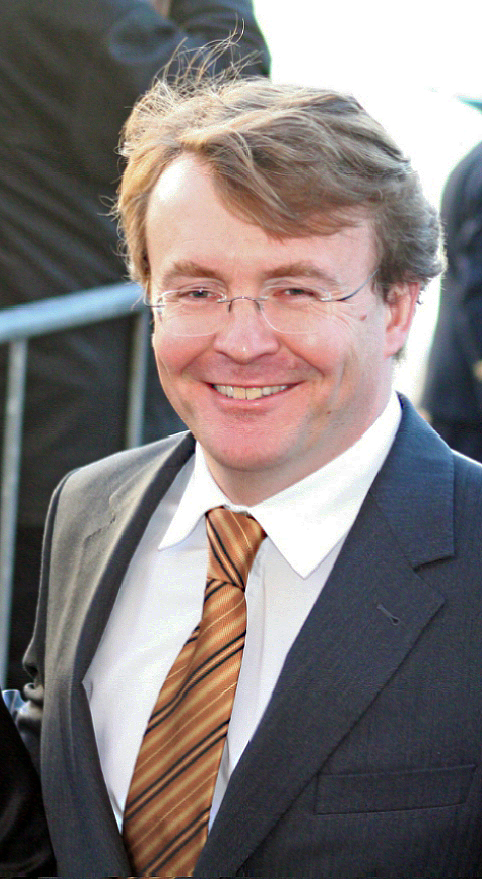
Prins Johan Friso
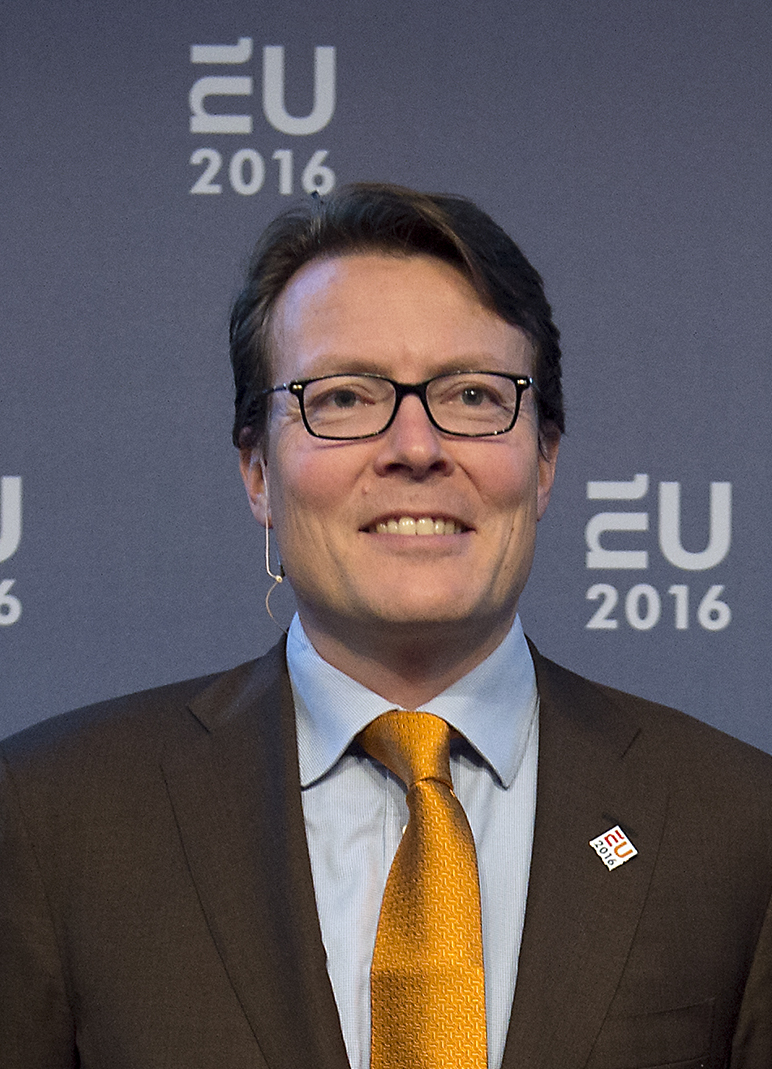
Prins Constantijn

### Titels van de kinderen van prinses Margriet
Bij Besluit van 2 januari 1967, Stb. 1 is bepaald dat de kinderen die uit het huwelijk van prinses Margriet en Pieter van Vollenhoven geboren mochten worden, de persoonlijke titel «Prins (Prinses) van Oranje-Nassau» wordt verleend met het predicaat «Hoogheid». Deze titel wordt gevoerd voor de geslachtsnaam van de vader, zodat deze kinderen zijn: «Zijne (Hare) Hoogheid Prins(es) van Oranje-Nassau, Van Vollenhoven». Deze titels worden gedragen door de prinsen Maurits, Bernhard, Pieter Christiaan en Floris.
De prinsen Maurits en Bernhard verloren bij de troonsbestijging van koning Willem-Alexander het recht van troonopvolging omdat zij hem verder bestaan dan in de derde graad van bloedverwantschap, en verloren als consequentie daarvan het lidmaatschap van het Koninklijk Huis. De prinsen Pieter-Christiaan en Floris huwden zonder de door de Grondwet vereiste toestemming en verloren daarmee het recht van troonopvolging en als consequentie daarvan het lidmaatschap van het Koninklijk Huis. Alle vier de prinsen behielden hun titels (artikel 10 van de Wet lidmaatschap koninklijk huis).

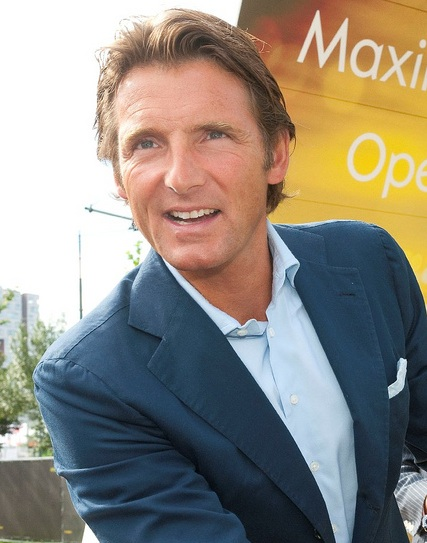
Prins Maurits
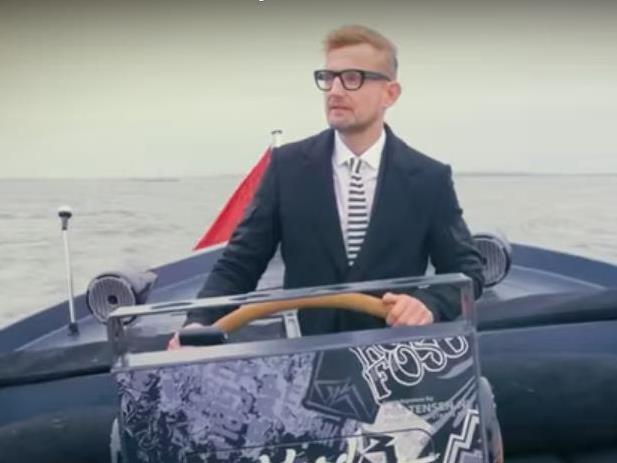
Prins Bernhard
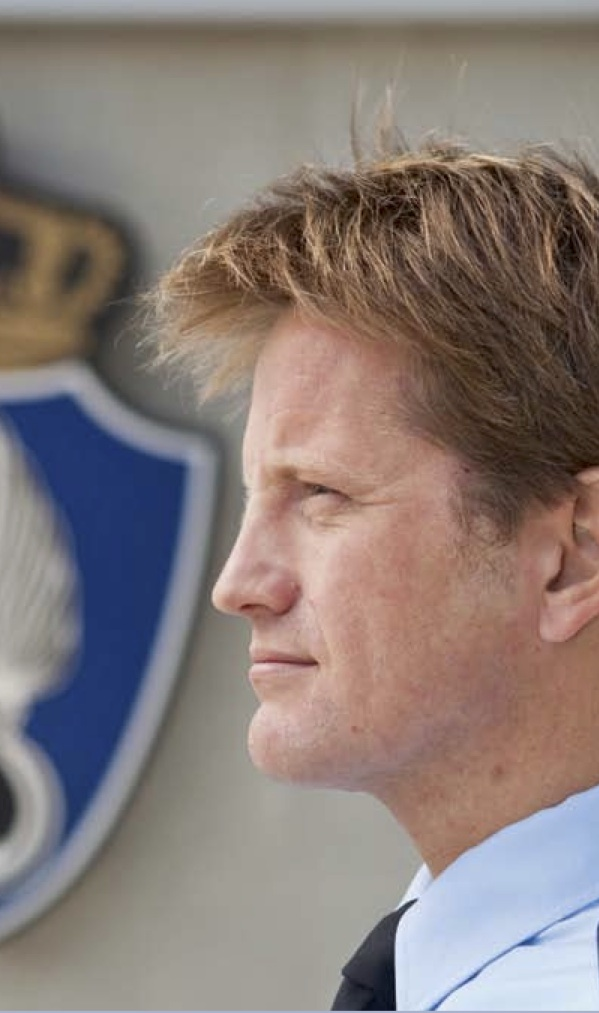
Prins Pieter-Christiaan

### Titels van de kinderen van koning Willem-Alexander
Bij Besluit van 25 januari 2002, Stb. 2002, 41 is bepaald dat de kinderen die geboren mochten worden uit het huwelijk van prins Willem-Alexander met Máxima Zorreguieta de titels en namen «Prins (Prinses) der Nederlanden, Prins (Prinses) van Oranje-Nassau» met het predicaat «Koninklijke Hoogheid» dragen. Deze titels worden gedragen door de prinsessen Catharina-Amalia, Alexia en Ariane. Opvallend is dat in het Koninklijk Besluit de titel «Jonkheer (Jonkvrouwe) van Amsberg», die hun vader wel draagt, ontbreekt. De reden daarvoor is onbekend.

## Titels van de echtgenoten en echtgenotes van de overige leden van het Koninklijk Huis
De echtgenotes van de prinsen van het Koninklijk Huis droegen en dragen de titels van hun echtgenoot. Dit was nergens formeel vastgelegd, het is een oud gebruik in Europese vorstenhuizen. In Nederland was in het Burgerlijk Wetboek wel vastgelegd dat een vrouw de titels en geslachtsnaam van haar echtgenoot kan voeren, eventueel gevolgd door haar eigen titels en geslachtsnaam. Sinds 1 januari 1970 staat deze bepaling in artikel 9 lid 1 van Boek 1 van het Burgerlijk Wetboek. In de Wet lidmaatschap koninklijk huis ontbreekt een regeling voor de titels van de echtgenoot of echtgenote van de overige leden van het Koninklijk Huis.
De echtgenotes van de prinsen Frederik en Hendrik, Louise van Pruisen, Amalia van Saksen-Weimar en Eisenach en Maria van Pruisen droegen de titels van hun echtgenoot. In tegenstelling tot het hedendaagse spraakgebruik werden zij aangeduid als «H.K.H. Prinses Frederik» en «H.K.H. Prinses Hendrik».
Voor de echtgenoot van prinses Margriet is geen titel vastgesteld. Hij werd en wordt met zijn academische titel mr. Pieter van Vollenhoven genoemd, en in de periode dat hij hoogleraar was Prof.mr. Pieter van Vollenhoven.
Voor Laurentien Brinkhorst, de echtgenote van prins Constantijn, is geen titel vastgesteld. Zij kan de titels en geslachtsnaam van haar echtgenoot voeren op grond van het Burgerlijk Wetboek en is op grond daarvan «Hare Koninklijke Hoogheid Prinses Laurentien der Nederlanden, Prinses van Oranje-Nassau, mevrouw van Amsberg».
Ook voor de echtgenotes van de prinsen Maurits en Bernhard, Marilène van den Broek en Annette Sekrève, is geen titel vastgesteld. Zij kunnen de titels en geslachtsnaam van haar echtgenoot voeren op grond van het Burgerlijk Wetboek en zijn op grond daarvan «Hare Hoogheid Prinses van Oranje-Nassau, Van Vollenhoven». Beide zijn sinds 2013 geen lid meer van het Koninklijk Huis.

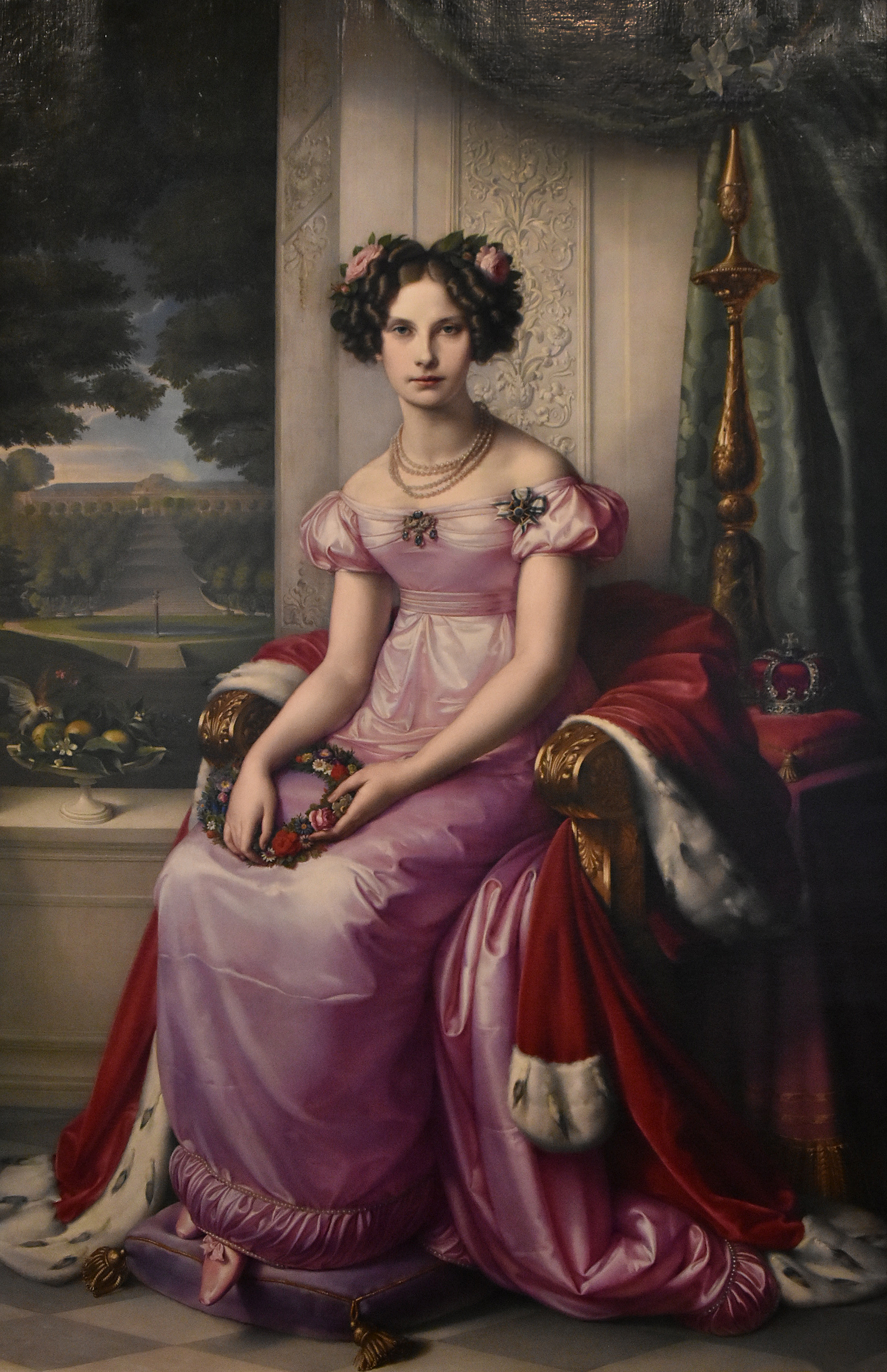
Prinses Frederik, geboren prinses Louise van Pruisen
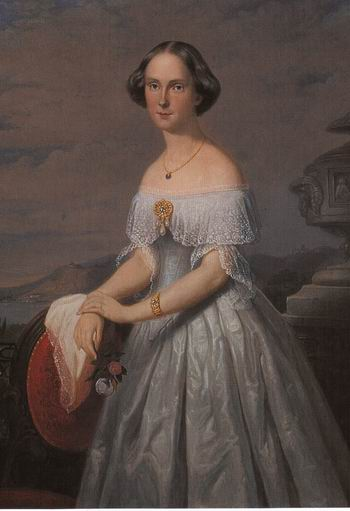
Prinses Hendrik, geboren prinses Amalia van Saksen-Weimar en Eisenach
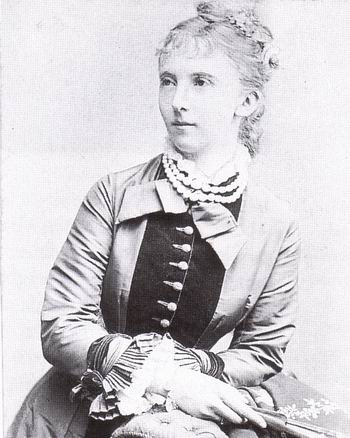
Prinses Hendrik, geboren prinses Marie van Pruisen
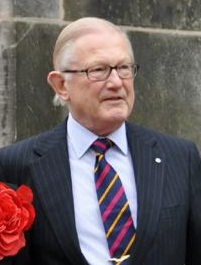
mr. Pieter van Vollenhoven
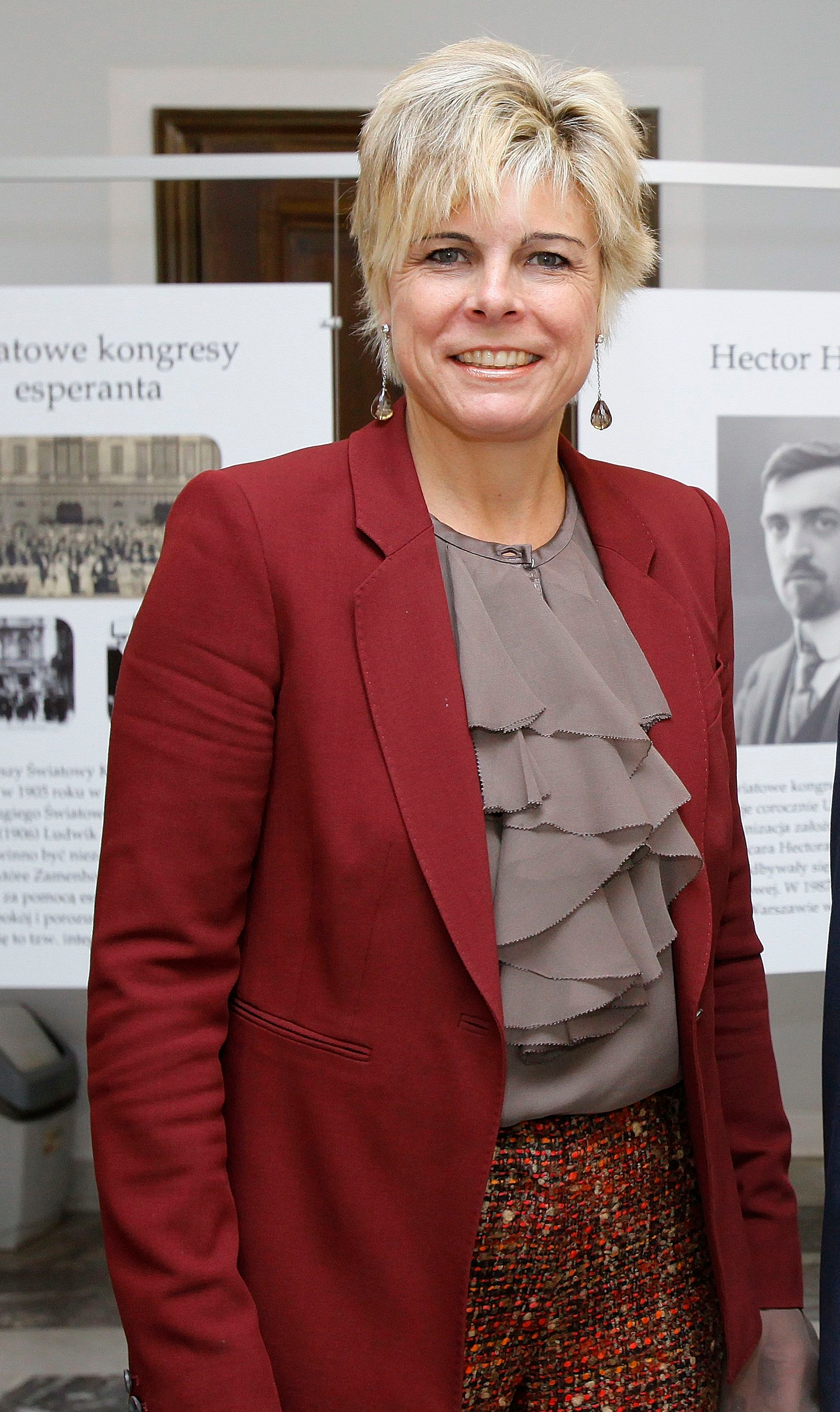
Prinses Laurentien

## Titels van leden van de koninklijke familie die geen lid zijn van het Koninklijk Huis
Leden van de koninklijke familie die geen lid zijn van het Koninklijk Huis zijn:
1. zij die krachtens de Grondwet de Koning kunnen opvolgen maar deze verder bestaan dan in de tweede graad van bloedverwantschap;
2. zij die het lidmaatschap van het Koninklijk Huis hebben verloren omdat zij krachtens de Grondwet de Koning niet meer kunnen opvolgen;
3. zij die het lidmaatschap van het Koninklijk Huis hebben verloren omdat zij gehuwd zijn zonder de door de Grondwet vereiste toestemming;
4. de echtgenoten, echtgenotes, weduwnaars, weduwen en kinderen van bovenstaande personen.

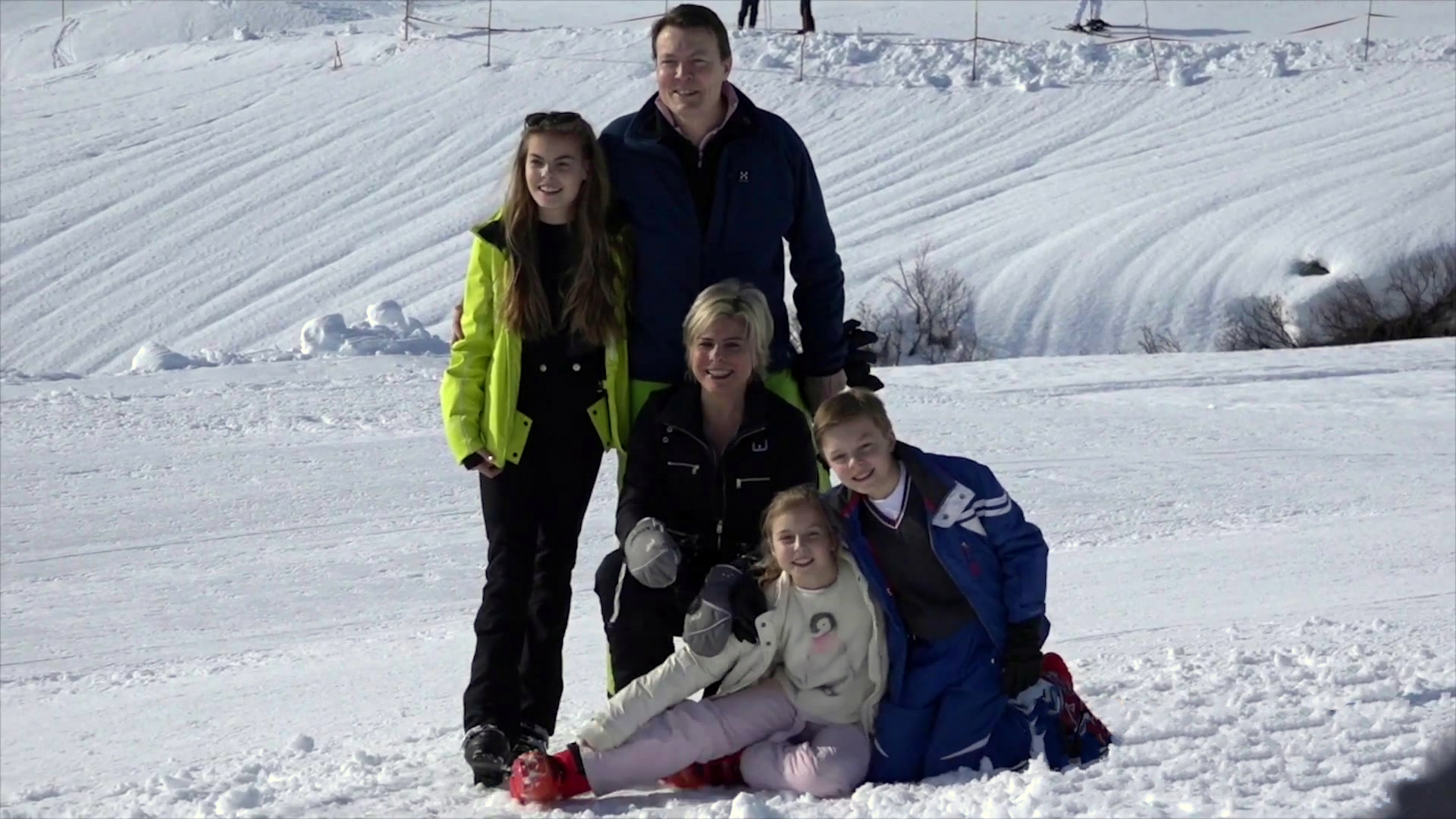
Prins Constantijn, prinses Laurentien en hun kinderen Eloise, Claus-Casimir en Leonore

De onder 1 genoemde personen zijn de kinderen van prins Constantijn, de onder 2 genoemde personen zijn de prinsen Maurits en Bernhard, en de onder 3 genoemde personen zijn de prinsessen Irene en Christina, en de prinsen Johan Friso, Pieter-Christiaan en Floris.

### Titels van de kinderen van prins Constantijn

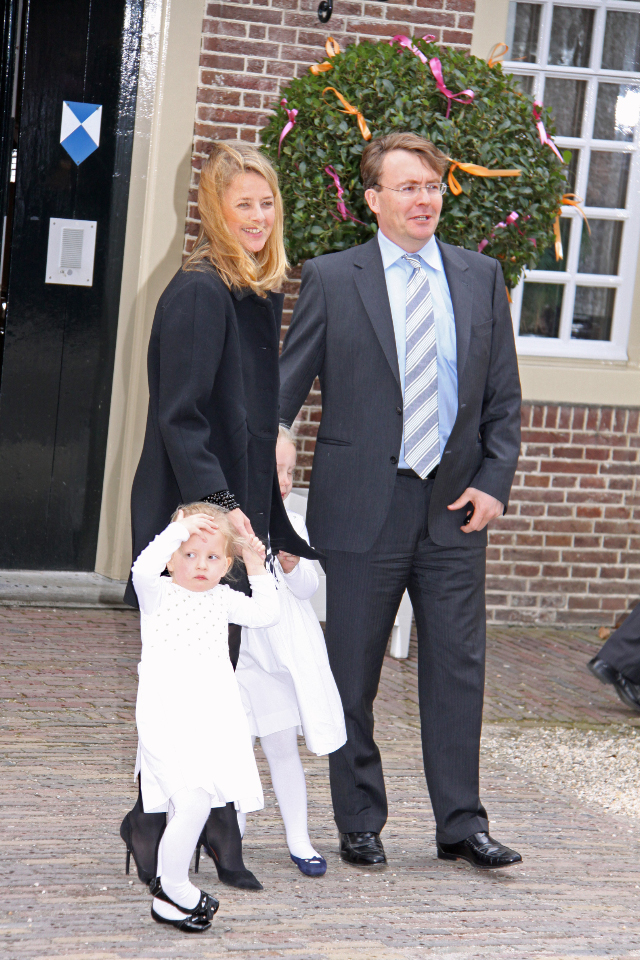
Prins Johan Friso, prinses Mabel en hun dochters Luana en Zaria

Bij Besluit van 11 mei 2001, Stb. 2001, 227 is bepaald dat de geslachtsnaam van de kinderen die geboren mochten worden uit het huwelijk van prins Constantijn met Petra Laurentien Brinkhorst luidt: «van Oranje-Nassau van Amsberg», met de titel graaf en predicaat jonkheer. Zij zijn: «graaf (gravin) van Oranje-Nassau, jonkheer (jonkvrouwe) van Amsberg». Deze titels zijn erfelijk in de mannelijke lijn.

### Titels van prins Johan Friso, zijn weduwe en zijn kinderen
De titels van Prins Johan Friso zijn vastgesteld bij Besluit van 16 februari 1966, Stb. 70, zie de Titels van de kinderen van koningin Beatrix hierboven. De prins huwde zonder de door de Grondwet vereiste toestemming en verloor daarmee het recht van troonopvolging en als consequentie daarvan het lidmaatschap van het Koninklijk Huis. Omdat de titel «Prins(es) der Nederlanden» vervalt met het verlies van het lidmaatschap van het Koninklijk Huis en binnen drie maanden na verlies van het lidmaatschap van het Koninklijk Huis bij Koninklijk Besluit moet worden beslist over het behoud van de titel «Prins(es) van Oranje-Nassau» als persoonlijke titel voor degenen die het lidmaatschap hebben verloren, is er voor de titels van prins Johan Friso een nieuw Koninklijk Besluit vastgesteld. Dit Besluit van 19 maart 2004, Stb. 2004, 126 bepaalt dat hij de titel «Prins van Oranje-Nassau» als persoonlijke titel mocht behouden met het persoonlijke predicaat «Koninklijke Hoogheid». Verder werd hem de erfelijke titel graaf verleend en werd als zijn geslachtsnaam vastgesteld «van Oranje-Nassau van Amsberg». Met ingang van zijn huwelijk was hij «Zijne Koninklijke Hoogheid Prins Johan Friso Bernhard Christiaan David van Oranje-Nassau, graaf van Oranje-Nassau, jonkheer van Amsberg».
De vastgestelde erfelijke titel wordt gedragen door zijn dochters Luana en Zaria, zij zijn «gravin van Oranje-Nassau van Amsberg». Omdat adellijke titels alleen erfelijk zijn in de mannelijke lijn kunnen de dochters hun titel niet doorgeven aan hun kinderen.

De weduwe van prins Johan Friso, Mabel Wisse Smit, heeft geen titels. Zij kan de titels en geslachtsnaam van haar echtgenoot voeren op grond van het Burgerlijk Wetboek en is op grond daarvan «Hare Koninklijke Hoogheid Prinses Mabel van Oranje-Nassau, gravin van Oranje-Nassau, mevrouw van Amsberg».

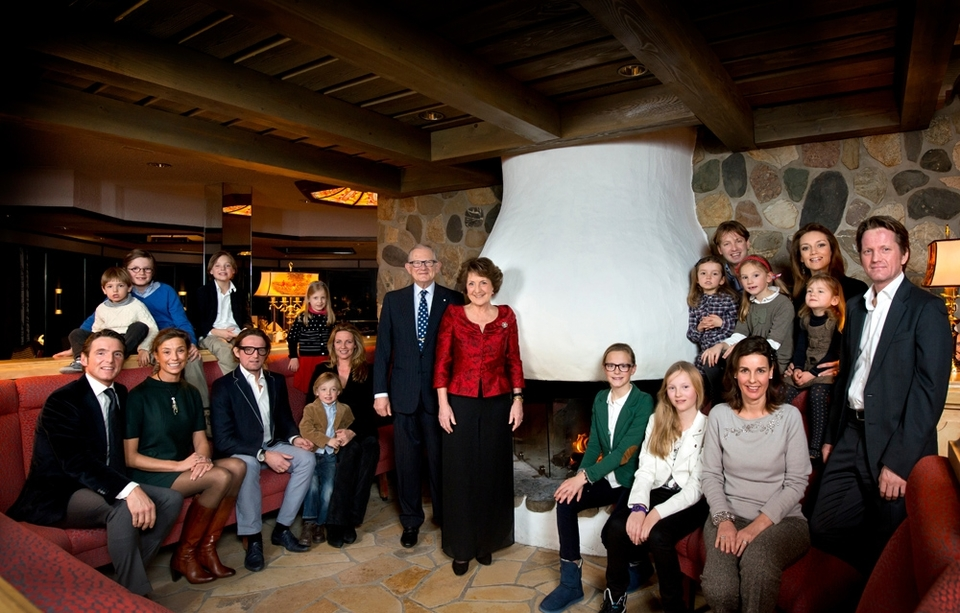
Prinses Margriet, Pieter van Vollenhoven en hun kinderen en kleinkinderen

### Titels van de prinsen Maurits, Bernhard, Pieter-Christiaan en Floris
De titels van de prinsen Maurits, Bernhard, Pieter-Christiaan en Floris zijn vastgesteld bij Besluit van 2 januari 1967, Stb. 1, zie de paragraaf Titels van de kinderen van prinses Margriet hierboven. De prinsen Maurits en Bernhard verloren bij de troonsbestijging van koning Willem-Alexander het recht van troonopvolging omdat zij hem verder bestaan dan in de derde graad van bloedverwantschap, en verloren als consequentie daarvan het lidmaatschap van het Koninklijk Huis. De prinsen Pieter-Christiaan en Floris huwden zonder de door de Grondwet vereiste toestemming en verloren daarmee het recht van troonopvolging en als consequentie daarvan het lidmaatschap van het Koninklijk Huis. Alle vier de prinsen behielden hun titels (artikel 10 van de Wet lidmaatschap koninklijk huis).
De echtgenotes van de vier prinsen, Marilène van den Broek, Annette Sekrève, Anita van Eijk en Aimée Söhngen, hebben geen titels. Zij kunnen de titels en geslachtsnaam van hun echtgenoot voeren op grond van het Burgerlijk Wetboek en zijn op grond daarvan «Hare Hoogheid Prinses van Oranje-Nassau, Van Vollenhoven».
De kinderen van de vier prinsen hebben geen titels. Voor de kinderen van prins Maurits is de geslachtsnaam «van Lippe-Biesterfeld van Vollenhoven» vastgesteld (Besluit van 26 mei 1998, Stb. 1998, 310). De kinderen van de prinsen Bernhard, Pieter-Christiaan en Floris dragen de geslachtsnaam «van Vollenhoven».

### Titels van de prinsessen Irene en Christina
De titels van de prinsessen Irene en Christina zijn vastgesteld bij Besluit van 26 oktober 1937, Stb. 5, zie de paragraaf Titels van de kinderen van koningin Juliana hierboven. Beide prinsessen huwden zonder de door de Grondwet vereiste toestemming en verloren daarmee het recht van troonopvolging en als consequentie daarvan het lidmaatschap van het Koninklijk Huis. Ze behielden wel hun titels. Dit is bevestigd in artikel 10 van de Wet lidmaatschap koninklijk huis.
De kinderen van prinses Christina dragen geen titels, maar alleen de geslachtsnaam «Guillermo».

### Titels van de kinderen van prinses Irene
De kinderen van prinses Irene, Carlos, Jaime, Margarita en Maria Carolina, droegen de titels van hun vader Karel Hugo van Bourbon-Parma: «Zijne (Hare) Koninklijke Hoogheid Prins (Prinses) van Bourbon-Parma». De kinderen werden in 1996 ingelijfd in de Nederlandse adel als «Zijne (Hare) Koninklijke Hoogheid Prins (Prinses) de Bourbon de Parme». Deze titels zijn erfelijk in de mannelijke lijn.
Op 2 september 1996 verleende hun vader hen de volgende titels: «prins van Piancenza» voor Carlos, «graaf van Bardi» voor Jaime, «gravin van Colorno» voor Margarita en «markiezin van Sala» voor Maria Carolina. Deze titels worden alleen erkend door de familie Bourbon-Parma. Sinds het overlijden van zijn vader (18 augustus 2010) voert Carlos de titel «hertog van Parma en Piacenza». Ook deze titel wordt alleen erkend door de familie Bourbon-Parma.

## Historische titels van de Koning

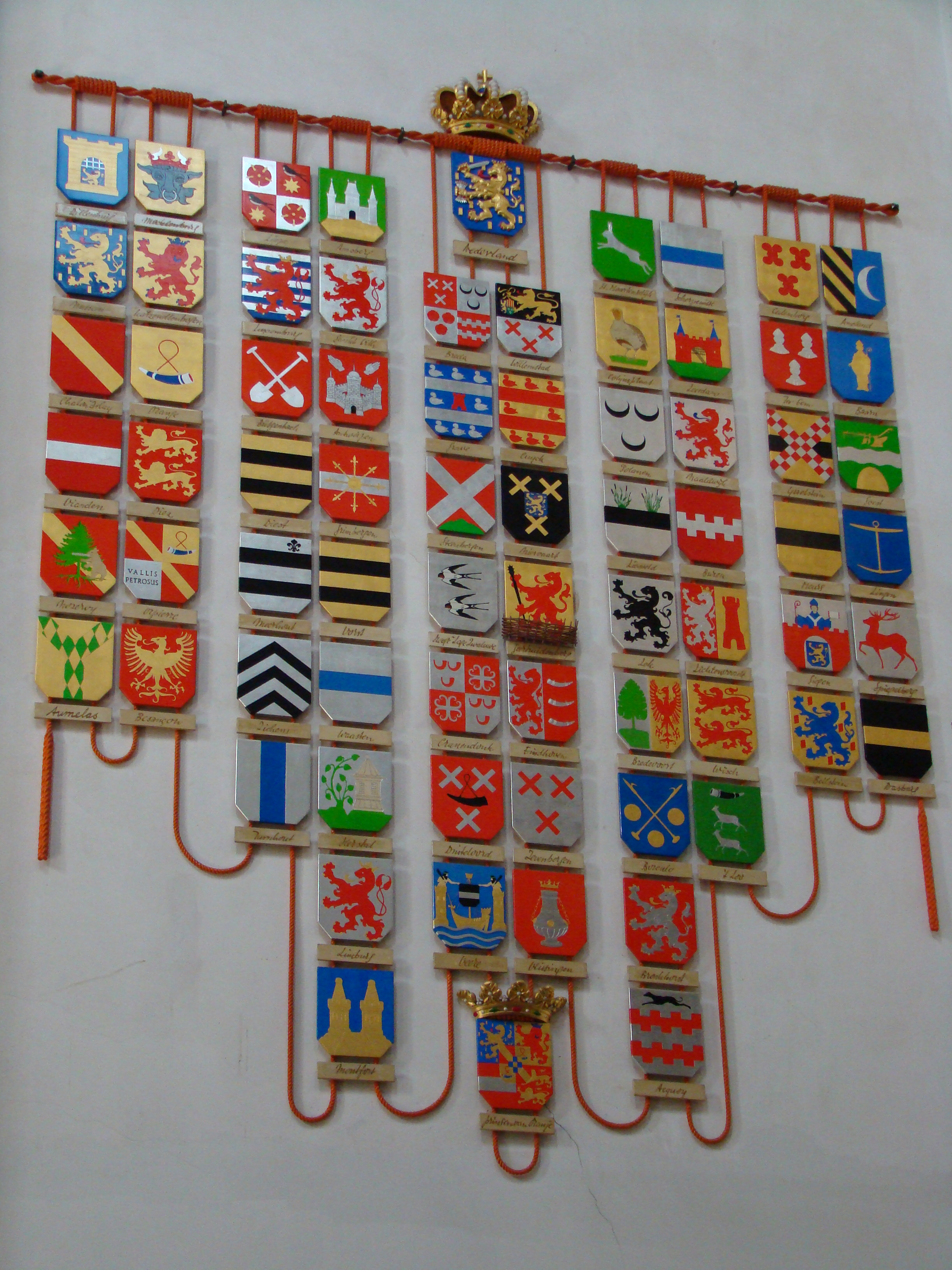
Wapenbord in de Nieuwe Kerk met daarop alle wapens van de koninklijke heerlijkheden

De Koning voert een aantal historische titels. Deze titels worden in de preambule van wetten en besluiten weergegeven door «enz. enz. enz.». Het gaat hier om de volgende titels:
1. hertog van Limburg (zie de paragraaf Hertog van Limburg (1839–1867) hierboven);
2. de titels die stadhouder Willem V in 1795 voerde.

Nadat Willem V in 1795 in ballingschap gegaan was, werden zijn bezittingen in de Bataafse Republiek geconfisqueerd. Dat gold ook voor de bezittingen in de voormalige Oostenrijkse Nederlanden en de voormalige Franche-Comté. De ex-stadhouder bleef de titels voeren, ook nadat hij in 1804 in een overeenkomst met de Bataafse Republiek akkoord ging met de onteigening en de daarvoor verkregen compensatie. Deze overeenkomst werd namelijk nimmer geratificeerd. Ook zijn zoon en opvolger Willem Frederik, de latere koning Willem I voerde deze titels. Na de terugkeer van Willem I in 1813 en zijn aanvaarding van de soevereiniteit over Nederland, bleven de voormalige bezittingen eigendom van de staat. Hij maakte geen aanspraken op zijn voormalige bezittingen. Hij ontving een jaarlijks inkomen, waarvan een gedeelte moest worden opgebracht door de zogeheten kroondomeinen.
Het gaat om de volgende titels:
- Markies van Veere en Vlissingen,
- Graaf van Katzenelnbogen, Vianden, Diez, Spiegelberg, Buren, Leerdam en Culemborg,
- Burggraaf van Antwerpen,
- Baron van Breda, Diest, Beilstein, de stad Grave en het land van Cuijk, IJsselstein, Cranendonck, Eindhoven, Liesveld, Herstal, Warneton, Arlay en Nozeroy,
- Erf- en vrijheer van Ameland,
- Heer van Borculo, Bredevoort, Lichtenvoorde, Het Loo, Geertruidenberg, Klundert, Zevenbergen, Hooge en Lage Zwaluwe, Naaldwijk, Polanen, Sint-Maartensdijk, Soest, Baarn en Ter Eem, Willemstad, Steenbergen, Montfort, Sankt Vith, Bütgenbach, Daasburg, Niervaart, Turnhout en Besançon.

Bij de parlementaire behandeling van de Wet lidmaatschap koninklijk huis 2002 liet de regering in antwoord op vragen weten:
“De leden van de CDA-fractie vroegen waarom een regeling ontbreekt met betrekking tot de historische titels van de Koning, zoals de titels baron van Breda, markies van Veere en graaf van Buren, die onder het intitulé «Enz. Enz. enz.» schuilgaan. Zij vroegen of dit betekent dat deze titels met het overlijden van koningin Wilhelmina in 1962 in mannelijke lijn zijn uitgestorven en zo nee, waarom vererving van een adellijke titel via de vrouwelijke lijn niet geldt voor de overige adel en waarom de wet in dat geval discrimineert op dit punt.

De regeling inzake de titels die verbonden zijn aan het lidmaatschap van het koninklijk huis, omvat geen uitputtende regeling van de titels van de Koning. De noodzaak tot een dergelijke verfijning ontbreekt omdat buiten twijfel staat dat deze titels in het intitulé functioneel verbonden zijn aan het koningschap en niet kunnen overgaan op personen die geen lid zijn van het koninklijk huis. Deze titels zijn dus niet «uitgestorven» bij het overlijden van prinses Wilhelmina in 1962 maar bij de troonswisseling in 1948 overgegaan op koningin Juliana. Gelet op de functionele verbondenheid van de genoemde titels met het koningschap gaat de vergelijking met de overgang van adellijke titels niet op en kan van discriminatie derhalve geen sprake zijn.”

### Markies van Veere en Vlissingen

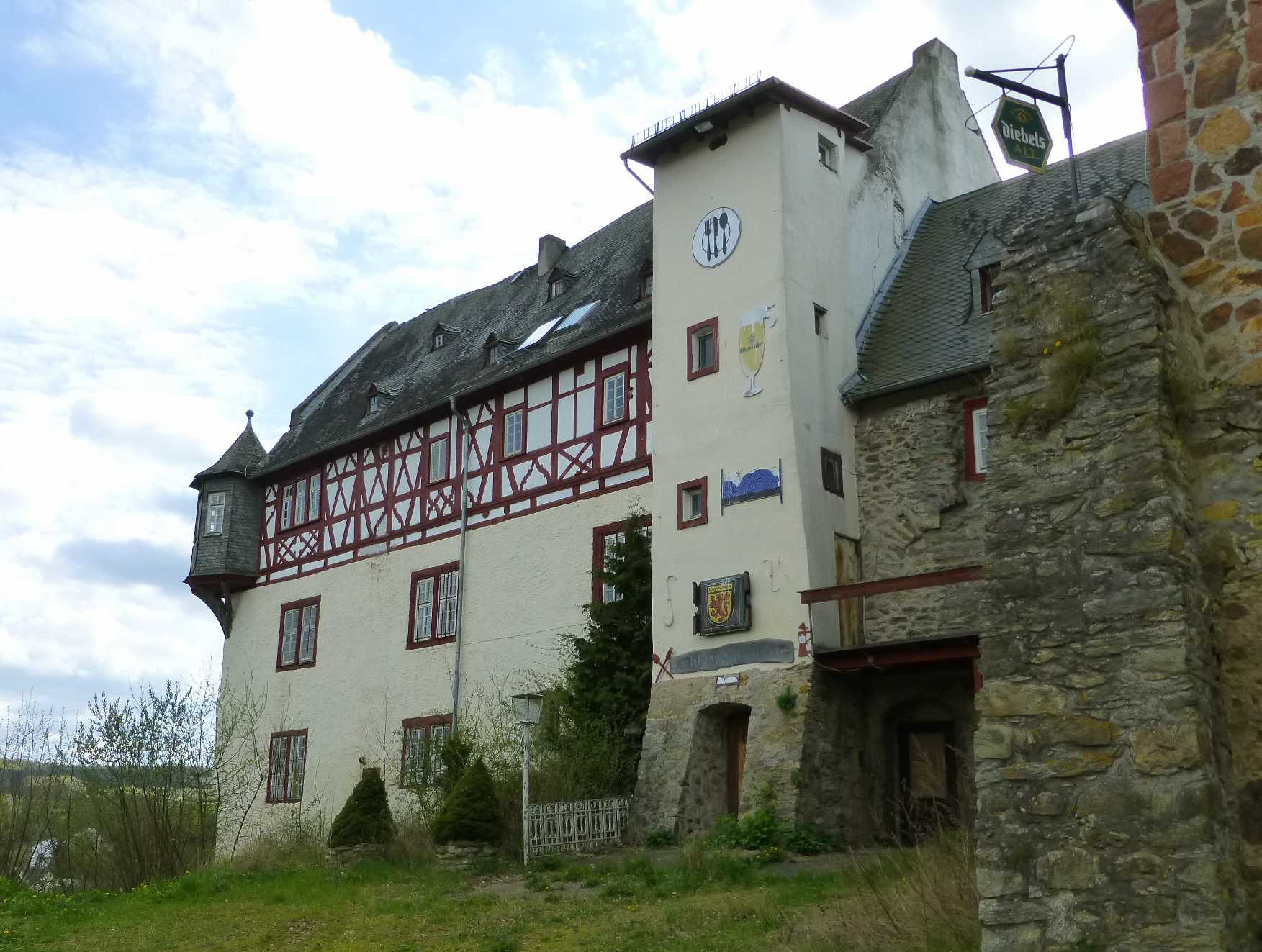
De Burcht Katzenelnbogen

Veere en Vlissingen werden op 21 oktober 1555 door keizer Karel V verheven tot markizaat en geschonken aan zijn neef Maximiliaan van Bourgondië voor diens jarenlange trouwe dienst. Nadat deze kinderloos overleed in 1558, kwam het markizaat in handen van Maximiliaan de Henin, de minderjarige zoon van zijn zuster Anna van Bourgondië en Johan de Henin, graaf van Borsu. Het markizaat was echter door de overleden Maximiliaan met grote schulden belast, waarop Johan besloot het te verkopen. Het markizaat ging vervolgens verschillende malen in andere handen over, zonder dat de schulden werden voldaan. Uiteindelijk besloten de crediteuren het dan maar te veilen. Ook dat mislukte eerst, maar in 1581 werd het gekocht door Willem van Oranje, die er 24.500 carolusguldens voor betaalde. Deze kocht het omdat hij in zijn huwelijkscontract met Anna van Saksen voor een zoon uit dit huwelijk een dergelijke titel had beloofd. Het markizaat gaf hem twee van de stemmen in de Staten van Zeeland. Na Maurits was het markizaat in bezit van achtereenvolgens Frederik Hendrik, Willem II en Willem III.
Willem III was kinderloos en wees in zijn testament zijn achterneef Johan Willem Friso van Nassau-Diez aan als zijn universeel erfgenaam. Doordat de erfenis ook geclaimd werd door koning Frederik I van Pruisen ontstond er een strijd om de erfenis, die pas in 1732 door een overeenkomst tussen koning Frederik Willem I van Pruisen en stadhouder Willem IV werd beëindigd. Het markizaat werd bij de overeenkomst toegewezen aan Willem IV. Om politieke invloed van de Oranje-Nassaus in Zeeland te voorkomen, het was het Tweede Stadhouderloze Tijdperk, gingen de Staten van Zeeland in hetzelfde jaar over tot mortificatie van het markizaat. In 1748, toen Willem IV erfstadhouder van alle gewesten werd, werd het markizaat hersteld. Willem IV werd opgevolgd door zijn zoon Willem V. In 1795 werd het markizaat definitief opgeheven.

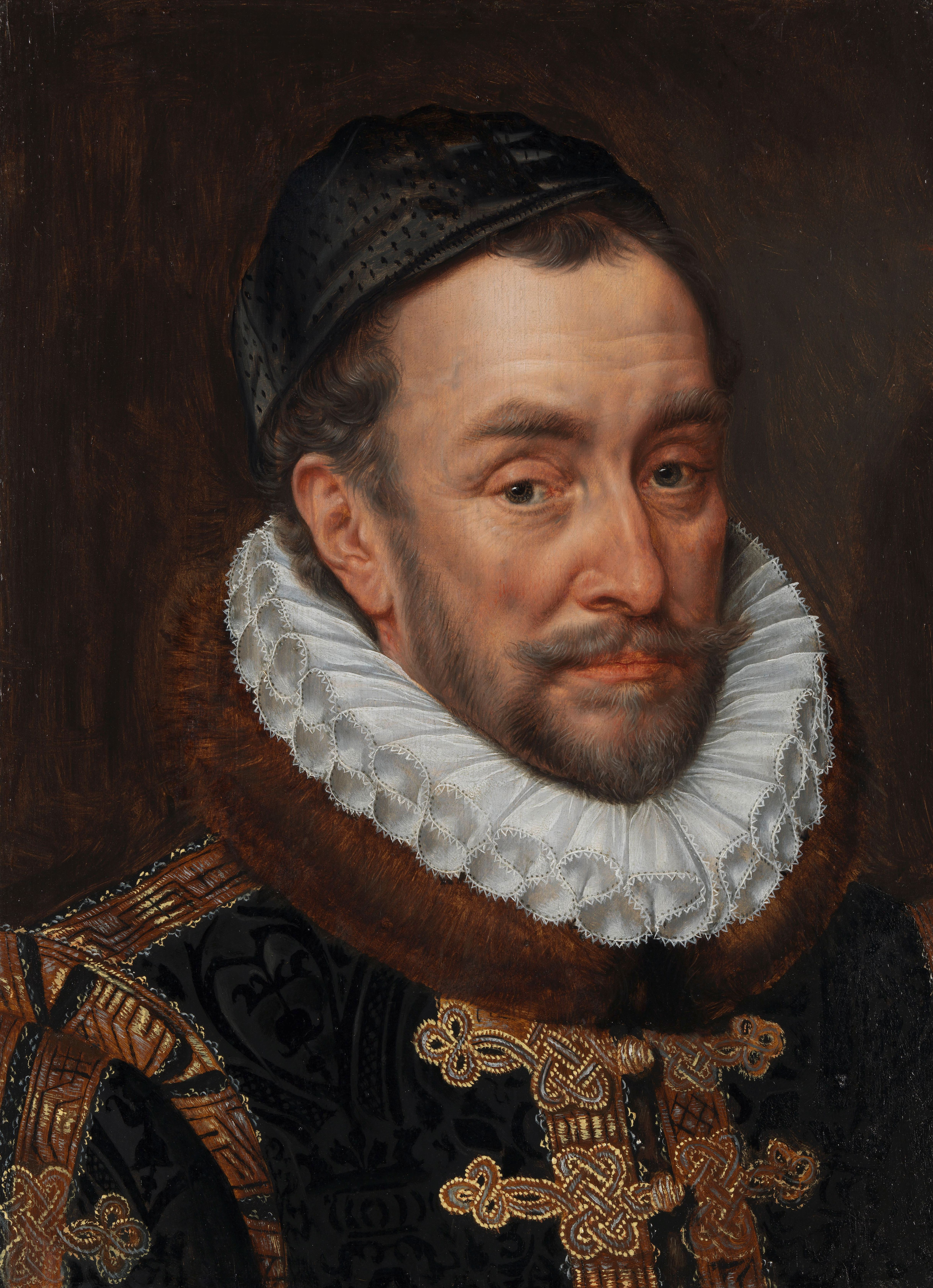
Prins Willem I
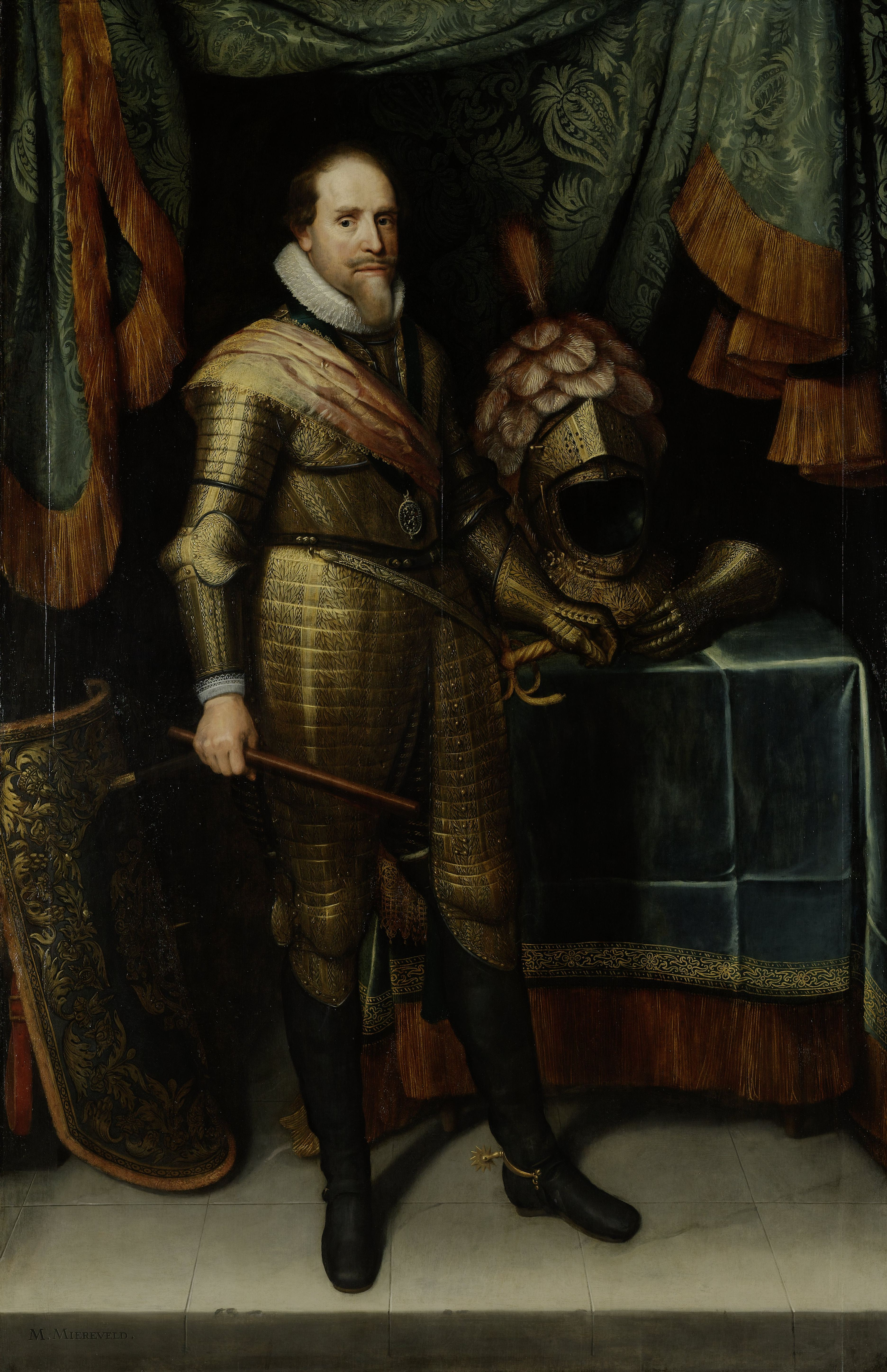
Prins Maurits
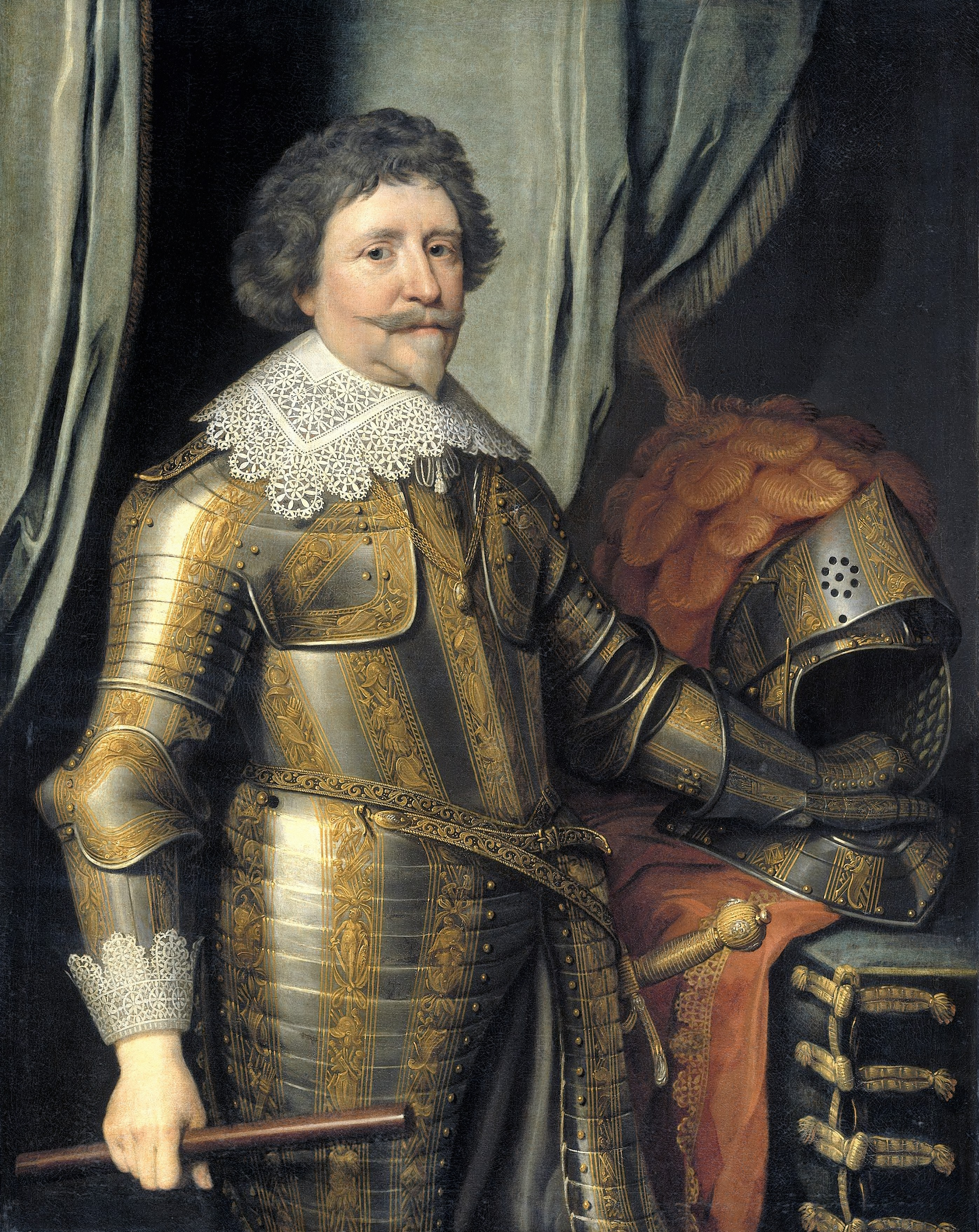
Prins Frederik Hendrik
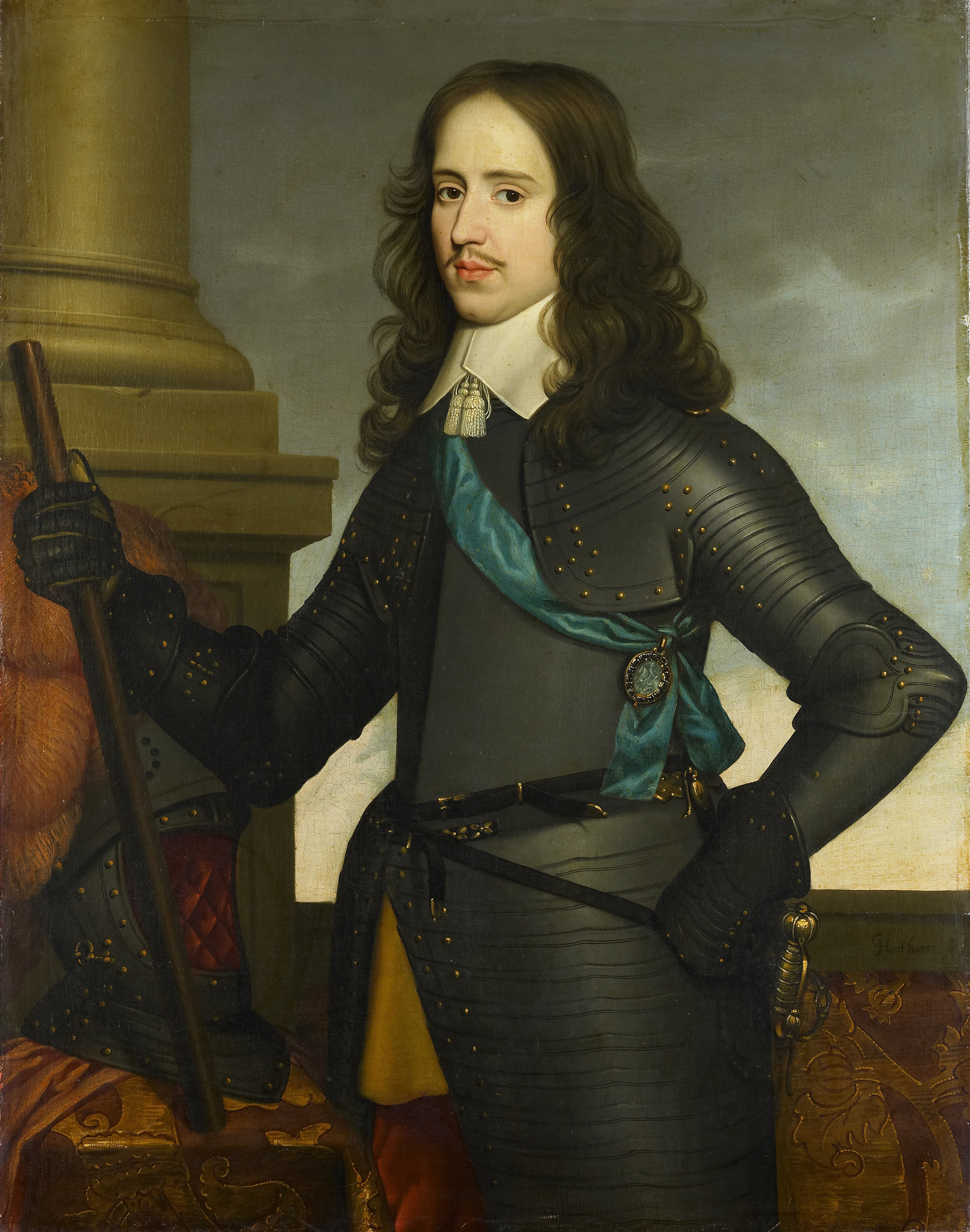
Prins Willem II
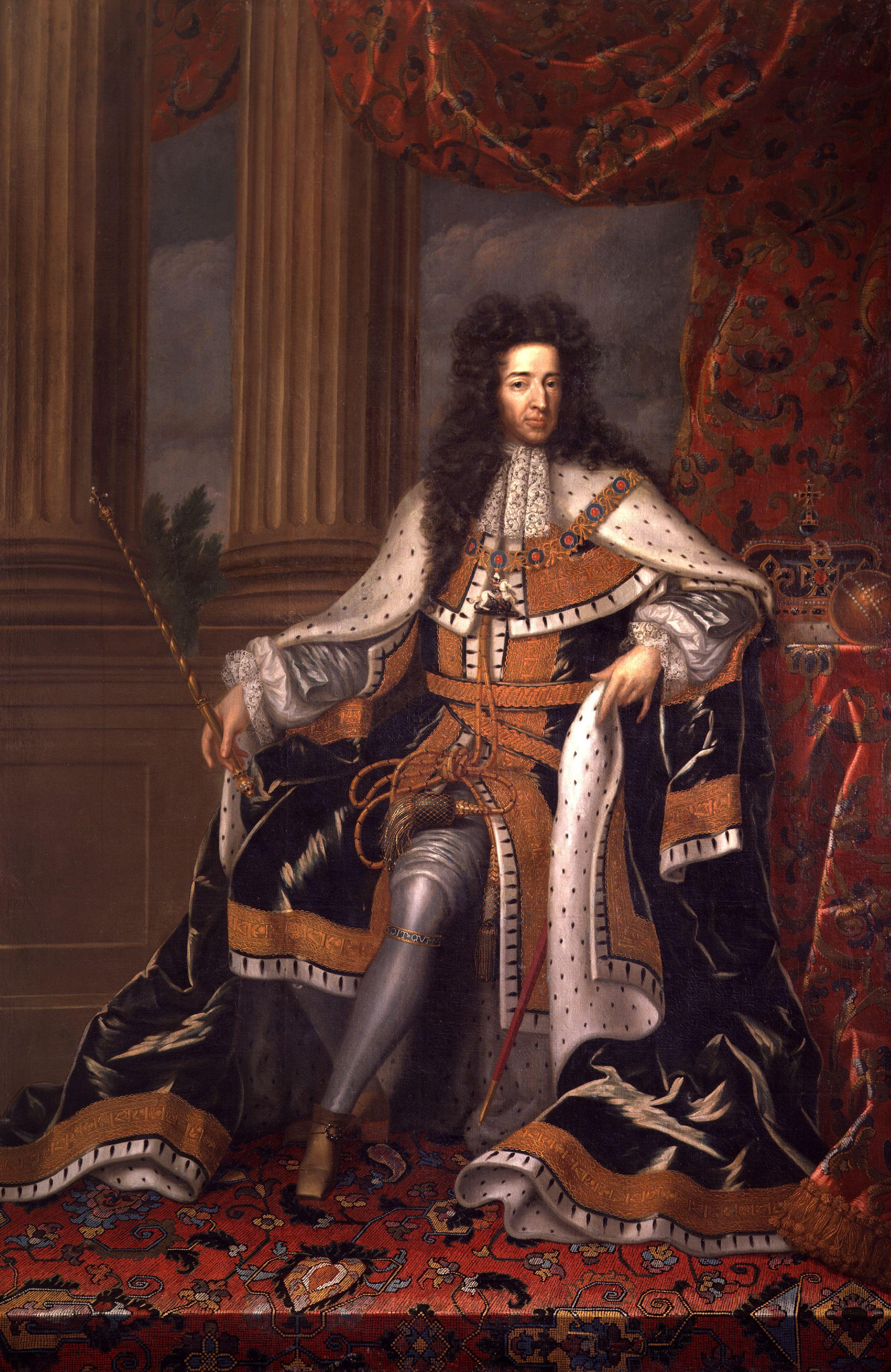
Prins Willem III
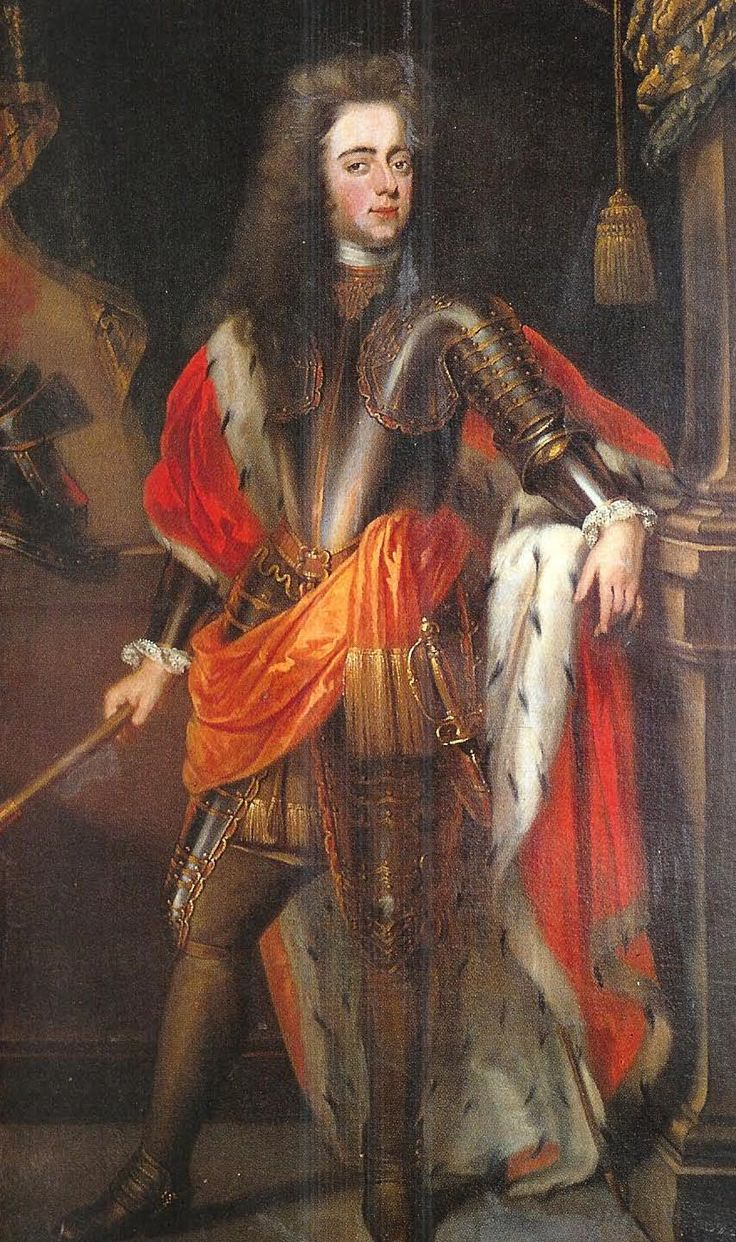
Prins Johan Willem Friso
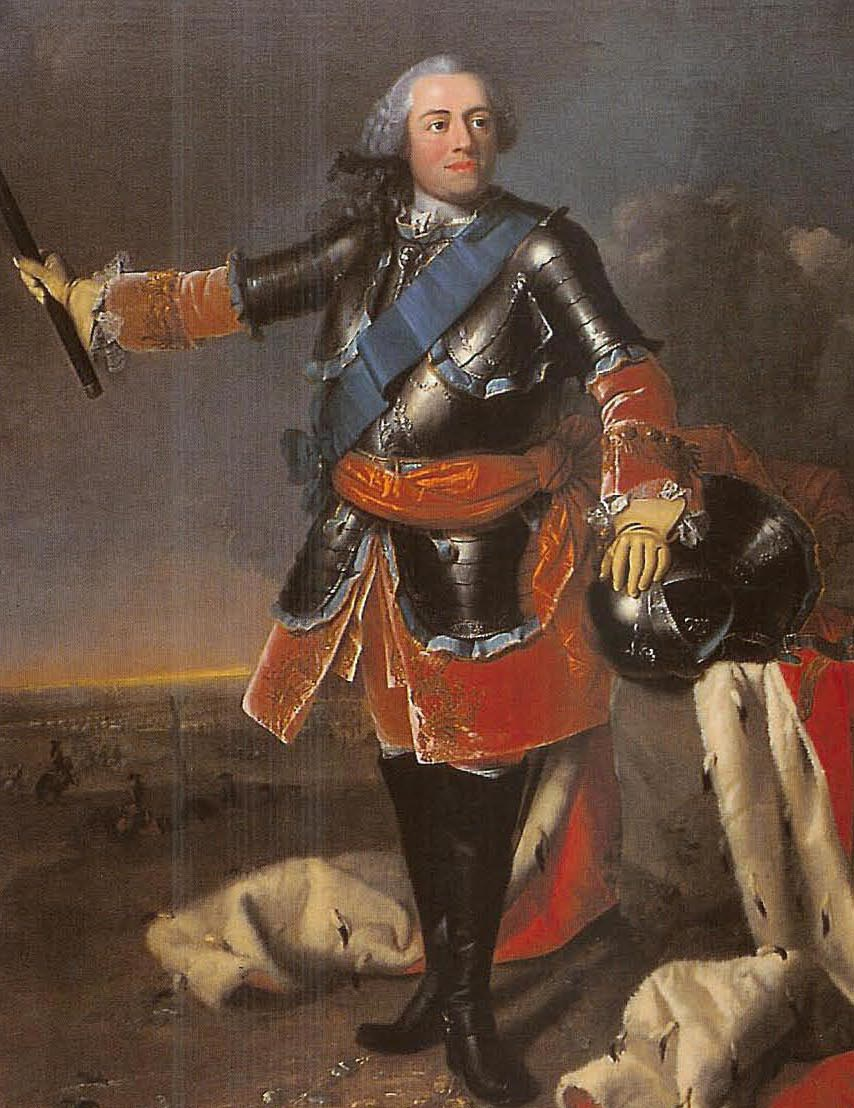
Prins Willem IV
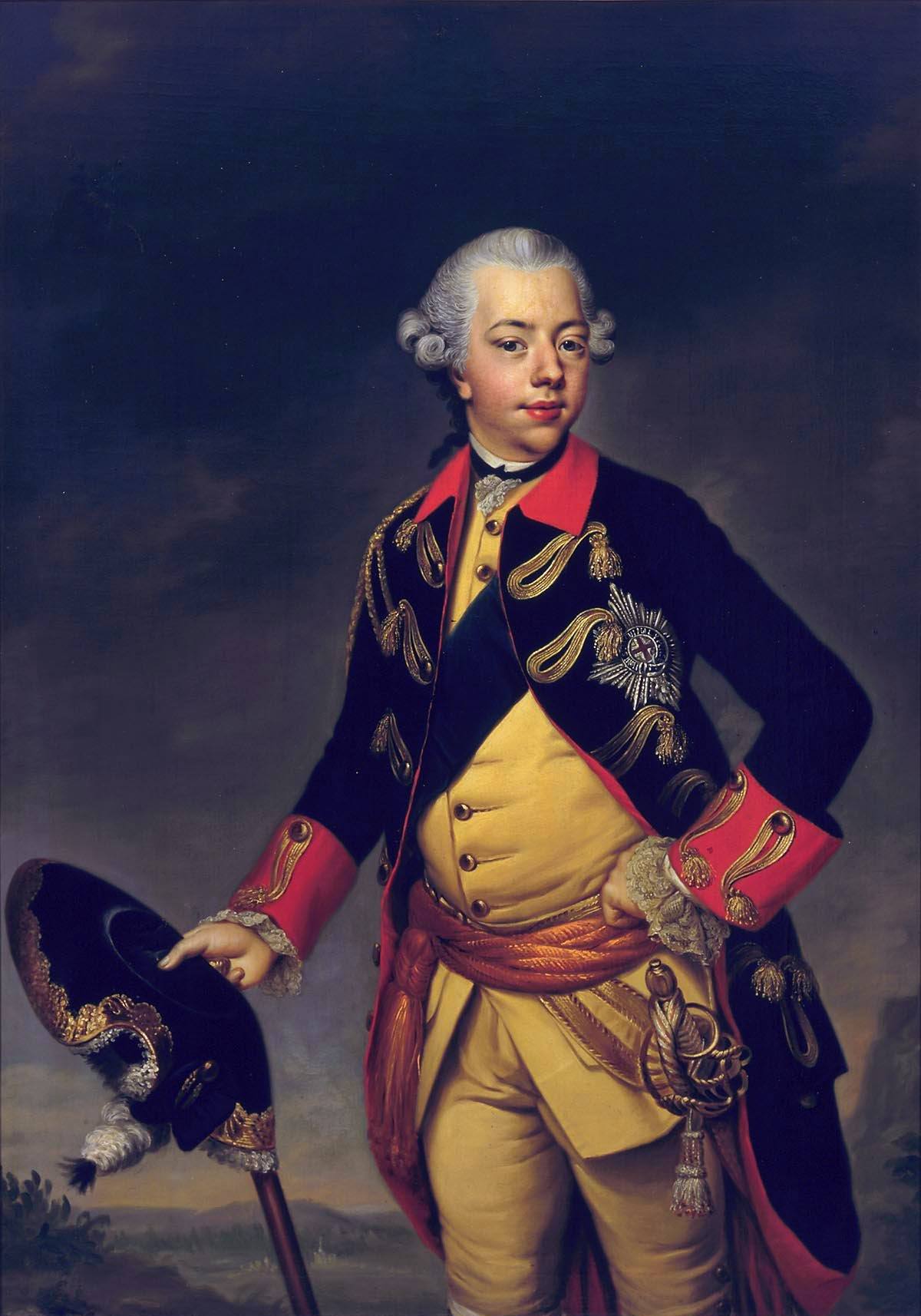
Prins Willem V

### Graaf van Katzenelnbogen

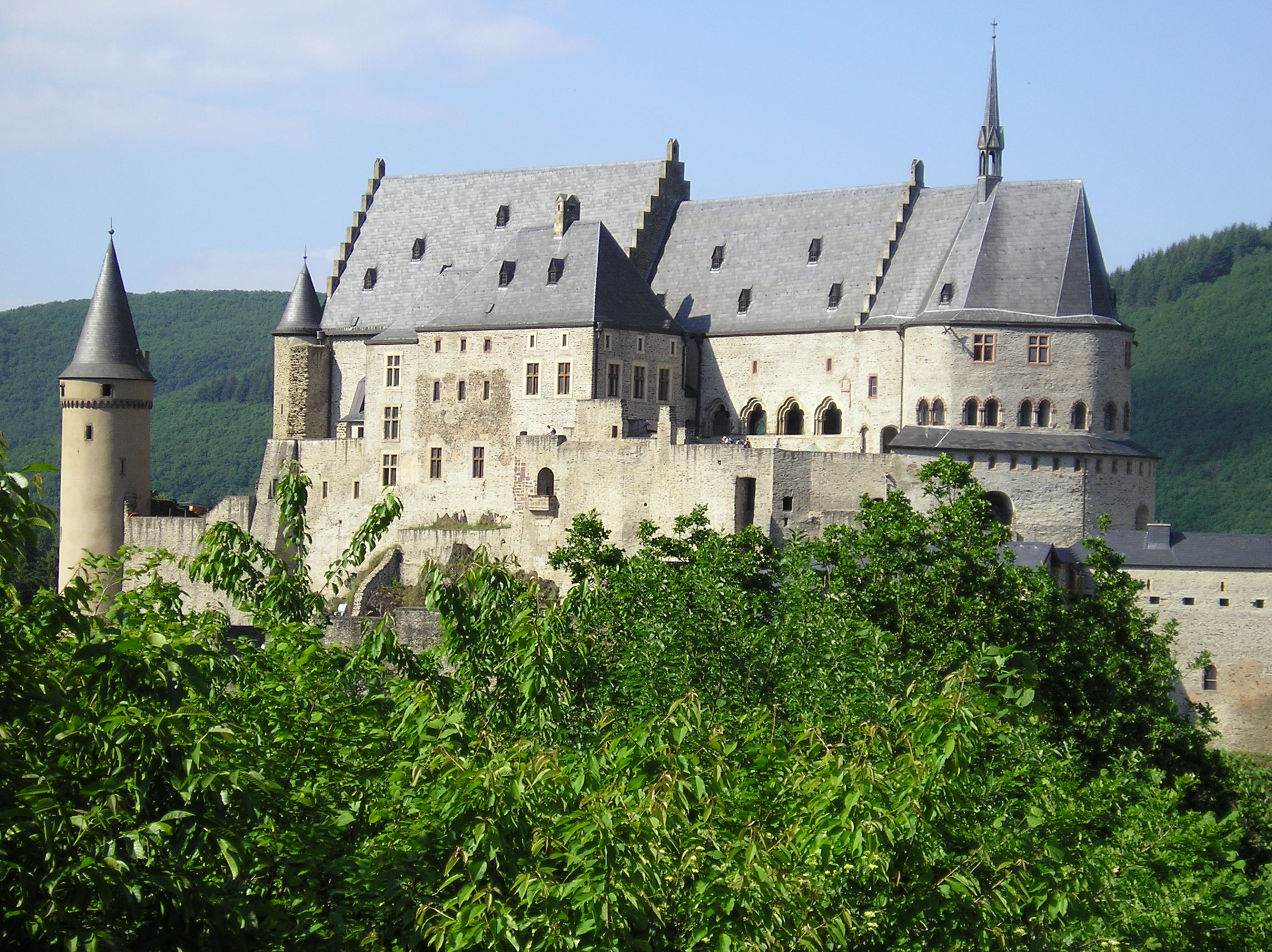
Kasteel Vianden

Het graafschap Katzenelnbogen was een graafschap in het Heilige Roomse Rijk ten zuiden van het graafschap Nassau. Graaf Filips ‘de Oudere’ overleed in 1479 en liet alleen een dochter na, Anna. Die huwde met landgraaf Hendrik III van Hessen-Marburg. De langstlevende zoon uit dit huwelijk, Willem III overleed kinderloos in 1500. Het graafschap Katzenelnbogen werd nu geclaimd door zowel zijn zuster Elisabeth, de echtgenote van graaf Johan V van Nassau-Siegen, als door landgraaf Willem II van Hessen-Kassel. De juridische strijd om deze erfenis sleepte jarenlang voort, waarbij regelmatig de wapens dreigden te spreken. Pas in 1557 kwam er eind aan deze Katzenelnbogische Erbfolgestreit, waarbij het graafschap aan de landgraaf van Hessen kwam, terwijl graaf Willem I van Nassau-Siegen (de vader van Willem van Oranje) financieel schadeloos gesteld werd en de titel en het wapen mocht voeren. Alle nakomelingen in mannelijke lijn van Willem I van Nassau-Siegen voerden de titel, totdat stadhouder Willem IV in 1732 besloot de titel te reserveren voor het hoofd van de familie.

### Graaf van Vianden

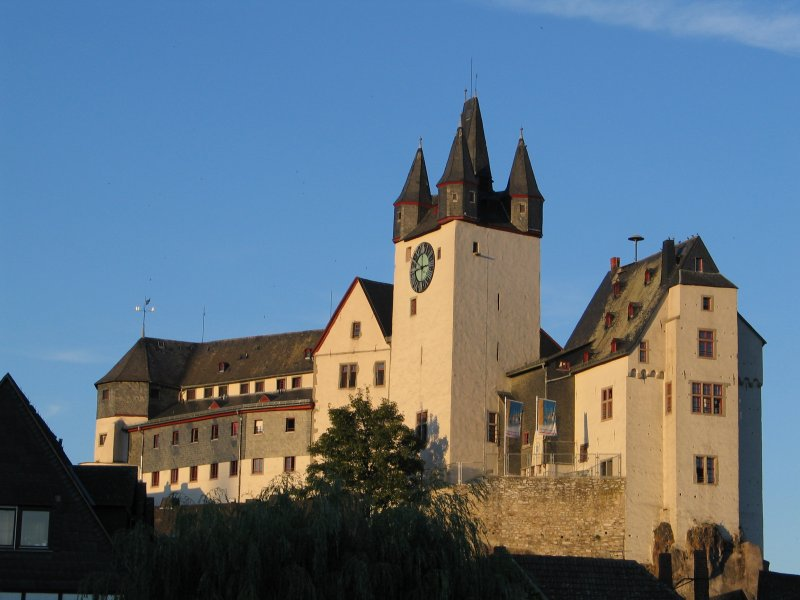
De Burcht Diez

Het graafschap Vianden was een graafschap in het hertogdom Luxemburg in het Heilige Roomse Rijk. Graaf Hendrik II van Vianden overleed in 1337 en liet alleen een dochter na, Maria. Die huwde met Simon III van Sponheim. Van de kinderen van Maria van Vianden en Simon van Sponheim bleef alleen een dochter in leven, Elisabeth van Sponheim-Kreuznach. Elisabeth huwde tweemaal, maar haar huwelijken bleven kinderloos. Bij het overlijden van Elisabeth in 1417 kwamen haar bezittingen aan de kleinzoons van haar oudtante Adelheid van Vianden, de zuster van Hendrik II. Adelheid was gehuwd met graaf Otto II van Nassau-Siegen. De kleinzoons Adolf I, Johan II ‘met de Helm’, Engelbrecht I en Johan III ‘de Jongere’ erfden het graafschap Vianden en de heerlijkheden Sankt Vith, Bütgenbach, Daasburg en Grimbergen. Alleen Engelbrecht I had zoons, de oudste daarvan, Johan IV werd in 1451 de enige bezitter van het graafschap. Het werd daarna geërfd door achtereenvolgens Engelbrecht II, Hendrik III, René van Chalon en Willem van Oranje.
In 1567 confisqueerde koning Filips II van Spanje alle bezittingen van Willem van Oranje. Diens zoon Filips Willem kreeg Vianden, Sankt Vith, Bütgenbach en Daasburg in 1596 terug. Zijn erfgenaam was Maurits. Na de dood van Maurits werden zijn bezittingen in de Spaanse Nederlanden en de Franche-Comté geclaimd door graaf Johan VIII van Nassau-Siegen. Die claim werd erkend bij uitspraken van de Grote Raad van Mechelen van 14 juli 1625 en 29 november 1625. Pas bij de Vrede van Münster in 1648 werden alle bezittingen teruggegeven. De volgende bezitters waren de stadhouders Willem II en Willem III. Na de strijd om de erfenis van Willem III kwamen Vianden, Sankt Vith, Bütgenbach en Daasburg in 1732 in het bezit van Willem IV en daarna zijn zoon Willem V.
In 1786 viel Frankrijk het hertogdom Luxemburg binnen, waarmee er een einde kwam aan de heerschappij van de Oranje-Nassaus. De Fransen hieven in 1794 het graafschap Vianden definitief op als bestuurseenheid.

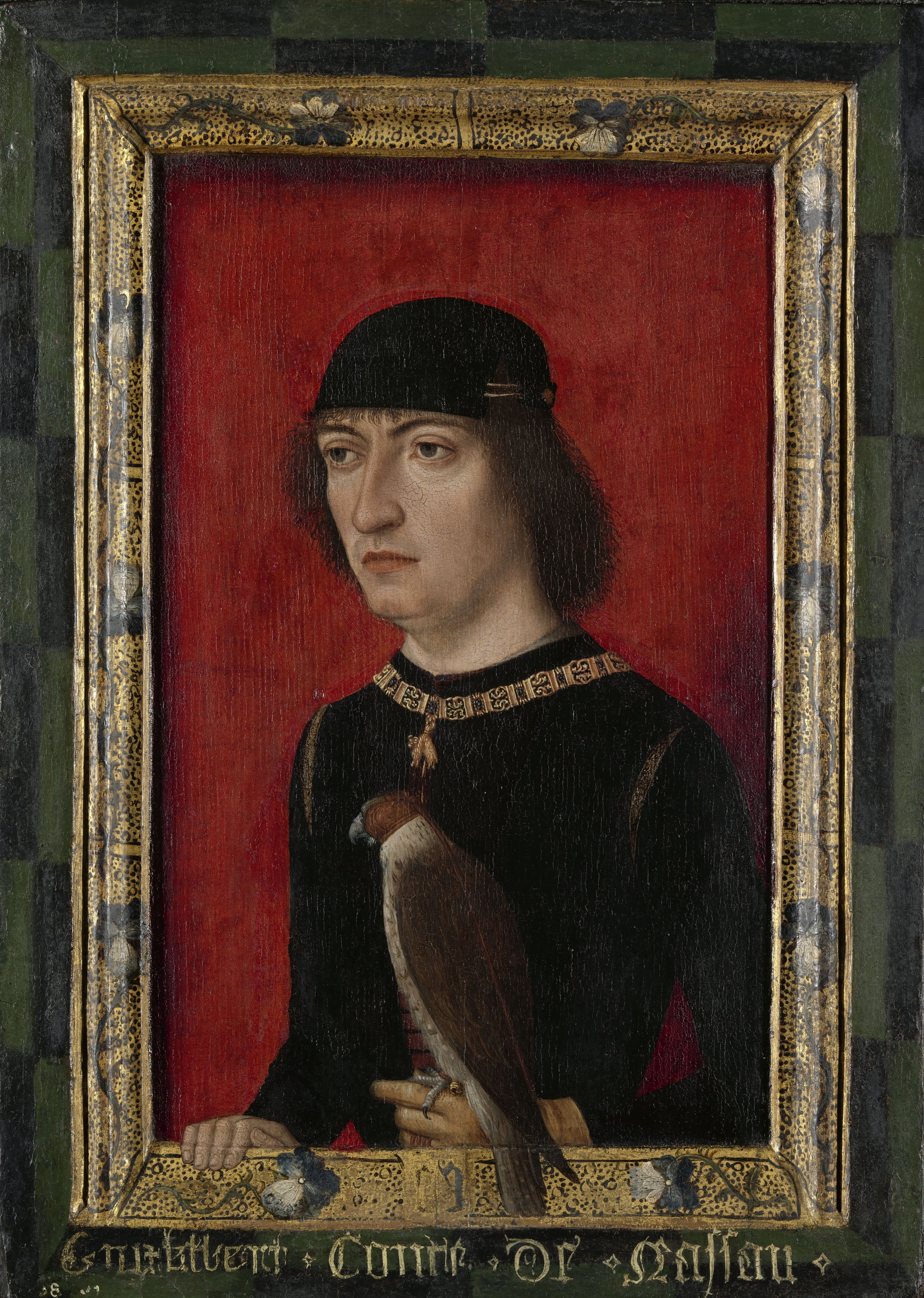
Engelbrecht II van Nassau-Breda
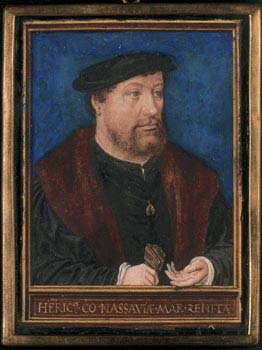
Hendrik III van Nassau-Breda
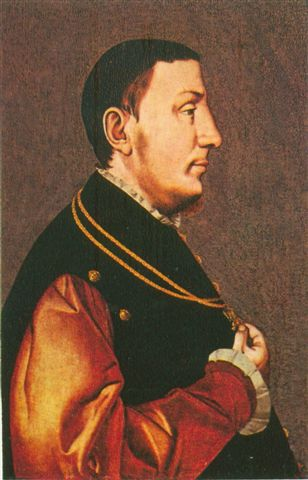
René van Chalon, prins van Orange
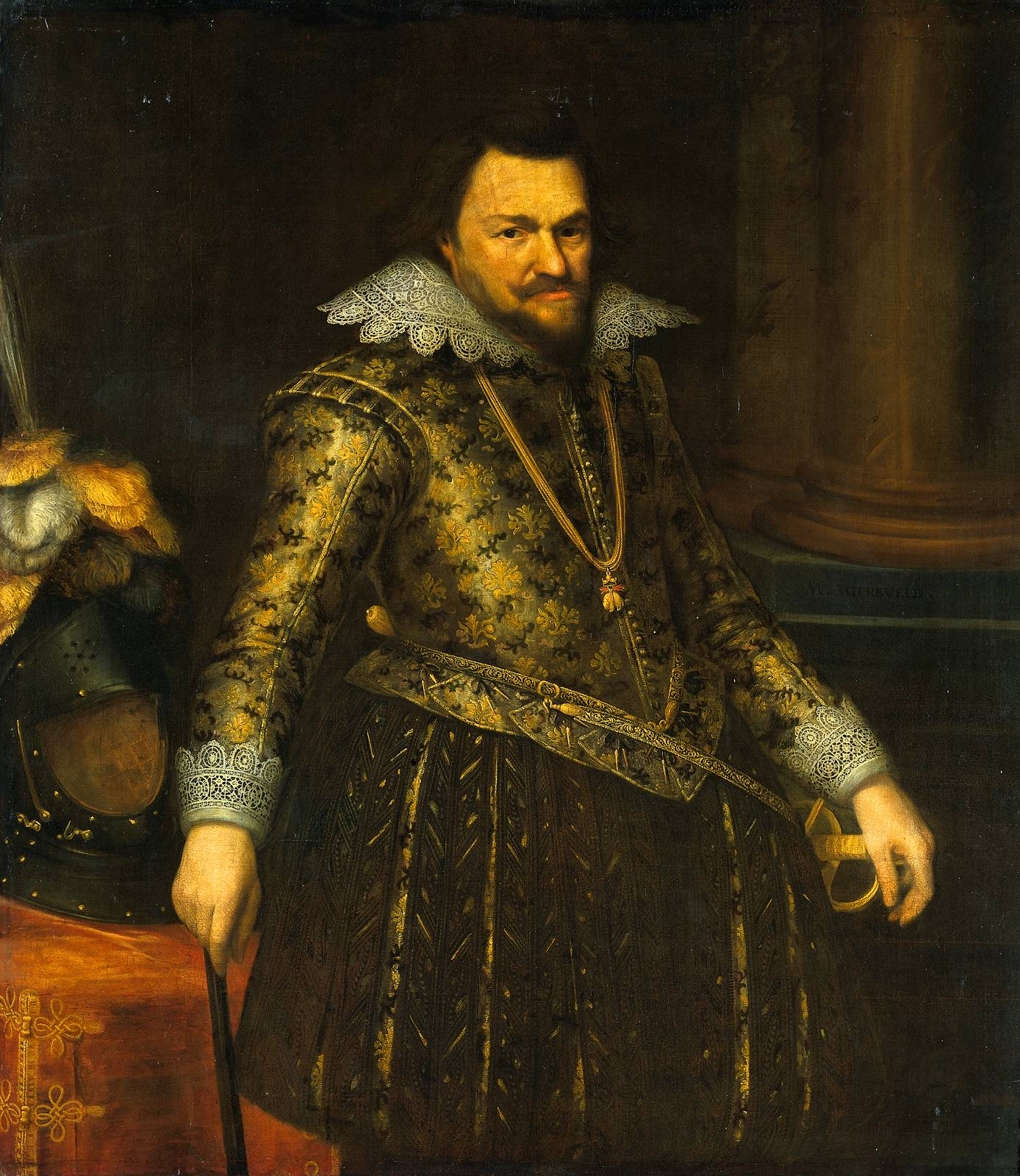
Prins Filips Willem
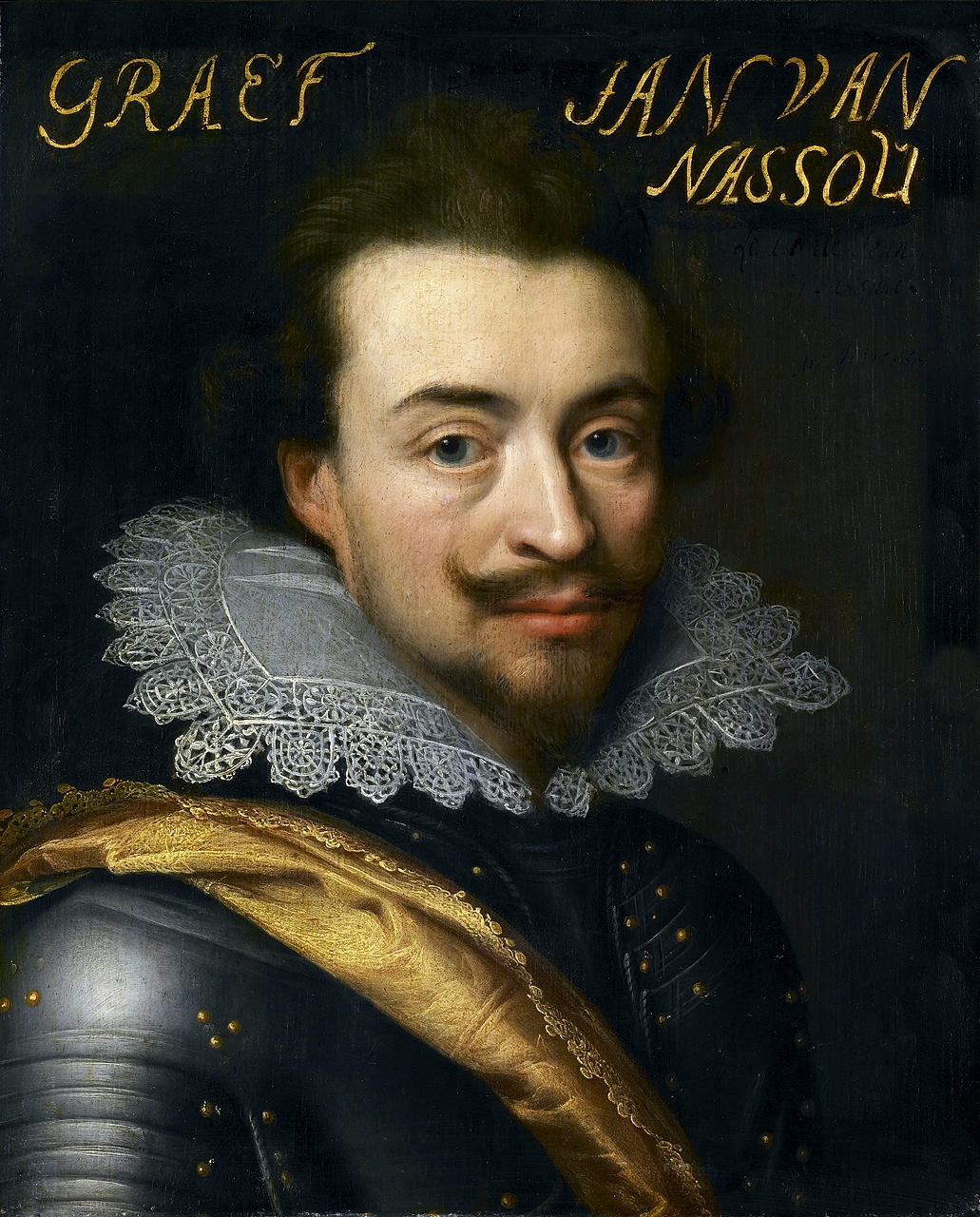
Johan VIII van Nassau-Siegen

### Graaf van Diez
Het graafschap Diez was een graafschap in het Heilige Roomse Rijk ten zuiden van de rivier Lahn en werd omringd door het graafschap Nassau. Graaf Gerhard VII van Diez liet alleen een dochter na, Jutta. Die huwde met graaf Adolf I van Nassau-Siegen. Die volgde in 1388 zijn schoonvader op. Uit het huwelijk van Adolf en Jutta werd alleen een één dochter geboren, Jutta. Bij het overlijden van Adolf kwam de helft van het graafschap aan zijn dochter en haar echtgenoot Godfried VII van Eppstein-Münzenberg. De andere helft kwam aan de drie broers van Adolf, Johan II ‘met de Helm’, Engelbrecht I en Johan III ‘de Jongere’. Deze broers en hun nakomelingen in mannelijke lijn voerden allen de titel graaf van Diez, totdat stadhouder Willem IV in 1732 besloot de titel te reserveren voor het hoofd van de familie.
In 1453 verkocht Godfried VIII van Eppstein-Münzenberg, de zoon van Godfried VII en Jutta van Nassau-Siegen, een helft van zijn helft (dus een kwart van het totale graafschap) aan graaf Filips ‘de Oudere’ van Katzenelnbogen. Dat kwart kwam door het huwelijk van Elisabeth van Hessen-Marburg met Johan V van Nassau-Siegen, kleinzoon van Engelbrecht I, in 1500 in bezit van de Nassaus. Door het huwelijk van hun zoon Willem I van Nassau-Siegen met Juliana van Stolberg-Wernigerode verkregen de Nassaus het laatste kwart van het graafschap. Na het overlijden van hun tweede zoon, Johan VI, werden in 1607 zijn bezittingen verdeeld tussen zijn overlevende zoons. De vijfde zoon, Ernst Casimir, verkreeg het graafschap Diez, dat de kern vormde van het graafschap Nassau-Diez. De graaf van Nassau-Diez werd op 25 november 1652 verheven tot rijksvorst met het predicaat «Seine Durchlaucht». Ernst Casimir werd achtereenvolgens opgevolgd door Hendrik Casimir I, Willem Frederik, Hendrik Casimir II, Johan Willem Friso, Willem IV, Willem V en Willem Frederik (de latere koning Willem I).
Deze laatste verloor in 1806 zijn bezittingen in Nassau bij de vorming van de Rijnbond. Delen gingen naar het groothertogdom Berg, het graafschap Diez ging deel uitmaken van het hertogdom Nassau. Door het verdrag van 14 juli 1814, volgend op de ontbinding van het groothertogdom Berg, kwam Willem weer in het bezit van het graafschap Diez, en de vorstendommen Nassau-Siegen, Nassau-Dillenburg en Nassau-Hadamar. Op 31 mei 1815 deed hij afstand van deze gebieden ten gunste van het hertogdom Nassau en het koninkrijk Pruisen, en ontving in ruil daarvoor het groothertogdom Luxemburg. Hij bleef de titel graaf van Diez voeren.

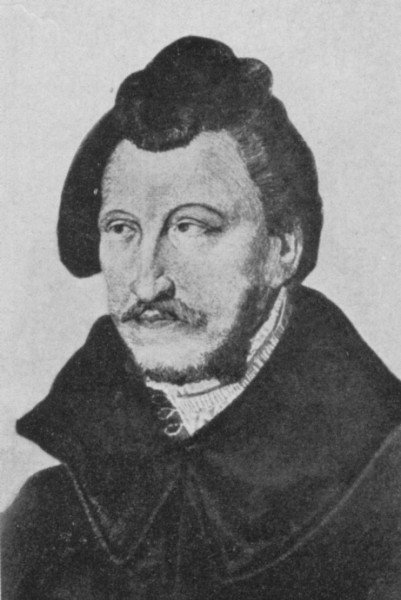
Willem I van Nassau-Siegen
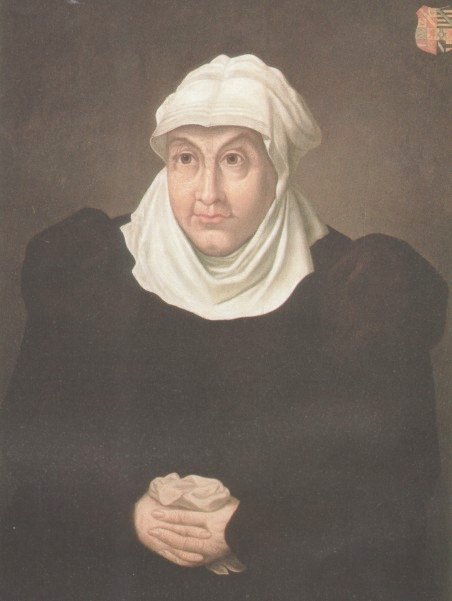
Juliana van Stolberg-Wernigerode
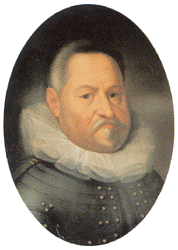
Johan VI van Nassau-Siegen
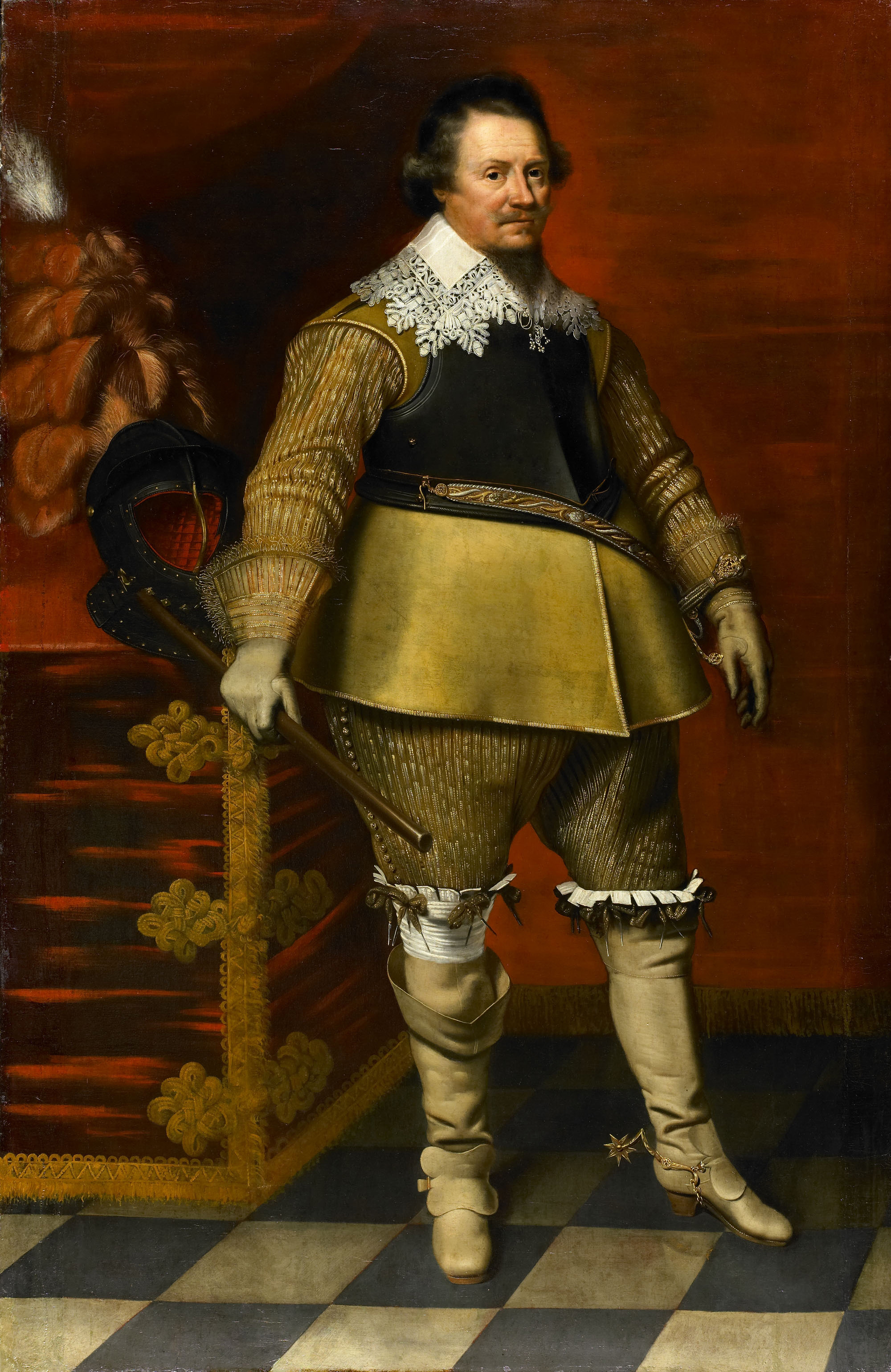
Ernst Casimir van Nassau-Diez
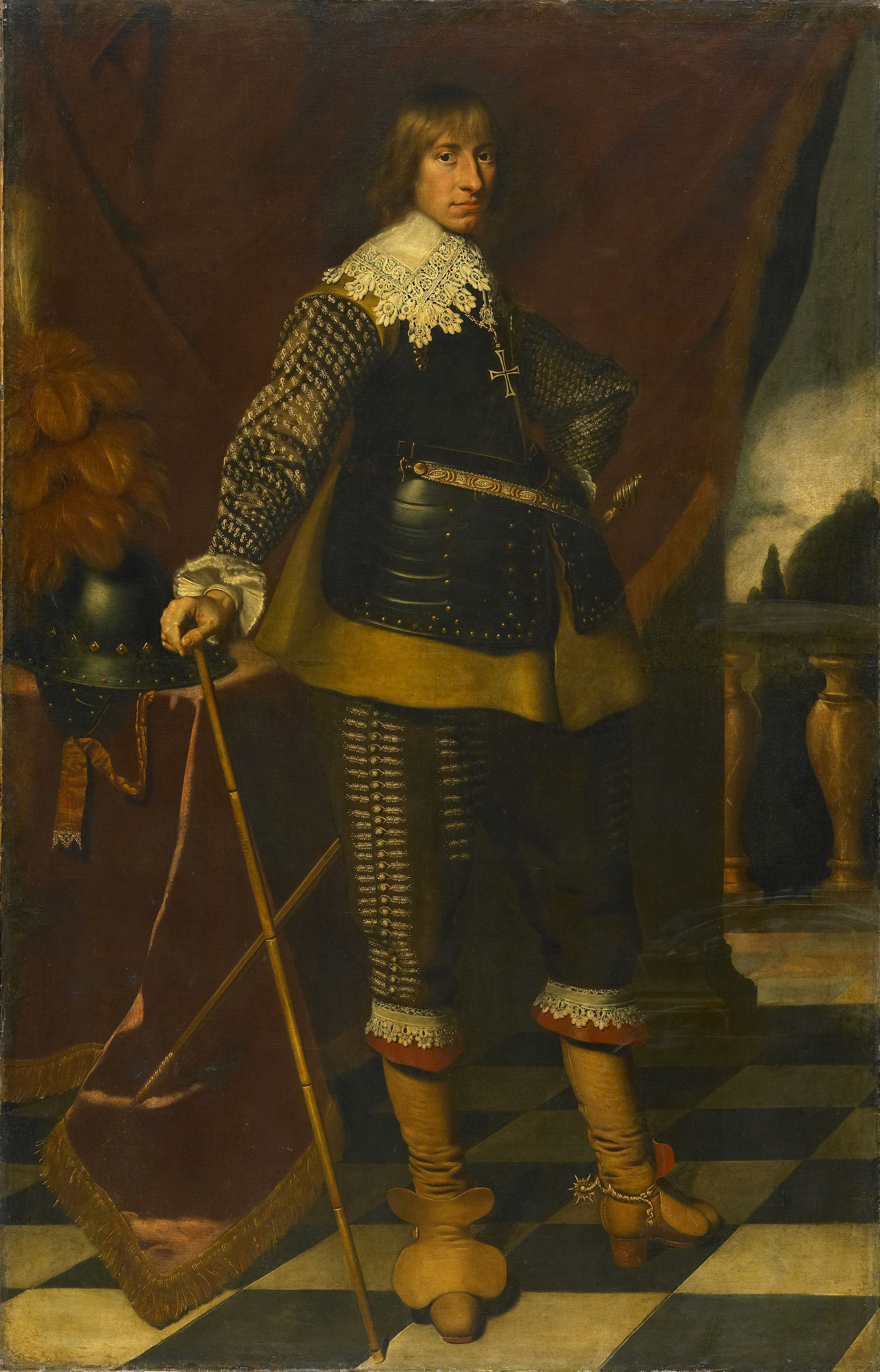
Hendrik Casimir I van Nassau-Diez
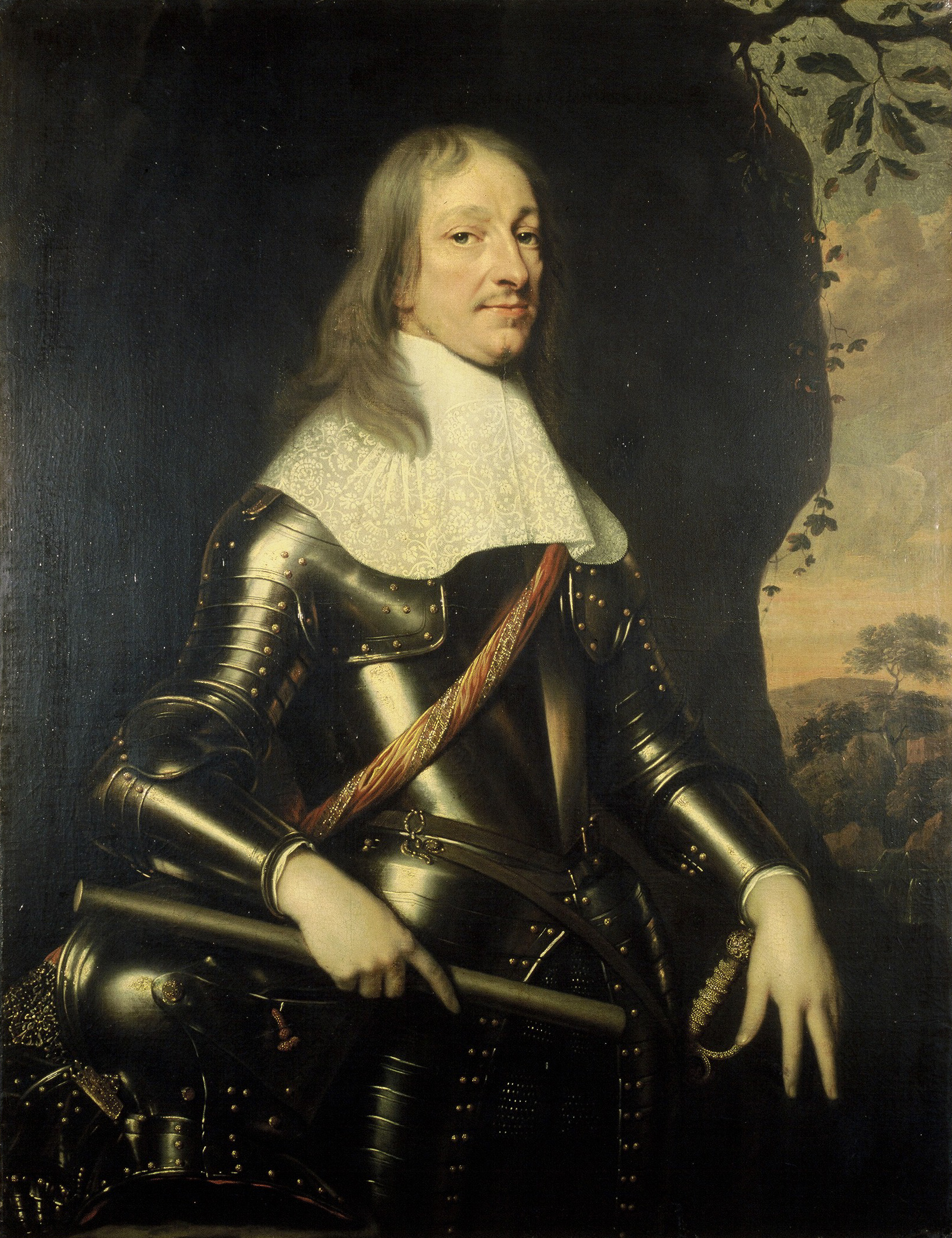
Willem Frederik van Nassau-Diez
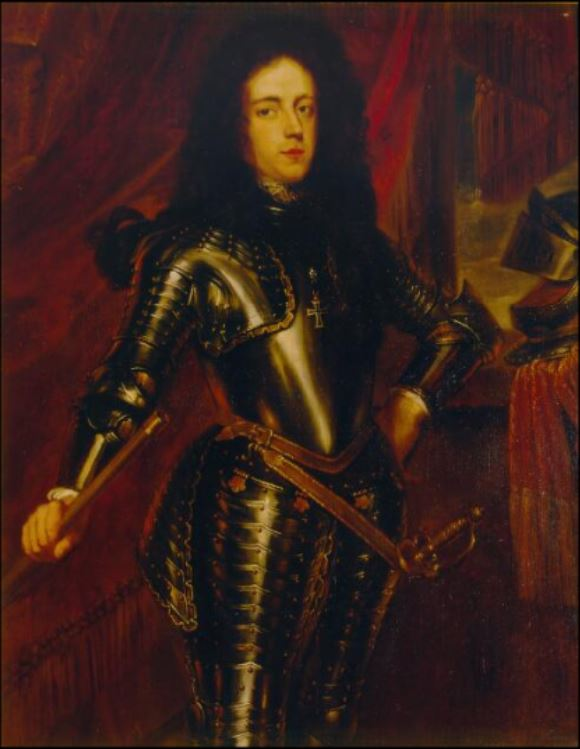
Hendrik Casimir II van Nassau-Diez

### Graaf van Spiegelberg

Anna van Egmont, gravin van Buren en Leerdam

Het graafschap Spiegelberg was een graafschap in het Heilige Roomse Rijk en lag in het hertogdom Brunswijk. Het werd in 1631 door hertog Frederik Ulrich van Brunswijk-Wolfenbüttel geschonken aan zijn zuster Sofia Hedwig. Deze was gehuwd met graaf Ernst Casimir van Nassau-Diez. Bij haar overlijden kwam het aan haar zoon Willem Frederik en daarna achtereenvolgens aan Hendrik Casimir II, Johan Willem Friso, Willem IV, Willem V en de latere koning Willem I.
Koning Willem I verkocht het graafschap in 1819 aan de koning van Hannover. In de koopovereenkomst werd overeengekomen dat Willem I de titel behield.

### Graaf van Buren en Leerdam
De graafschappen Buren en Leerdam en de heerlijkheden IJsselstein, Sint-Maartensdijk, Scherpenisse, Kortgene, Cranendonck, Eindhoven, Jaarsveld en Acquoij waren bezittingen van het geslacht Van Egmont. De erfdochter Anna huwde in 1551 met Willem van Oranje. Toen zij in 1558 overleed, gingen haar bezittingen naar haar zoon Filips Willem. Deze werd opgevolgd door achtereenvolgens Maurits, Frederik Hendrik, Willem II en Willem III. Na de strijd om de erfenis van Willem III kwamen Buren en Leerdam aan Willem IV. Willem IV werd opgevolgd door zijn zoon Willem V. In 1795 werden Buren en Leerdam door de Bataafse Republiek geconfisqueerd; Buren werd deel van de provincie Gelderland en Leerdam deel van de provincie Utrecht.
Zowel koning Willem III als zijn dochter Wilhelmina maakten bij hun vakantiereizen gebruik van het incognito «comte de Buren» respectievelijk «gravin van Buren». Prins Willem-Alexander reed in 1986 de Elfstedentocht onder de naam «W.A. van Buren».

### Graaf van Culemborg
De Staten van het Kwartier van Nijmegen schonken het graafschap Culemborg in 1748 aan Willem IV ter gelegenheid van zijn aanstelling tot stadhouder in 1747. Willem IV werd opgevolgd door zijn zoon Willem V. In 1795 werd Culemborg door de Bataafse Republiek geconfisqueerd; het werd onderdeel van de provincie Gelderland.

### Burggraaf van Antwerpen

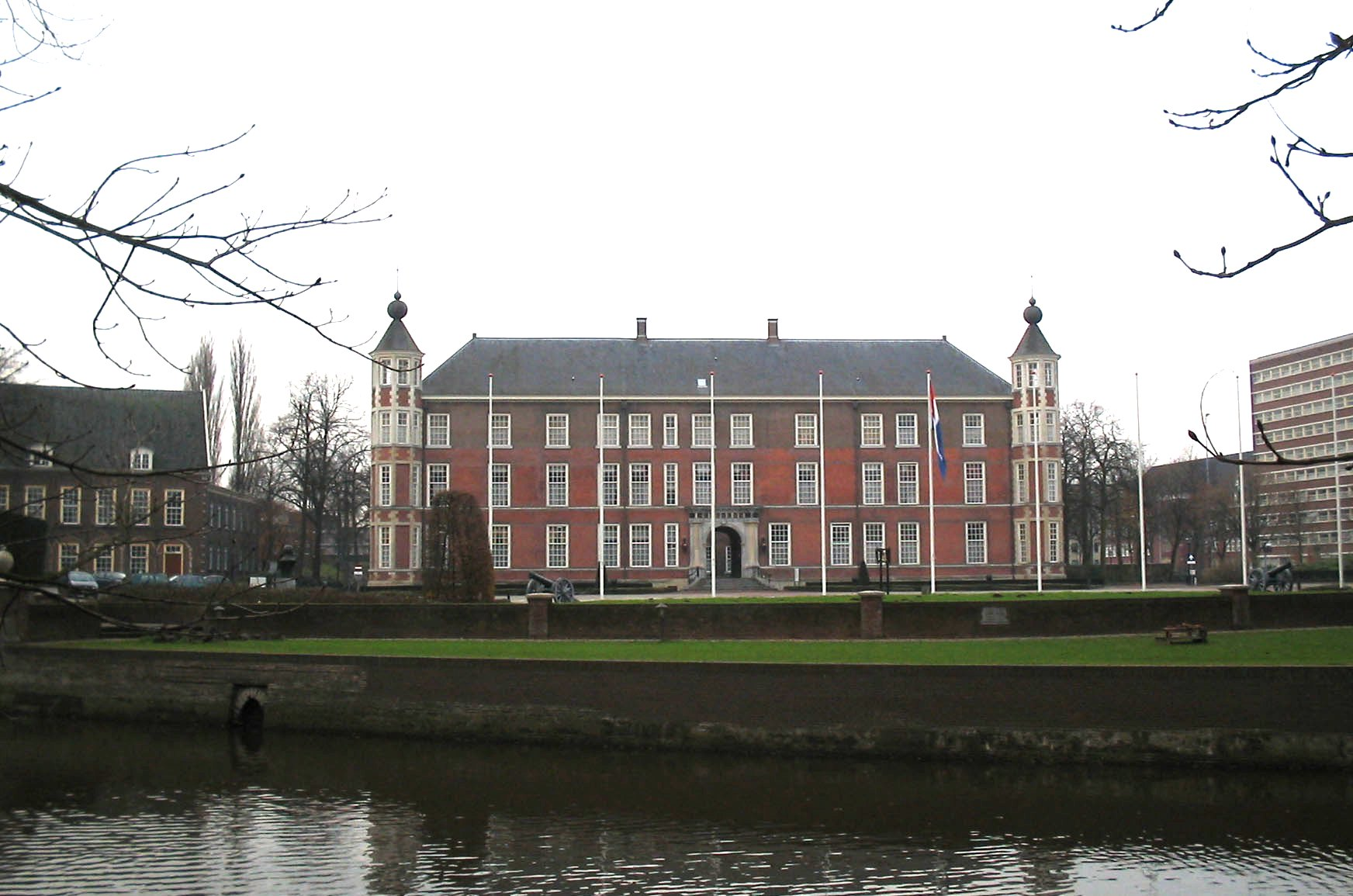
Het Kasteel van Breda

De functie burggraaf van Antwerpen was een erfelijke functie van de heren van Heinsberg. In 1456 huwde Johanna van Loon-Heinsberg, de dochter van Johan IV van Loon-Heinsberg en Johanna van Diest, met graaf Johan II van Nassau-Saarbrücken. Johanna was erfdochter van Heinsberg, Geilenkirchen, Dalenbroek, Diest, Zichem, Zeelhem, en burggravin van Antwerpen. Uit het huwelijk van Johanna en Johan II van Nassau-Saarbrücken werden twee dochters geboren, de oudste erfde de bezittingen van haar moeder. Deze Elisabeth huwde met hertog Willem IV van Gulik.

In 1440 huwde graaf Johan IV van Nassau-Siegen met Maria van Loon-Heinsberg, uit dezelfde familie. Zij verkreeg in 1459 Herstal, Itteren en Meerssenhoven, en in 1467 Steyn, Vught, Gangelt, Waldfeucht en de helft van slot en land van Millen. Haar oudste zoon Engelbrecht II van Nassau-Breda stond op 25 augustus 1499 diens helft van slot en land van Millen met de steden Gangelt en Vught af aan Willem IV van Gulik en ontving in ruil daarvoor op 27 augustus 1499 de stad en het land van Diest en het slot en land van Zichem en Zeelhem, alsmede de functie burggraaf van Antwerpen. Het werd daarna geërfd door achtereenvolgens Hendrik III, René van Chalon en Willem van Oranje.
In 1567 confisqueerde koning Filips II van Spanje alle bezittingen van Willem van Oranje. Diens zoon Filips Willem kreeg Antwerpen in 1596 terug. Zijn erfgenaam was Maurits. Na de dood van Maurits werden zijn bezittingen in de Spaanse Nederlanden en de Franche-Comté geclaimd door Johan VIII van Nassau-Siegen. Die claim werd erkend bij uitspraken van de Grote Raad van Mechelen van 14 juli 1625 en 29 november 1625. Pas bij de Vrede van Münster in 1648 werden alle bezittingen teruggegeven. De volgende bezitters waren de stadhouders Willem II en Willem III. Na de strijd om de erfenis van Willem III kwam Antwerpen in 1732 in het bezit van Willem IV en daarna zijn zoon Willem V. Bij de bezetting van de Oostenrijkse Nederlanden door Frankrijk in 1794 verloren de Oranje-Nassaus het burggraafschap definitief.

### Baron van Breda

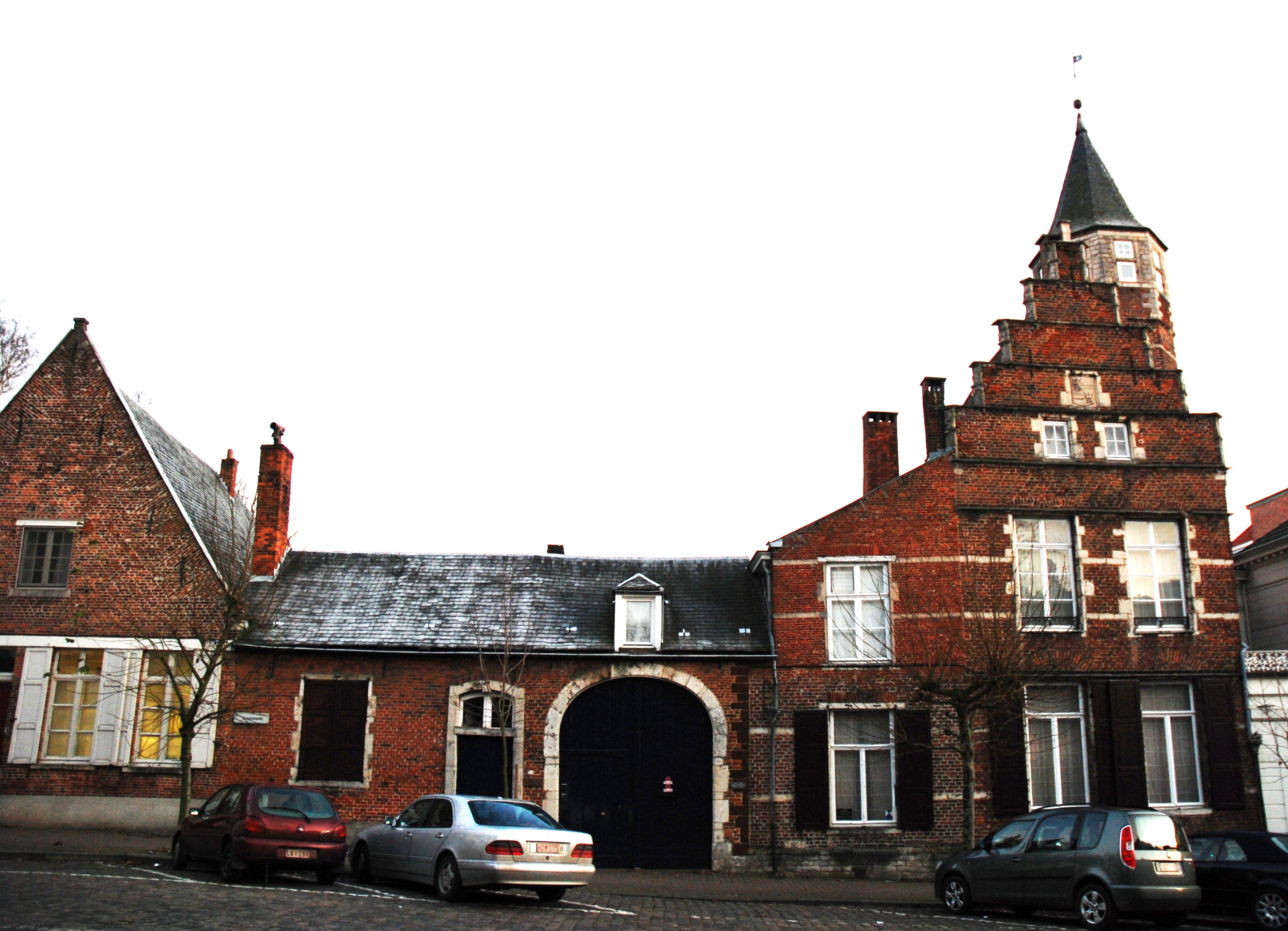
De Hof van Nassau in Diest

De heerlijkheid Breda was oorspronkelijk een heerlijkheid in het hertogdom Brabant. Breda werd in 1350 van de hertog gekocht door Jan II van Polanen uit het geslacht Wassenaar. Het bezit van de Polanens omvatte nog vele andere gebieden, die in hun handen waren gekomen door een erfenis van Willem van Duivenvoorde. Hij was een bastaardzoon van Filips III van Duivenvoorde en een halfbroer van Jan I van Polanen. Willem van Duivenvoorde was een financieel genie, een steeds toenemende rijkdom had hem in staat gesteld zijn vele bezittingen te financieren. Na zijn dood liet hij zijn bezittingen na aan zijn neef Jan II van Polanen. Jan III van Polanen, de zoon van Jan II, had alleen een dochter, Johanna. Zij huwde op 1 augustus 1403 met Engelbrecht I van Nassau-Siegen, die zodoende in bezit kwam van Breda, Geertruidenberg, Klundert (of Niervaart), Oosterhout en Dongen, een huis op de Koudenberg te Brussel (het latere Paleis van Nassau), een huis te Mechelen, de Heerlijkheid van de Lek, Monster en Polanen, Zundert en Nispen.
Engelbrecht I werd opgevolgd door achtereenvolgens Johan IV, Engelbrecht II, Hendrik III, René van Chalon en Willem van Oranje. In 1567 confisqueerde koning Filips II van Spanje alle bezittingen van Willem van Oranje. In 1590 werd Breda veroverd door Maurits. In 1625 kwam het weer in Spaanse handen, om in 1637 door Frederik Hendrik heroverd te worden. De daaropvolgende bezitters waren de stadhouders Willem II en Willem III. Na de strijd om de erfenis van Willem III kwam Breda in 1732 in het bezit van Willem IV en daarna zijn zoon Willem V. In 1795 werden Breda, Geertruidenberg, Klundert, Polanen en Steenbergen door de Bataafse Republiek geconfisqueerd.

### Baron van Diest

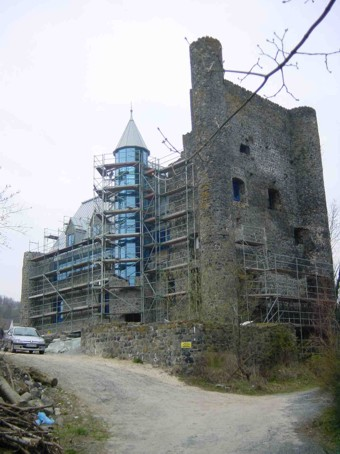
De Burcht Beilstein

De baronie Diest kwam in 1499 in bezit van Engelbrecht II van Nassau-Breda, door ruil van gebieden met hertog Willem IV van Gulik. Zie de paragraaf Burggraaf van Antwerpen hierboven. Het werd daarna geërfd door achtereenvolgens Hendrik III, René van Chalon en Willem van Oranje.

In 1567 confisqueerde koning Filips II van Spanje alle bezittingen van Willem van Oranje. Diens zoon Filips Willem kreeg Diest in 1596 terug. Zijn erfgenaam was Maurits. Na de dood van Maurits werden zijn bezittingen in de Spaanse Nederlanden en de Franche-Comté geclaimd door Johan VIII van Nassau-Siegen. Die claim werd erkend bij uitspraken van de Grote Raad van Mechelen van 14 juli 1625 en 29 november 1625. Pas bij de Vrede van Münster in 1648 werden alle bezittingen teruggegeven. De volgende bezitters waren de stadhouders Willem II en Willem III. Na de strijd om de erfenis van Willem III kwam Diest in 1732 in het bezit van Willem IV en daarna zijn zoon Willem V. Bij de bezetting van de Oostenrijkse Nederlanden door Frankrijk in 1794 verloren de Oranje-Nassaus Diest definitief.

### Baron van Beilstein
Graaf Walram I van Nassau verwierf in de tweede helft van de twaalfde eeuw de Herborner Mark, de Kalenberger Zent (inclusief Mengerskirchen, Beilstein en Nenderoth), en het Gericht Heimau (inclusief Driedorf en Löhnberg) als een leengoed van het landgraafschap Thüringen. Bij de verdeling van het graafschap Nassau in 1255 (de Prima divisio) kwam Beilstein in bezit van graaf Otto I van Nassau. Diens zoons verdeelden in 1303 hun bezittingen waarbij Beilstein in handen kwam van Johan van Nassau-Dillenburg, die er in 1321 stadsrechten voor verkreeg. Na het kinderloos overlijden van Johan, erfde zijn broer Hendrik I van Nassau-Siegen diens bezittingen. Diens zoons sloten in 1341 een verdelingsovereenkomst waarbij Beilstein werd toegezegd aan Hendrik I van Nassau-Beilstein, die de stamvader van het Huis Nassau-Beilstein werd. Deze zijtak van het Huis Nassau stierf uit in 1561. Erfgenamen waren de broers Johan VI, Lodewijk, Adolf en Hendrik van Nassau-Siegen, die de titel «Herr zu Beilstein» aannamen en zich sindsdien «Graf zu Nassau, Katzenelnbogen, Vianden und Diez, Herr zu Beilstein» noemden. De broers en hun nakomelingen in mannelijke lijn voerden allen deze titels, totdat stadhouder Willem IV in 1732 besloot de titels te reserveren voor het hoofd van de familie.
Na het overlijden van Johan VI, werden in 1607 zijn bezittingen verdeeld tussen zijn overlevende zoons. De tweede zoon, George, verkreeg Beilstein, dat de kern vormde van het graafschap Nassau-Beilstein. Na het overlijden van zijn oudste broer Willem Lodewijk van Nassau-Dillenburg in 1620 volgde een herverdeling van bezittingen. George erfde het graafschap Nassau-Dillenburg, maar stond onder andere Beilstein af aan zijn jongere broer Ernst Casimir van Nassau-Diez. Ernst Casimir werd achtereenvolgens opgevolgd door Hendrik Casimir I, Willem Frederik, Hendrik Casimir II, Johan Willem Friso, Willem IV, Willem V en de latere koning Willem I.
Deze laatste verloor in 1806 zijn bezittingen in Nassau bij de vorming van de Rijnbond. Delen gingen naar het groothertogdom Berg, Beilstein ging deel uitmaken van het hertogdom Nassau. Door het verdrag van 14 juli 1814, volgend op de ontbinding van het groothertogdom Berg, kwam Willem weer in het bezit van het graafschap Diez, en de vorstendommen Nassau-Siegen, Nassau-Dillenburg en Nassau-Hadamar. Op 31 mei 1815 deed hij afstand van deze gebieden ten gunste van het hertogdom Nassau en het koninkrijk Pruisen, en ontving in ruil daarvoor het groothertogdom Luxemburg. Hij bleef de titel baron van Beilstein voeren.

### Baron van de stad Grave en het land van Cuijk

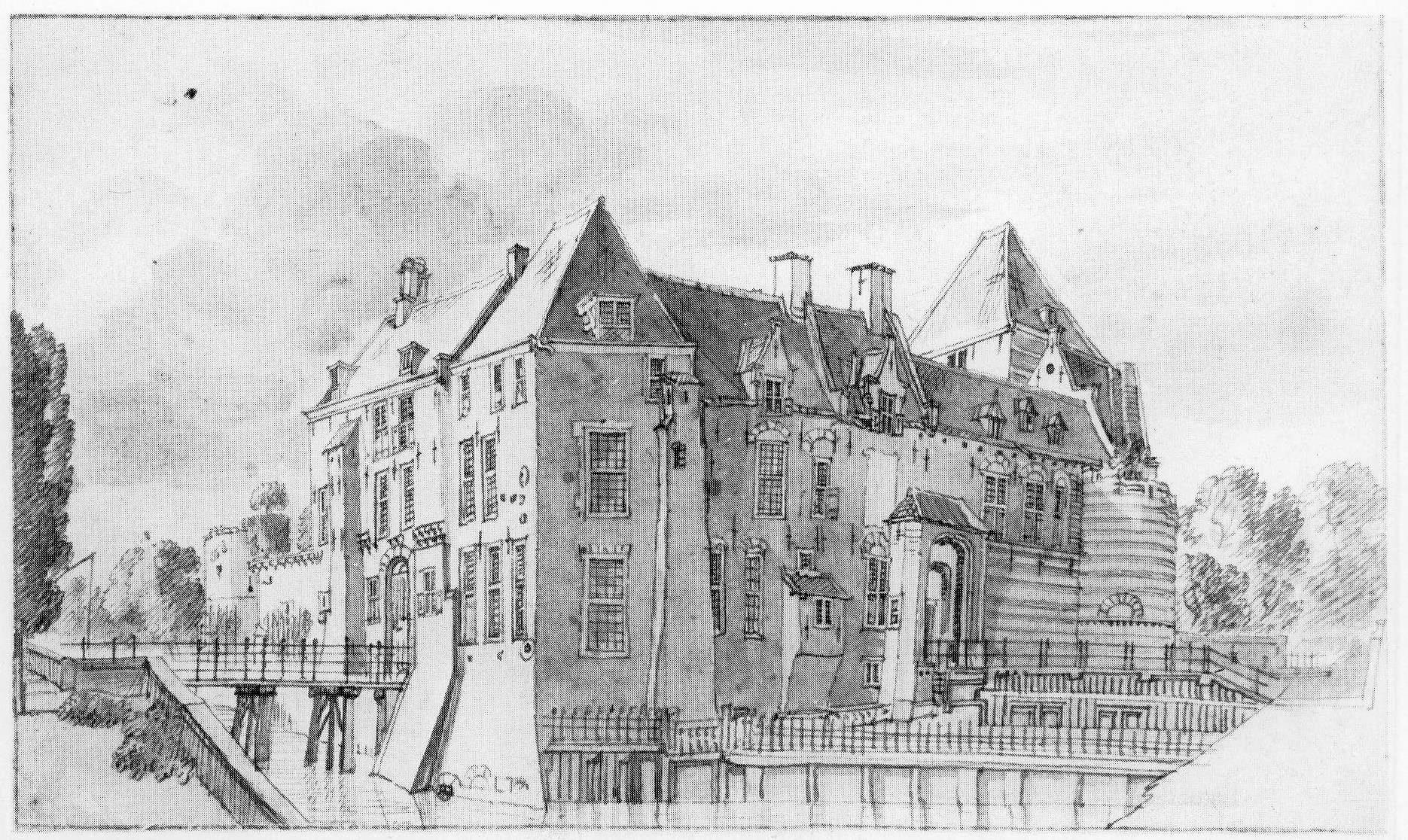
Kasteel IJsselstein

Het land van Cuijk, met daarin de stad Grave, werd in 1559 door Filips II van Spanje verpand aan Willem van Oranje. Na aflossing van het pandschap in 1611 gaven de Staten-Generaal het in leen aan prins Maurits. Deze werd opgevolgd door achtereenvolgens Frederik Hendrik, Willem II en Willem III. Na de strijd om de erfenis van Willem III kwamen Grave en Cuijk in 1732 aan Willem IV. Willem IV werd opgevolgd door zijn zoon Willem V. In 1795 werden Grave en Cuijk door de Bataafse Republiek geconfisqueerd.

### Baron van IJsselstein, Cranendonck en Eindhoven
De heerlijkheden IJsselstein, Cranendonck en Eindhoven behoorden tot de bezittingen van de graven van Buren en Leerdam. Zie de paragraaf Graaf van Buren en Leerdam hierboven.

Cranendonk en Eindhoven vormden een eenheid. Deze baronie, waartoe ook de dorpen Budel, Maarheeze, Sterksel, Gastel en Soerendonk behoorden, werd in 1482 door Frederik van Egmond gekocht van de graaf van Horne. In 1795 werden IJsselstein, Cranendonck en Eindhoven door de Bataafse Republiek geconfisqueerd.

### Baron van Liesveld
De baronie Liesveld werd in 1612 door Erik van Brunswijk geschonken aan Ernst Casimir van Nassau-Diez. Het kwam daarna achtereenvolgens aan Willem Frederik, Hendrik Casimir II, Johan Willem Friso, Willem IV en Willem V. In 1795 werd Liesveld door de Bataafse Republiek geconfisqueerd.
De baronie was een heerlijkheid met hoge en lage jurisdictie en bestond uit een polder aan de Lek, gelegen in het noorden van de Alblasserwaard. Onder Liesveld vielen de ambten Ammers-Graveland, Gelkenes, Achterland en Peulwijk, Ottoland en Peursum.

### Baron van Herstal
De baronie Herstal kwam in 1459 in bezit van Maria van Loon-Heinsberg, de echtgenote van graaf Johan IV van Nassau-Siegen. Het werd daarna geërfd door achtereenvolgens Engelbrecht II, Hendrik III, René van Chalon en Willem van Oranje.
In 1567 confisqueerde koning Filips II van Spanje alle bezittingen van Willem van Oranje. Diens zoon Filips Willem kreeg Herstal in 1596 terug. Zijn erfgenaam was Maurits. Na de dood van Maurits werden zijn bezittingen in de Spaanse Nederlanden en de Franche-Comté geclaimd door Johan VIII van Nassau-Siegen. Die claim werd erkend bij uitspraken van de Grote Raad van Mechelen van 14 juli 1625 en 29 november 1625. Pas bij de Vrede van Münster in 1648 werden alle bezittingen teruggegeven. De volgende bezitters waren de stadhouders Willem II en Willem III. Na de strijd om de erfenis van Willem III kwam Herstal in 1732 in het bezit van Willem IV en daarna zijn zoon Willem V. Bij de bezetting van de Oostenrijkse Nederlanden door Frankrijk in 1794 verloren de Oranje-Nassaus Herstal definitief.

### Baron van Warneton
De baronie Warneton (in het Nederlands Waasten genoemd) wordt al in de 13e eeuw als heerlijkheid genoemd. Het was een bezitting van het Huis Luxemburg. Louise Francisca van Savoye, de eerste echtgenote van Hendrik III van Nassau-Breda was de dochter van Maria van Luxemburg-Ligny. Hendrik III kreeg de heerlijkheid in 1511. Het werd daarna geërfd door achtereenvolgens René van Chalon en Willem van Oranje.
In 1567 confisqueerde koning Filips II van Spanje alle bezittingen van Willem van Oranje. Diens zoon Filips Willem kreeg Warneton in 1596 terug. Zijn erfgenaam was Maurits. Na de dood van Maurits werden zijn bezittingen in de Spaanse Nederlanden en de Franche-Comté geclaimd door Johan VIII van Nassau-Siegen. Die claim werd erkend bij uitspraken van de Grote Raad van Mechelen van 14 juli 1625 en 29 november 1625. Pas bij de Vrede van Münster in 1648 werden alle bezittingen teruggegeven. De volgende bezitters waren de stadhouders Willem II en Willem III. Na de strijd om de erfenis van Willem III kwam Warneton in 1732 in het bezit van Willem IV en daarna zijn zoon Willem V. Bij de bezetting van de Oostenrijkse Nederlanden door Frankrijk in 1794 verloren de Oranje-Nassaus Warneton definitief.

### Baron van Arlay en Nozeroy

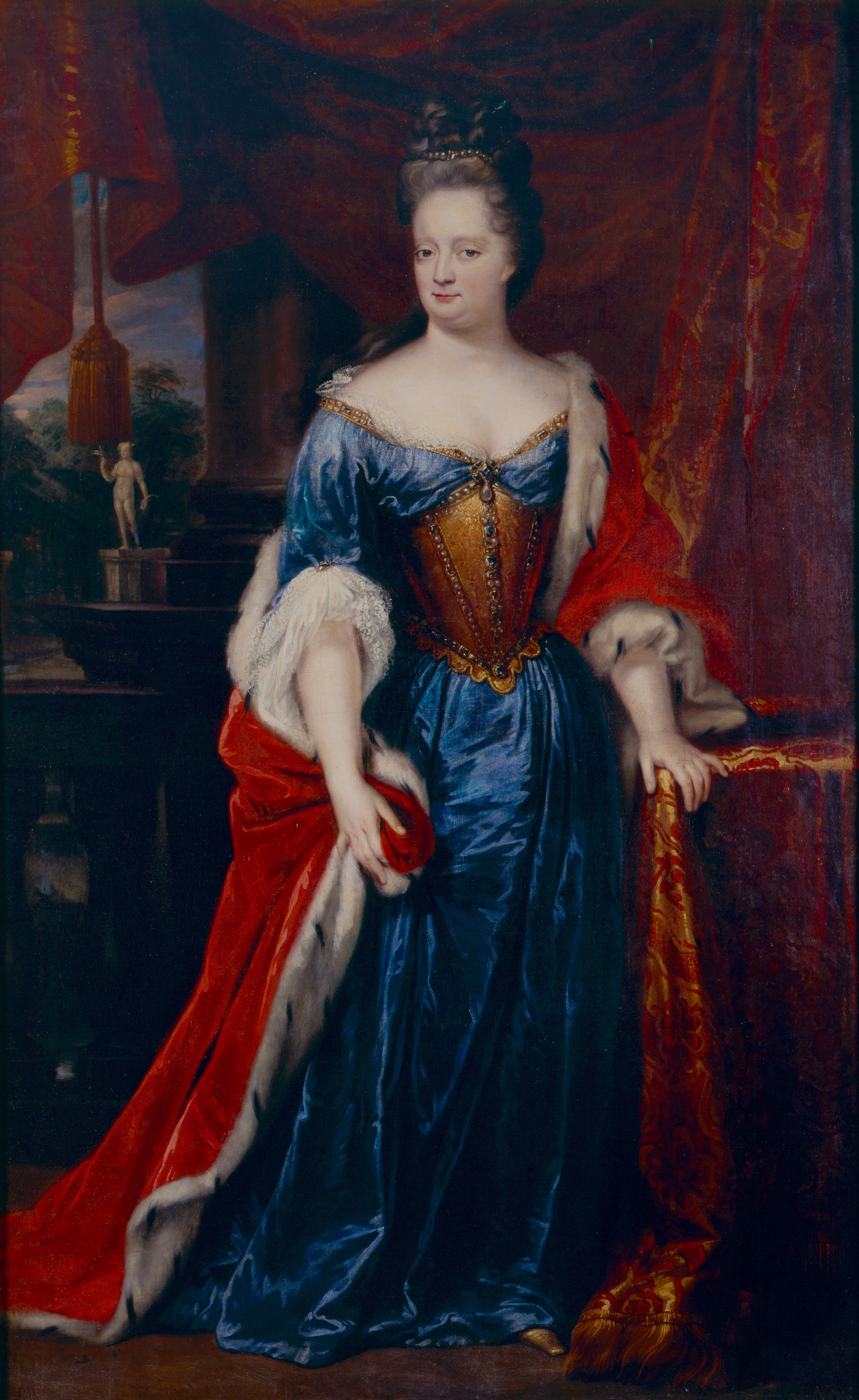
Henriëtte Amalia van Anhalt-Dessau

De baronie Arlay, de baronie Nozeroy en de heerlijkheid Besançon lagen in de Franche-Comté en behoorden tot de bezittingen van de familie Van Chalon. Deze bezaten ook het prinsdom Orange. Door het huwelijk van Hendrik III met Claudia van Chalon erfde hun zoon René van Chalon in 1530 het prinsdom Orange met bijbehorende bezittingen van zijn kinderloos overleden oom Philibert van Chalon. René overleed eveneens kinderloos en liet de bezittingen na aan zijn neef Willem van Oranje.
In 1567 confisqueerde koning Filips II van Spanje alle bezittingen van Willem van Oranje. Diens zoon Filips Willem kreeg Arlay, Nozeroy en Besançon in 1596 terug. Zijn erfgenaam was Maurits. Na de dood van Maurits werden zijn bezittingen in de Spaanse Nederlanden en de Franche-Comté geclaimd door Johan VIII van Nassau-Siegen. Die claim werd erkend bij uitspraken van de Grote Raad van Mechelen van 14 juli 1625 en 29 november 1625. Pas bij de Vrede van Münster in 1648 werden alle bezittingen teruggegeven. De volgende bezitters waren de stadhouders Willem II en Willem III. Na de strijd om de erfenis van Willem III kwamen Arlay, Nozeroy en Besançon in 1732 in het bezit van Willem IV en daarna zijn zoon Willem V. In 1795 werden Arlay, Nozeroy en Besançon door Frankrijk geconfisqueerd.

### Erf- en vrijheer van Ameland
De vrije heerlijkheid Ameland was een heerlijkheid in het Heilige Roomse Rijk die tussen 1424 en 1681 werd bestuurd door het geslacht Cammigha. Nadat de laatste heer uit dat geslacht, Frans Duco van Cammingha, overleed ging de heerlijkheid over naar de familie Thoe Schwarzenberg Hohenlandsberg, die het vervolgens in 1704 voor 170.000 florijnen verkocht aan Henriëtte Amalia van Anhalt-Dessau, de weduwe van Hendrik Casimir II van Nassau-Diez. Zij kocht de heerlijkheid voor haar zoon Johan Willem Friso. Deze werd opgevolgd door Willem IV en Willem V.
De vrije heerlijkheid kende hoge en lage jurisdisctie en een aantal voorrechten, zoals het strand- en zeevondrecht. In 1795 werd Ameland door de Bataafse Republiek geconfisqueerd; het werd een deel van de provincie Friesland.

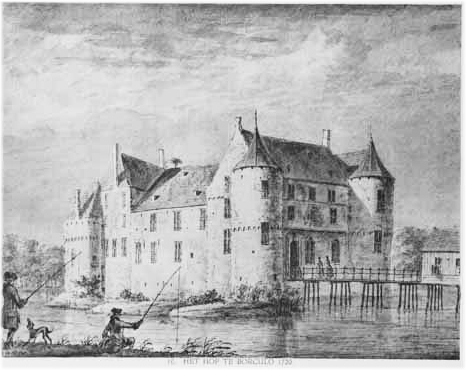
Kasteel Borculo

### Heer van Borculo en Lichtenvoorde
De heerlijkheden Borculo en Lichtenvoorde werden in 1776 door Willem V gekocht van de Poolse prins Adam Kazimierz Czartoryski. In 1795 werden beide heerlijkheden door de Bataafse Republiek geconfisqueerd.

### Heer van Bredevoort

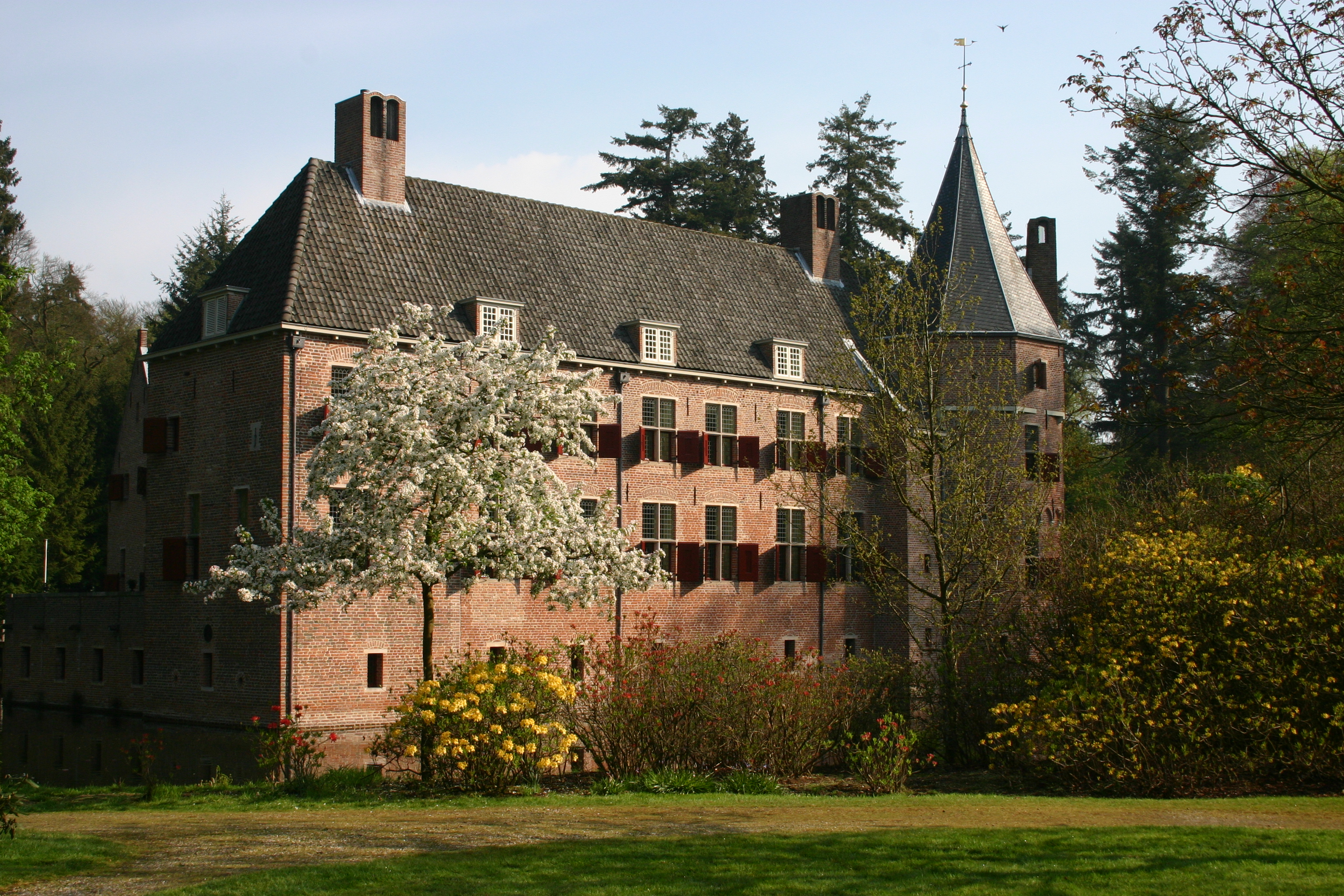
Kasteel Het Oude Loo

Prins Maurits nam tijdens de Tachtigjarige Oorlog in 1597 de stad Bredevoort in, wat pand was van de Spaansgezinde Jacob van Bronckhorst-Batenburg. Hij nam diens pand, het stadje Bredevoort en het bijbehorende kasteel, voor 50.000 goudguldens over van de Staten van Gelre. In 1697 schonken de Staten van Gelderland de heerlijkheid Bredevoort definitief aan stadhouder Willem III. Na de strijd om de erfenis van Willem III kwam Bredevoort in 1732 in het bezit van Willem IV en daarna zijn zoon Willem V. In 1795 werd Bredevoort door de Bataafse Republiek geconfisqueerd.

### Heer van Het Loo
De havezate Het Loo en het omringende gebied werd in 1684 gekocht door stadhouder Willem III van Johan Carselis van Ulft. Het omliggende gebied bestond uit de kerspellen Apeldoorn, Beekbergen en Loenen. Willem was vooral geïnteresseerd in Het Loo vanwege de jacht. Hij liet vlak bij het slot een paleis bouwen, Paleis Het Loo. In 1694 droegen de Staten van Gelderland aan Willem de hoge en lage jurisdictie op. Na zijn overlijden werd de hoge heerlijkheid direct vervallen verklaard om in 1748 weer aan Willem IV te worden verleend. Na de strijd om de erfenis van Willem III kwam Het Loo in 1732 in het bezit van Willem IV en daarna zijn zoon Willem V. In 1795 werd Het Loo door de Bataafse Republiek geconfisqueerd.

Kasteel Het Oude Loo is nog steeds in gebruik bij de koninklijke familie, ook heeft prinses Margriet op het terrein van het kroondomein een woning.

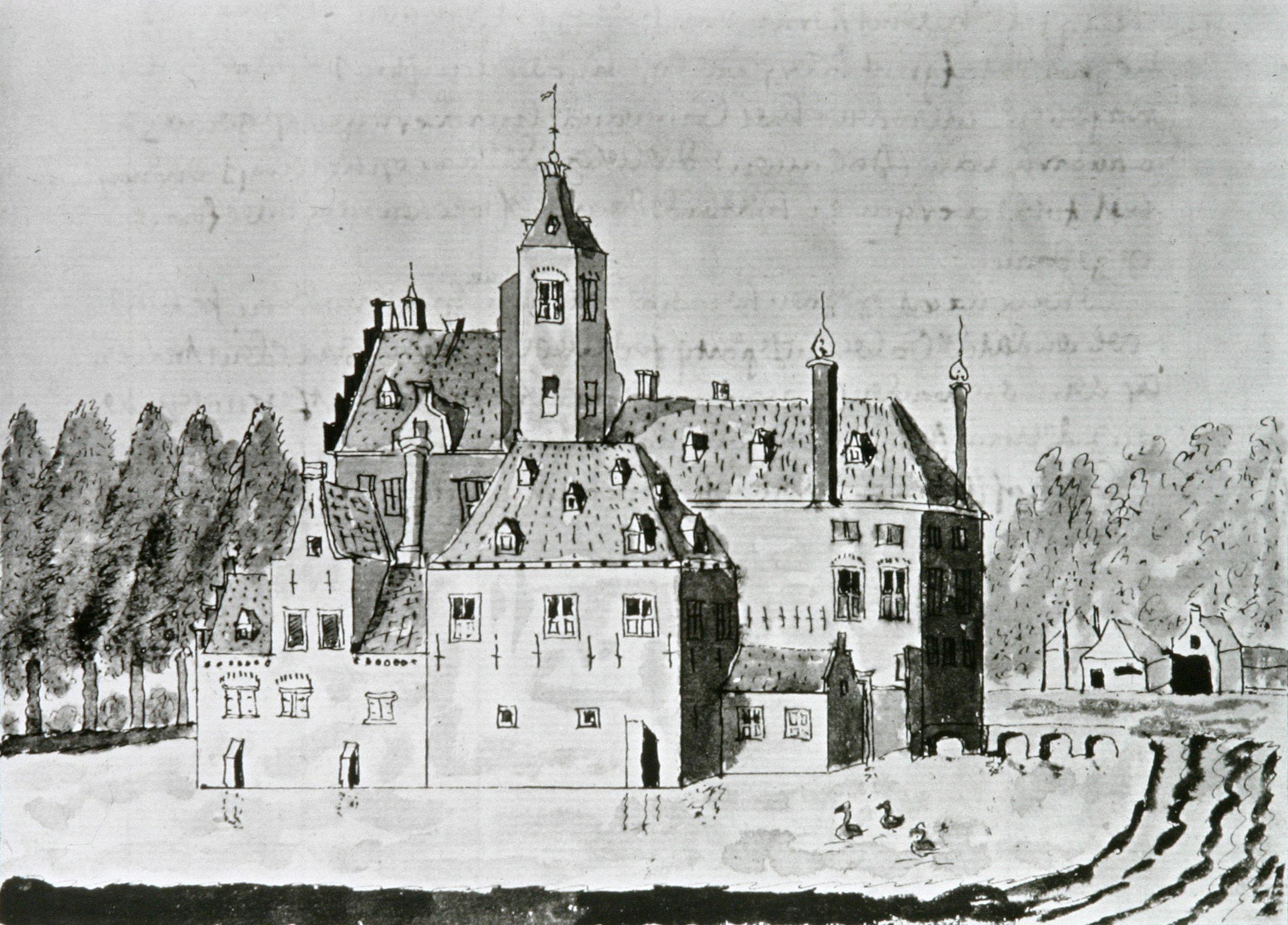
Kasteel Polanen

### Heer van Geertruidenberg, Klundert, Polanen en Niervaart

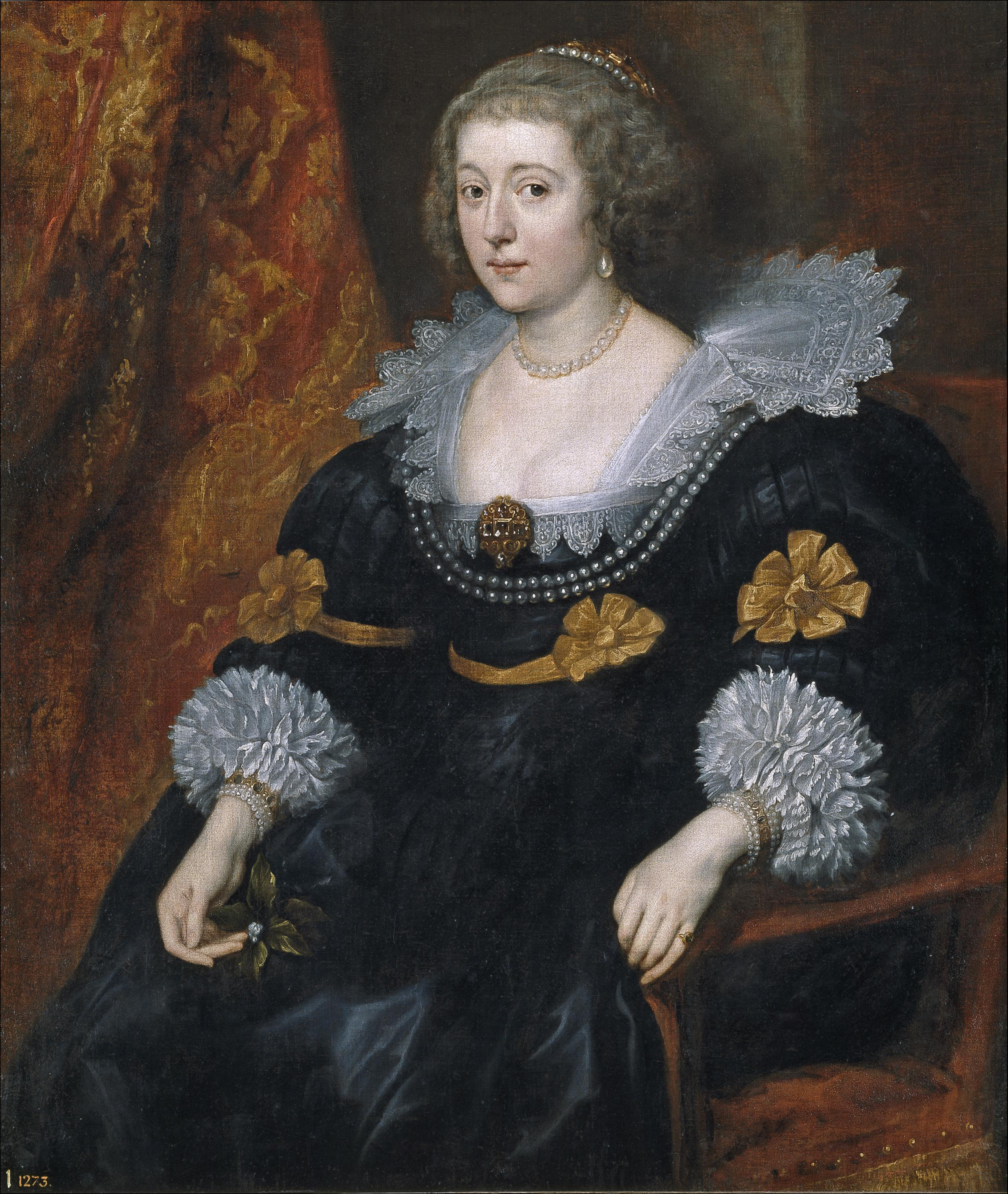
Amalia van Solms-Braunfels

De heerlijkheden Geertruidenberg, Klundert (of Niervaart) en Polanen behoorden tot de bezittingen die in 1403 met het huwelijk van Engelbrecht I van Nassau-Siegen met Johanna van Polanen tegelijkertijd met de baronie Breda in bezit van het Huis Nassau kwamen. Zie de paragraaf Baron van Breda hierboven.

### Heer van Zevenbergen en Turnhout
De heerlijkheden Zevenbergen en Turnhout werden in 1647 door koning Filips IV van Spanje geschonken aan Amalia van Solms-Braunfels, de echtgenote van prins Frederik Hendrik. Na haar overlijden kwamen ze aan Willem III. Na de strijd om de erfenis van Willem III kwamen Zevenbergen en Turnhout in 1732 in het bezit van Willem IV en daarna zijn zoon Willem V. Bij de bezetting van de Oostenrijkse Nederlanden door Frankrijk in 1794 verloren de Oranje-Nassaus Zevenbergen en Turnhout definitief.

### Heer van Hooge en Lage Zwaluwe
De heerlijkheid Hooge en Lage Zwaluwe werd in 1518 door keizer Karel V geschonken aan Hendrik III van Nassau-Breda. Het werd daarna geërfd door achtereenvolgens René van Chalon en Willem van Oranje. In 1567 confisqueerde koning Filips II van Spanje alle bezittingen van Willem van Oranje. In de Tachtigjarige Oorlog werd het door Maurits weer in bezit genomen. De daaropvolgende bezitters waren Frederik Hendrik, Willem II en Willem III. Na de strijd om de erfenis van Willem III kwam Hooge en Lage Zwaluwe in 1732 in het bezit van koning Frederik Willem I van Pruisen. Diens zoon Frederik II ‘de Grote’ verkocht het in 1754 weer aan stadhouder Willem V. In 1795 werd Hooge en Lage Zwaluwe door de Bataafse Republiek geconfisqueerd.

### Heer van Naaldwijk

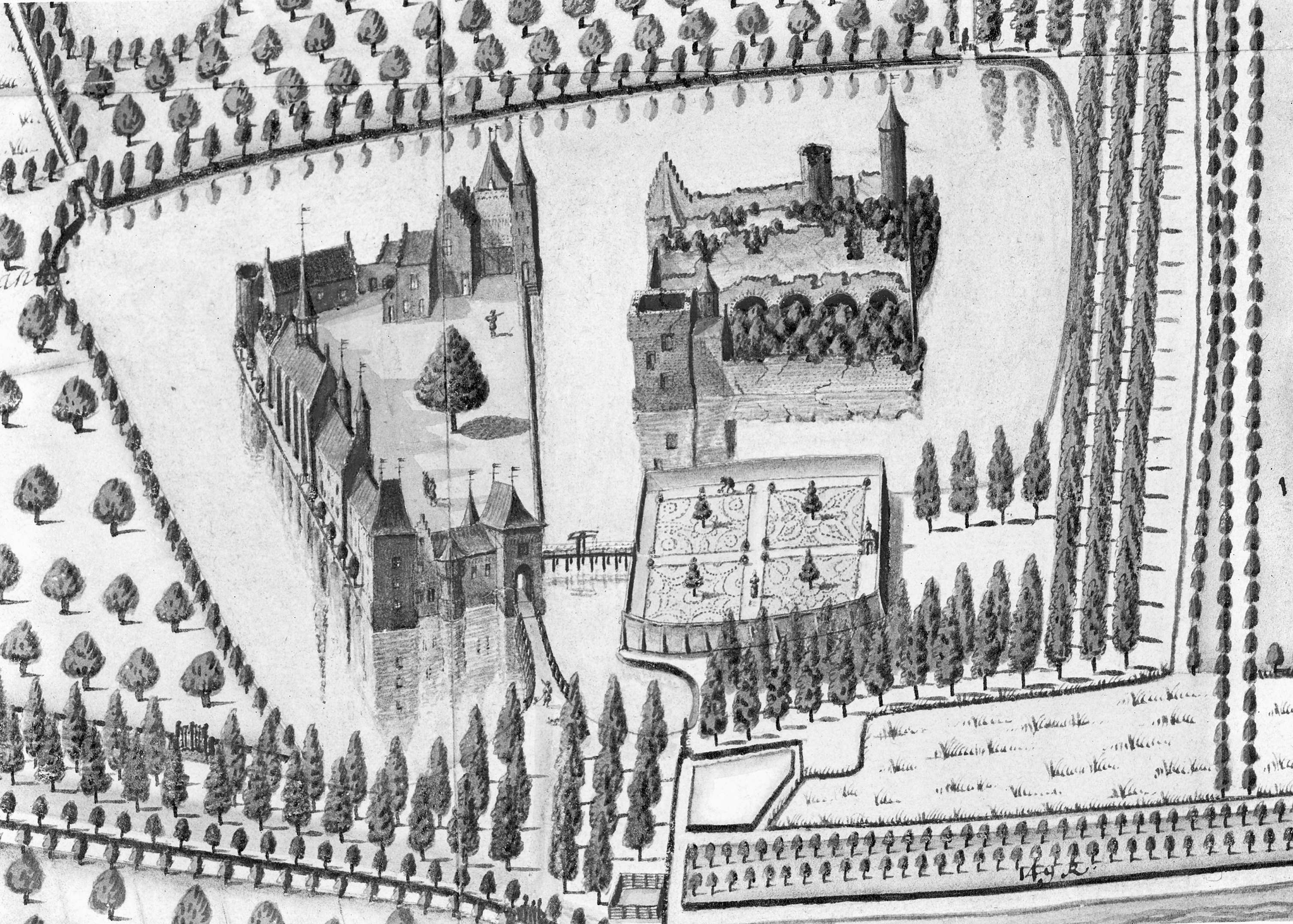
Kasteel van Sint-Maartensdijk

De heerlijkheid Naaldwijk werd in 1612 door Frederik Hendrik gekocht van graaf Karel van Aremberg. De daaropvolgende bezitters waren Willem II en Willem III. Na de strijd om de erfenis van Willem III kwam Naaldwijk in 1732 in het bezit van koning Frederik Willem I van Pruisen. Diens zoon Frederik II ‘de Grote’ verkocht het in 1754 weer aan stadhouder Willem V. In 1795 werd Naaldwijk door de Bataafse Republiek geconfisqueerd.

### Heer van Sint-Maartensdijk
De heerlijkheid Sint-Maartensdijk behoorde tot de bezittingen van de graven van Buren en Leerdam. Zie de paragraaf Graaf van Buren en Leerdam hierboven. In 1795 werd Sint-Maartensdijk door de Bataafse Republiek geconfisqueerd.

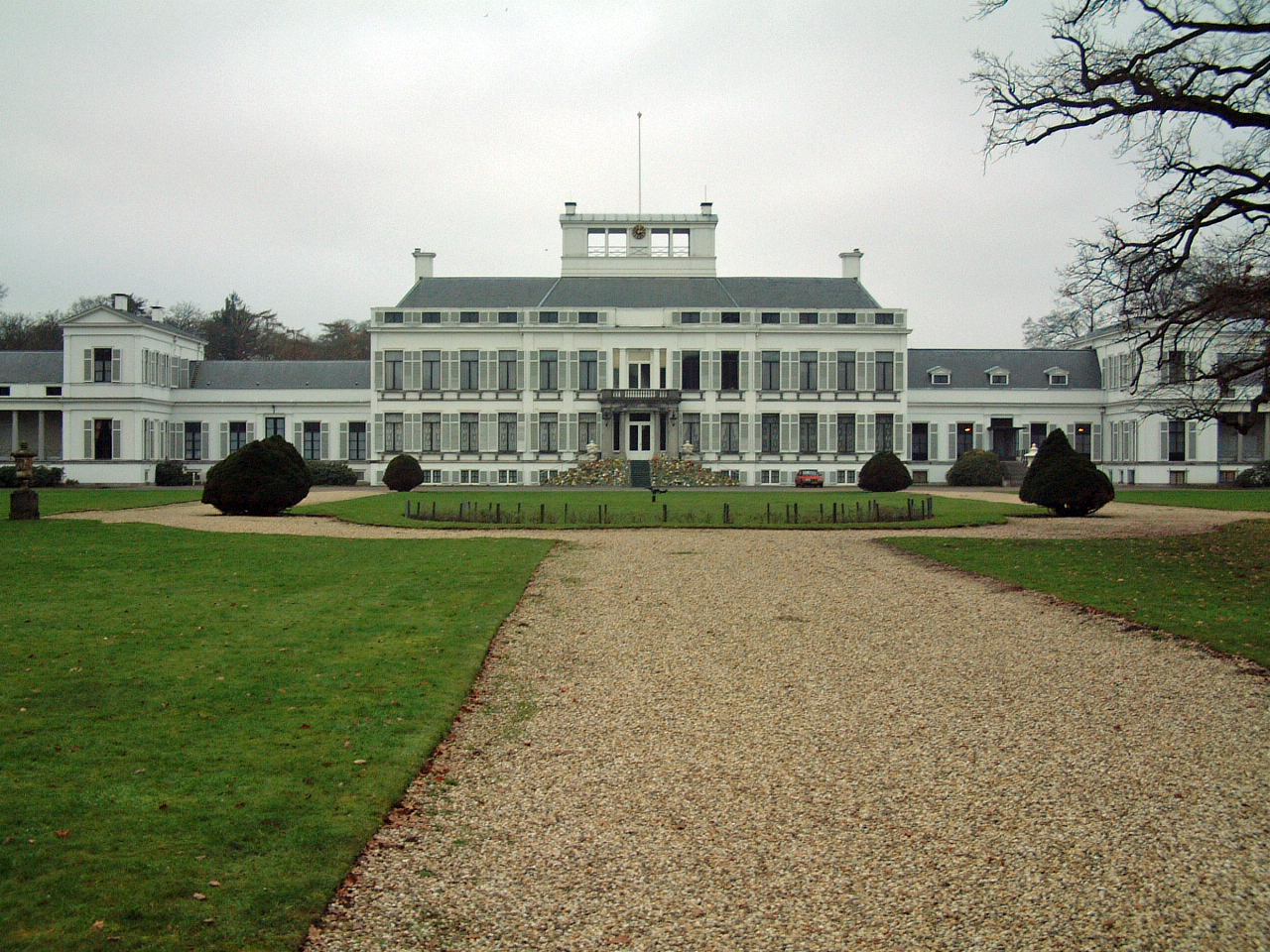
Paleis Soestdijk

### Heer van Baarn, Soest en Ter Eem
De "hofstede aan de Zoestdijck" werd in 1674 door stadhouder Willem III gekocht van de Amsterdamse regentenfamilie De Graeff. De Staten van Utrecht verhieven Baarn, Soest en Ter Eem in hetzelfde jaar tot hoge heerlijkheid. Na de strijd om de erfenis van Willem III kwamen Baarn, Soest en Ter Eem in 1732 in het bezit van Willem IV en daarna zijn zoon Willem V. In 1795 werden Baarn, Soest en Ter Eem door de Bataafse Republiek geconfisqueerd.

In 1815 schonk de Staat Paleis Soestdijk aan koning Willem II als dank voor zijn inzet bij de Slag bij Waterloo.

### Heer van Willemstad
Willem van Oranje stichtte de stad in 1583. De Staten van Holland verhieven de stad tot heerlijkheid. De daaropvolgende bezitters waren Maurits, Frederik Hendrik, Willem II en Willem III. Na de strijd om de erfenis van Willem III kwam Willemstad in 1732 in het bezit van Willem IV en daarna zijn zoon Willem V. In 1795 werd Willemstad door de Bataafse Republiek geconfisqueerd.

### Heer van Steenbergen

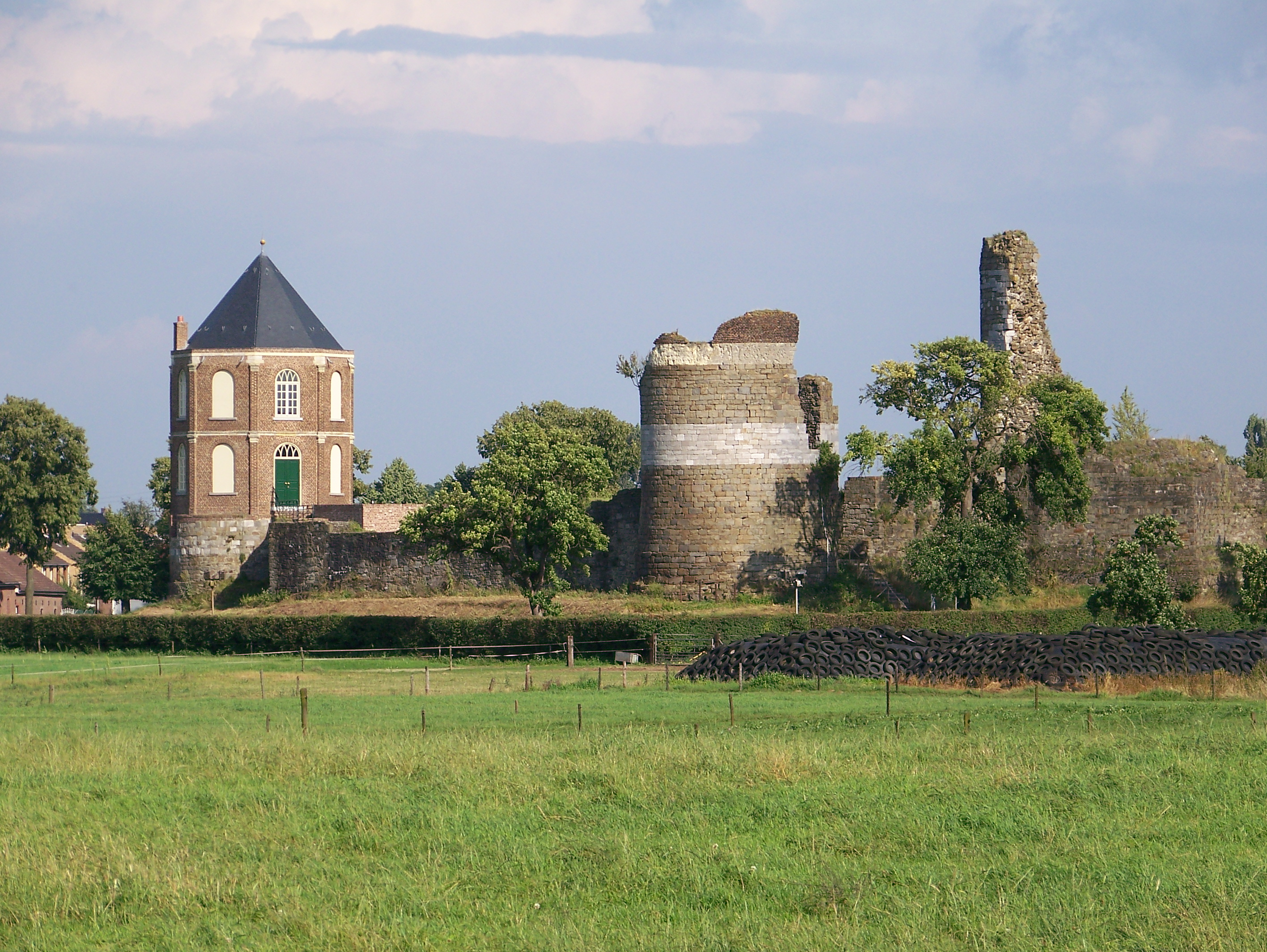
Kasteel Montfort

De heerlijkheid Steenbergen was gemeenschappelijk bezit van de heren van Breda en Strijen. Bij de verdeling van de gezamenlijke bezittingen kwam Steenbergen in 1458 aan Johan IV van Nassau-Siegen. Zie verder de paragraaf Baron van Breda hierboven.

### Heer van Montfort

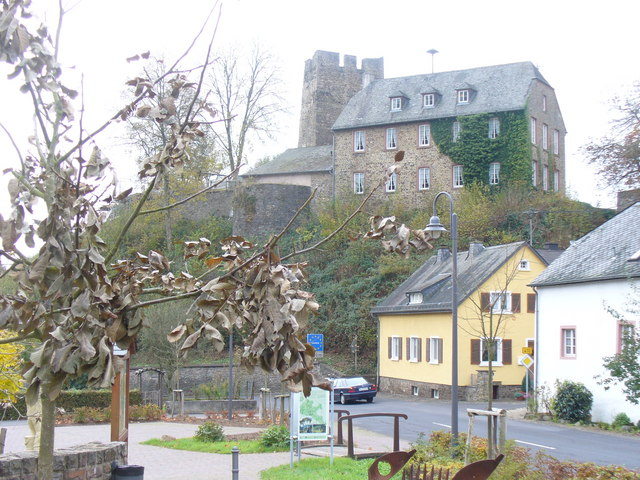
De Burcht Dasburg

De heerlijkheid Montfort werd gesticht door Hendrik III van Gelre. Het werd in 1647 door Filips IV van Spanje geschonken aan stadhouder Willem II. Na zijn overlijden kwam Montfort aan Willem III. Na de strijd om de erfenis van Willem III kwam Montfort in 1732 in het bezit van koning Frederik Willem I van Pruisen. Diens zoon Frederik II ‘de Grote’ verkocht het in 1769 weer aan stadhouder Willem V. In 1795 werd Montfort door de Bataafse Republiek geconfisqueerd.

### Heer van Sankt Vith, Bütgenbach en Daasburg
De heerlijkheden Sankt Vith, Bütgenbach en Daasburg behoorden tot het graafschap Vianden. Zie de paragraaf Graaf van Vianden hierboven.

### Heer van Besançon
Arlay, Nozeroy en de heerlijkheid Besançon lagen in de Franche-Comté en behoorden tot de bezittingen van de familie Van Chalon. Deze bezaten ook het prinsdom Orange. Door het huwelijk van Hendrik III met Claudia van Chalon erfde hun zoon René van Chalon in 1530 het prinsdom Orange met bijbehorende bezittingen van zijn kinderloos overleden oom Philibert van Chalon. Zie de paragraaf Baron van Arlay en Nozeroy hierboven.